# Yangtsé
El Yangtsé (en chino, 长江; pinyin, Cháng Jiāng; literalmente, ‘río largo’; en tibetano, Bri-chu) o río Azul es un largo río de China —el mayor del país y del continente asiático— que fluye en direcciones SE y E a través de ocho provincias —Anhui, Hubei, Hunan, Jiangsu, Jiangxi, Qinghai, Sichuan y Yunnan—, las municipalidades de Chongqing y Shanghái, y la región autónoma del Tíbet, hasta desaguar en el mar de la China Oriental, cerca de Shanghái. Tiene una longitud de 6300 km, el tercero más largo del mundo, tras el Amazonas y el Nilo.
El Yangtsé drena una cuenca de 1 800 000 km². En su desembocadura, descarga 31 900 m³/s, y alimenta de agua al 40 % del territorio chino y al 70 % de la producción ripícola. Las principales ciudades que atraviesa son Chongqing, Wuhan y Nankín. Una de las presas en el río, la presa de las Tres Gargantas, es la presa más grande del mundo (no el embalse) y asimismo alimenta la mayor central hidroeléctrica. El río es navegable en una gran parte de su recorrido y los buques transatlánticos pueden llegar hasta Wuhan mientras que otros barcos de menor calado navegan hasta Yichang.
La sección en la provincia de Yunnan en que el río que fluye a través de profundas gargantas forma parte de las áreas protegidas de los tres ríos paralelos de Yunnan, un lugar declarado Patrimonio de la Humanidad de la UNESCO.
A menudo se considera el Yangtsé como línea divisoria entre el Norte y el Sur de China, aunque los geógrafos chinos consideran en general que la línea montañas Qinling-río Huai He es la línea oficial de la división geográfica.[cita requerida] Siendo el mayor río de la región, el Yangtsé es histórica, cultural y económicamente muy importante en China.

## Etimología
La forma tradicional y recomendada en español por las academias es Yangtsé, con tilde por ser palabra aguda y tratarse de una transcripción de una lengua de alfabeto no latino, aunque también se ha transliterado como Yangtse o Yangtze, y, a veces, con un guion separando las dos sílabas, Yang-tse o Yang-tze. Además, en los países hispanohablantes, lo mismo que en Francia e Italia, se le llamó en algunos atlas antiguos río Azul, nombre sin justificación histórica, probablemente inventado en Francia por analogía con el nombre del otro gran río de China, el río Amarillo.
El nombre «río Yangtsé», así como otros nombres similares, como río Yangzi o Yangtze Kiang, deriva de Yangzi Jiang (en chino tradicional, 揚子江; en chino simplificado, 扬子江; pinyin, Yángzǐ Jiāng) Yángzǐ Jiāngⓘ. El nombre supuestamente proviene de la antigua travesía de ferry de Yangzi Jin (扬子 津, que significa «cruce del Yangzi»).[cita requerida] Desde la dinastía Ming, el nombre se escribe a veces como 洋子 (yángzĭ). Debido a que fue el primer nombre escuchado por los misioneros y los comerciantes europeos, este nombre, que se aplicaba solamente al curso bajo del río, fue aplicado en inglés para todo el río.[cita requerida] El nombre chino moderno, Chang Jiang (en chino tradicional, 長江; en chino simplificado, 长江; pinyin, Cháng Jiāng; literalmente, ‘río largo’) (Jiang, en chino clásico, es río), algunas veces también se utiliza en inglés e incluso en cartografía generalista en español. También es conocido por muchos como la calle Principal de China (Main Street) [cita requerida] o la hidrovía Dorada.
Al igual que muchos otros grandes ríos, tiene nombres diferentes a lo largo de su curso: en su origen, se le llama en chino Dangqu (当曲, del tibetano para «río de los pantanos»); aguas abajo, se llama río Tuotuo (沱沱河) y luego río Tongtian (通天河, literalmente «río que pasa por el cielo»); cuando corre a través de la profunda garganta paralela a las del Mekong y el Salween antes de emerger en las llanuras de Sichuan, es conocido como el río Jinsha (金沙江 Jīnshā Jiāng, literalmente «río de arenas de oro»).
El Yangtsé era conocido antiguamente por los chinos simplemente como Jiang (江 Jiāng), que se ha convertido en un nombre genérico que significa «río», o Da Jiang (大江 Dà Jiāng, literalmente «gran río»). El nombre tibetano para el río es Drichu (en tibetano: འབྲི་ཆུ་, wylie: 'bri chu, dialecto de Lhasa AFI: Río de los yak hembra).

## Descripción del curso
El Yangtze atraviesa el centro de China de oeste a este. Tiene 6300 km de largo y su cuenca drena un área de 1 800 000 km2, comprendida entre las latitudes 35°54′ y 24°17′ N y las longitudes 112°25′ y 90°33′ E. Con sus afluentes irriga más del 95% de las provincias de Sichuan, Hubei, Hunan, Jiangxi y  municipios de Chongqing y Shanghái, entre el 50-75% de la de Guizhou, entre el 25-50% de las de Shaanxi, Anhui, Jiangsu y Yunnan , y entre el 10-25% de las provincias de Qinghai, Zhejiang, Henan, Gansu, Guangxi, Guangdong, Fujian y la Región Autónoma del Tíbet.
El río Yangtsé se forma por la unión de varias importantes cabeceras, siendo, hidrológicamente,  la principal la más lejana, la que debería de llevar la denominación del propio río Yangtsé. Esa es la cabecera occidental, la que corresponde al río Jinsha, que a su vez continúa aguas arriba como río Tongtian y luego como río Tuotu. A partir de la ciudad de Yibin, donde se unen el río Jinsha y el río Min —la cabecera septentrional del Yangtsé—, el río adopta ya definitivamente el nombre de «Yangtsé». A su vez el propio Yangtsé, tradicionalmente, se ha considerado dividido en tres tramos o secciones:
- el curso superior, que va desde Yibin a la ciudad de Yichang y tiene 4250 km de largo; su área de captación tiene un área de 1 000 000 km2 y riega principalmente las provincias de Qinghai, Sichuan y la municipal de Chongqing;
- el curso medio, comprendido entre Yichang y el condado de Hukou (Wuhan), en que el río se encuentra con el lago Poyang; tiene 955 km de largo y su cuenca drena una superficie de 680 000 km2 y riega principalmente Hubei, el sur de Shaanxi, Hunan y Jiangxi;
- el curso inferior, que va desde Hukou a Shanghái y la desembocadura en el mar de China Oriental; tiene 938 km de largo y su área de captación es 120 000 km2; este último comprende el sur de Anhui y Jiangsu, el norte de Zhejiang y el territorio de Shanghái.

### Identificación de la fuente

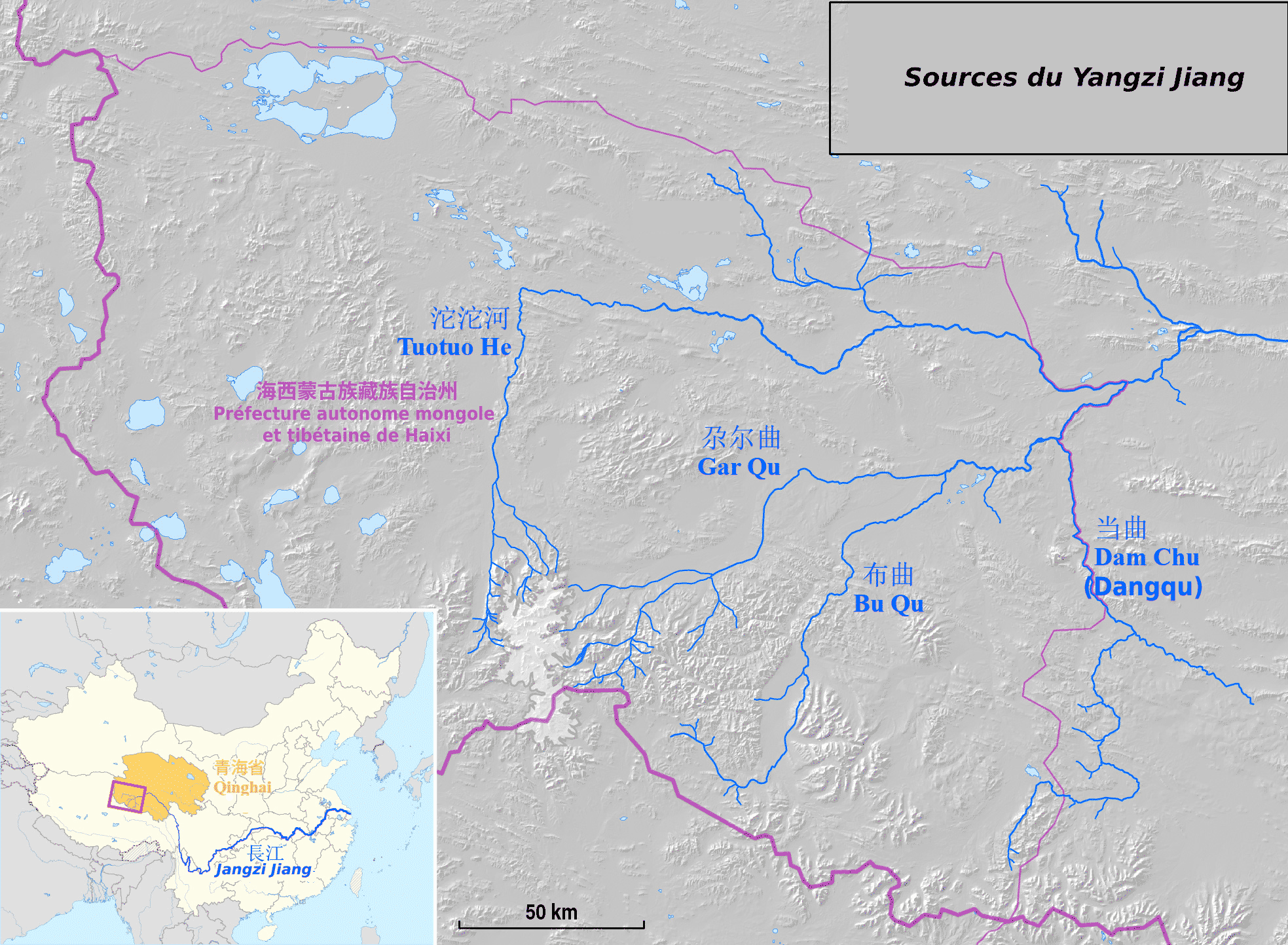
Mapa de las fuentes del Yangtsé en la meseta tibetana

La localización precisa de la fuente del Yangtze permaneció desconocida durante mucho tiempo, inicialmente por la ausencia de herramientas de medición precisas, luego por la situación remota de la región de las fuentes y finalmente por la complejidad de la red hidrográfica en la meseta tibetana. Hace tres o cuatro mil años, el Yangtze, a la salida de las Tres Gargantas, entraba en una región ocupada por una gran cantidad de lagos y pantanos que posteriormente fueron drenados. La población era escasa y los lugareños no consiguieron determinar si el Yangtze era el afluente del Han o era al revés, aunque el caudal medio del Yangtze era diez veces mayor que el de su afluente. De hecho, el curso del Han es muy ancho en algunos lugares (1000 a 2000 m) mientras que el lecho del Yangtze puede estrecharse hasta 200 m al nivel de las Tres Gargantas, en particular en su desembocadura antes de Yijiang (paso de Nankín). Un capítulo dedicado al Gran Yu que aparece en el más antiguo de los escritos chinos, el Clásico de los Documentos, probablemente escrito alrededor del 500 a. C., corrige este error pero indica que el origen del Yangtze estaría en las montañas Min y que el río Tuotuo (la verdadera fuente) sería un afluente ubicado más al este. Durante mucho tiempo, el río Min se considerará la fuente del Yangtze por varias razones: en su confluencia en Yibin, el Yangtze (Jinsha) tiene un caudal medio solo un tercio más alto que el del Min, su ancho es generalmente menor, porque el río circula la mayor parte del tiempo en un valle profundo (150 a 200 m contra 400 a 1000 m) y su curso no es navegable, a diferencia del río Min. Fue el viajero y geógrafo Xu Xiake (1587-1641) quien estableció por primera vez que el Jinsha era el río principal. Una expedición, organizada bajo el emperador Kangxi, realizó un primer reconocimiento de la región de las fuentes en la meseta tibetana sin lograr identificar con precisión el origen del Yangtze. Un atlas geográfico publicado en 1718 registra estos descubrimientos. En 1761, Chi Zhaonan describió en detalle los diferentes ríos ubicados en la región de las fuentes del Yangtze.
La búsqueda de la verdadera fuente del Yangtze se relanzó a partir de la década de 1970 cuando se organizaron varias expediciones científicas chinas. Los tres ríos principales que contribuyen a la formación del Yangtze en esta parte de la meseta tibetana son el Chumar, el Tuotuo y el Dangqu. El río Chumar se descartó rápidamente como fuente, ya que tiene el caudal más bajo de los tres y, a menudo, se seca en invierno. El Dangqu tiene un caudal de cinco a seis veces mayor que el del Tuotuo y su área de captación es mayor. Pero la comisión oficial china conservó el Tuotuo como fuente oficial del Yangtze por varias razones: su origen está mejor establecido; la distancia en línea recta desde el estuario es mucho mayor; y se estimó que su longitud era unos veinte kilómetros más larga (aunque las mediciones realizadas posteriormente mostraron que el Dangqu es, de hecho, 12 km más largo). Desde un punto de vista hidrológico, el curso del Dangqu, más largo que el del Tuotuo, lo convierte en la verdadera fuente del Yangtze.

### Curso en la ribera tibetana

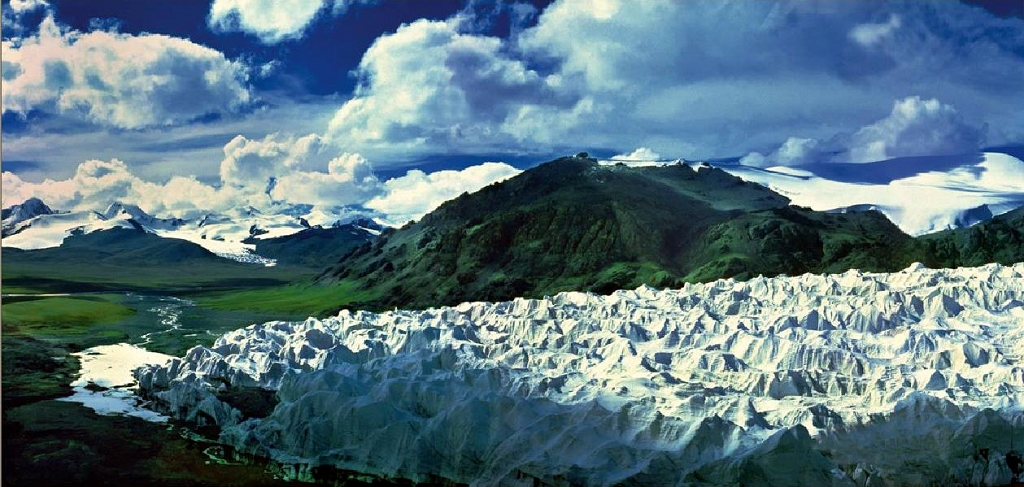
Glaciar en la cabecera del Tuotuo (fuente más lejana del Yangtsé).

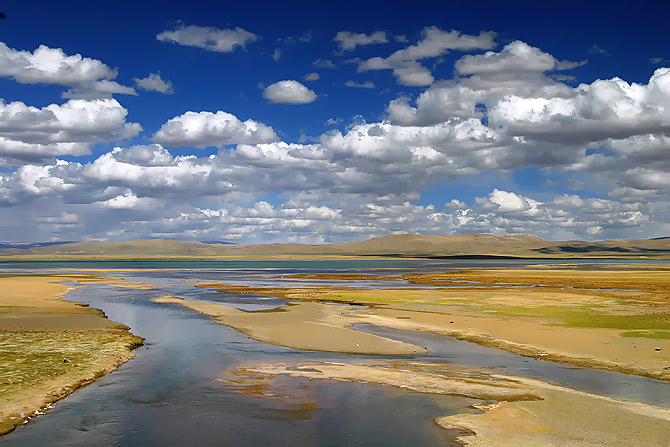
El río Tuotuo.

La fuente más alejada del Yangtsé se forma por la unión de cinco importantes corrientes de agua —ríos Qumar, Tuotuo, Garqu, Danqu y Buqu— que corren por la parte oriental de la meseta tibetana, en el oeste de la provincia de Qinghai, al sur de las montañas Kunlun, y en la vertiente norte de las montañas Tanggula, localizadas en la frontera con la Región Autónoma del Tíbet. Esos ríos, en su origen de alta montaña, van confluyendo en la meseta tibetana hasta dar lugar al río Tongtian.
El Yangtze tiene su fuente al pie del monte Geladaindong, que culmina a 6621 m y es el pico más alto de las Tanggula. La fuente propiamente dicha se encuentra a una altitud de 5395 m al pie del glaciar sur que desciende por la vertiente oeste de esta montaña. Primero discurre en dirección norte y vira hacia la mitad 90° para volverse en dirección este. Después de emerger de un estrecho cañón, el río fluye sobre un terreno relativamente llano atravesado por pequeños arroyos y rodeado de picos redondeados. El suelo, cubierto de nieve en invierno, se convierte en praderas en verano. La presencia de una gruesa capa de permafrost (la temperatura media anual es inferior a 0 °C) no le permitió cavar un lecho y el río poco profundo se extiende ampliamente en un paisaje desolado y deshabitado, barrido por fuertes vientos y desprovisto de vegetación arbustiva. El primer tramo del río, de 346 km de longitud, se denomina Tuotuo  (en chino simplificado, 沱沱河; pinyin, Tuótuó hé). En esta sección, el río desciende desde una altitud de 5400 a 4470 m (pendiente de 2,69 ‰). La cuenca asociada tiene una superficie de  17 600 km2
Toda esta parte de la meseta tibetana escasamente irrigada (menos de 250 mm de precipitación anual) está ocupada por una estepa prácticamente desértica. La región de las fuentes es parte de la división administrativa a nivel de municipio de Tanggulashan (Prefectura autónoma mongol y tibetana de Haixi) que ocupa un área de 47 540 km2  pero tiene solo 1.300 habitantes (densidad: 0,03 hab/km2)). Estos se concentran en una decena de caseríos ubicados a lo largo de los dos ejes de transporte que unen Golmud con Lhasa y que se han construido uno al lado del otro: la carretera nacional 109 y el ferrocarril Qinghai-Tíbet. La línea ferroviaria atraviesa  el río mediante un gran puente de unos 400 m de anchura, después de haber franqueado el paso Tanggula, a 5231 m, el paso ferroviario más alto del mundo. Los habitantes de la zona viven de la crianza de rebaños de ovejas. Gran parte de la región de los manantiales forma parte de la Reserva Natural de los Tres Ríos (Sanjiangyuan), que protege especialmente el entorno del monte Geladaindong y gran parte del curso del Dangqu.

### Río Tongtian

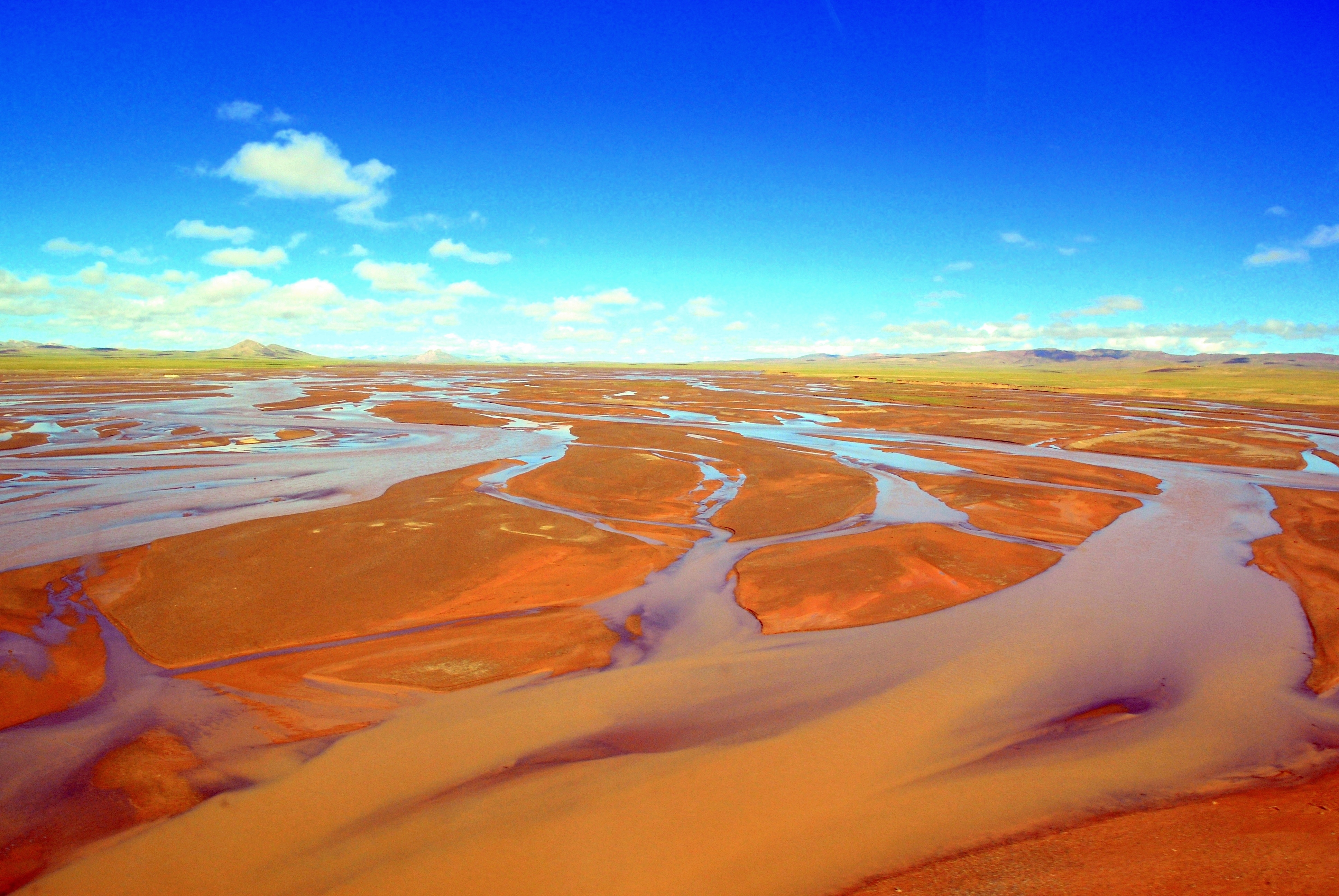
El río Qumar en la meseta tibetana (Qinghai), visto desde el ferrocarril Qinghai-Tíbet, en la zona llamada el primer puente.

La confluencia del Tuotuo con el primer afluente principal, el Dangqu, llegado desde el sur, marca el final de esta sección y el río toma el nombre de Tongtian (en chino simplificado, 通天河; pinyin, Tongtian He, o Moron Us, literalmente en tibetano, «río que pasa por el cielo»). 
El Dangqu o Dan Qu (en chino tradicional, 当 曲; en chino simplificado, 当曲; pinyin, Dāngqū, del tibetano «río de los pantanos»), tiene 352 km de largo y su cuenca drena una superficie de 30 786 km2. Desde un punto de vista hidrológico, su curso, más largo que el del Tuotuo, lo convierte en el verdadero nacimiento del Yangtze; pero oficialmente y por razones históricas (la fuente del Dangqu no se descubrió hasta finales del siglo XX), el gobierno chino ha mantenido que el Tuotuo constituía la primera sección del Yangtze. El Dangqu nace a unos 4500 m,  menor una altitud que la del Tuotuo y su curso, mucho menos inclinado, vaga en medio de pantanos. Después de esta confluencia, el Tongtian continúa progresando en la meseta congelada a lo largo de 278 km (pendiente de 0,9 ‰) antes de recibir su segundo afluente principal, y el mayor, desde el norte: el río Chumar  o Qu Mar (en chino tradicional, 玛尔; en chino simplificado, 玛尔; pinyin, Chŭmǎĕr hé)，que en idioma tibetano significa «río Rojo», de 515 km de largo, nace en las montañas de la aislada región de Hoh Xil y corre en dirección este alimentado por el deshielo a lo largo de las montañas Kunlun. También es cruzado por el ferrocarril Qinghai-Tíbet (mediante un largo puente de 2565 m) y por la carretera Qinghai-Tíbet.. Su cuenca con una superficie de 20 800 km2, caracterizada por la escasez de vegetación, está cubierta de dunas de arena. A lo largo del cauce, la intensa erosión da un color rojo a las aguas.
Después de esta confluencia, el Tongtian se dirige hacia el este a través de la provincia de Qinghai, girando poco a poco al suroeste a través de un paisaje montañoso y discurriendo por un profundo valle o garganta, un momento en el que su cauce se estrecha entre 50 y 200 m cavando un cañón en  paralelo a uno de sus principales afluentes, el río Yalong, con el que no confluirá más que centenares de kilómetros adelante. El Tongtian pasa cerca de su primera gran ciudad, Yushu, situada a orillas de uno de sus afluentes de la margen derecha. Luego el río recibe un afluente por la margen derecha, el río Batang (140 km de largo y cuenca de 3100 km2), y se vuelve más al sur llegando a Daingkok, en un pequeño ensanchamiento del valle, a partir del cual el río pasa a ser conocido como Jinsha que será desde ese punto una larga frontera natural entre provincias. El  Tongtian ha recorrido ya 828 km desde su confluencia con el Danqqu enteramente en la provincia de Qinghai.

### Río Jinsha

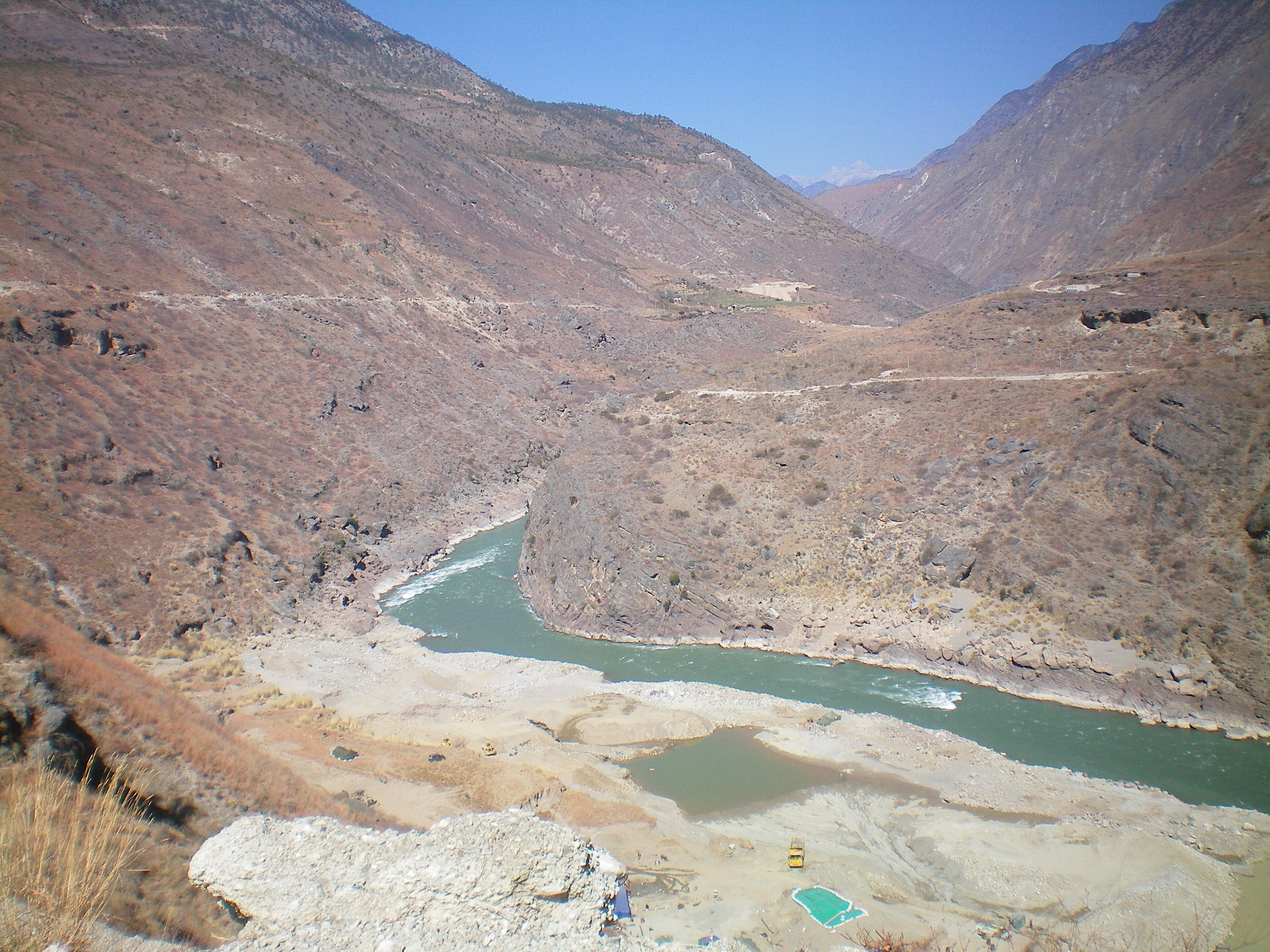
Sección del río Jinsha en Yunnan.

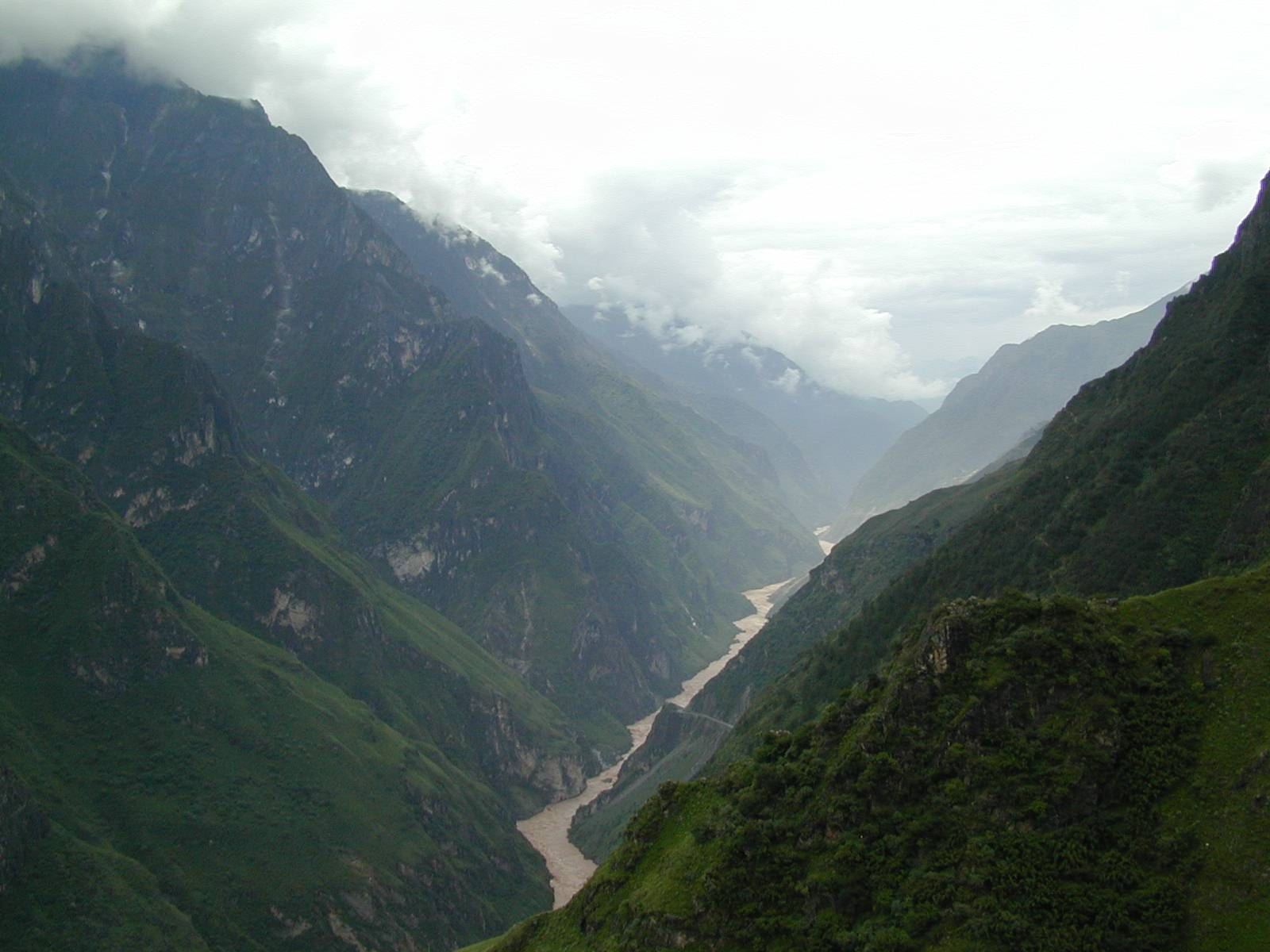
Vista del cañón del Salto del Tigre, con las montañas Yulong Xue Shan, izquierda, y Haba Xue Shan, derecha.

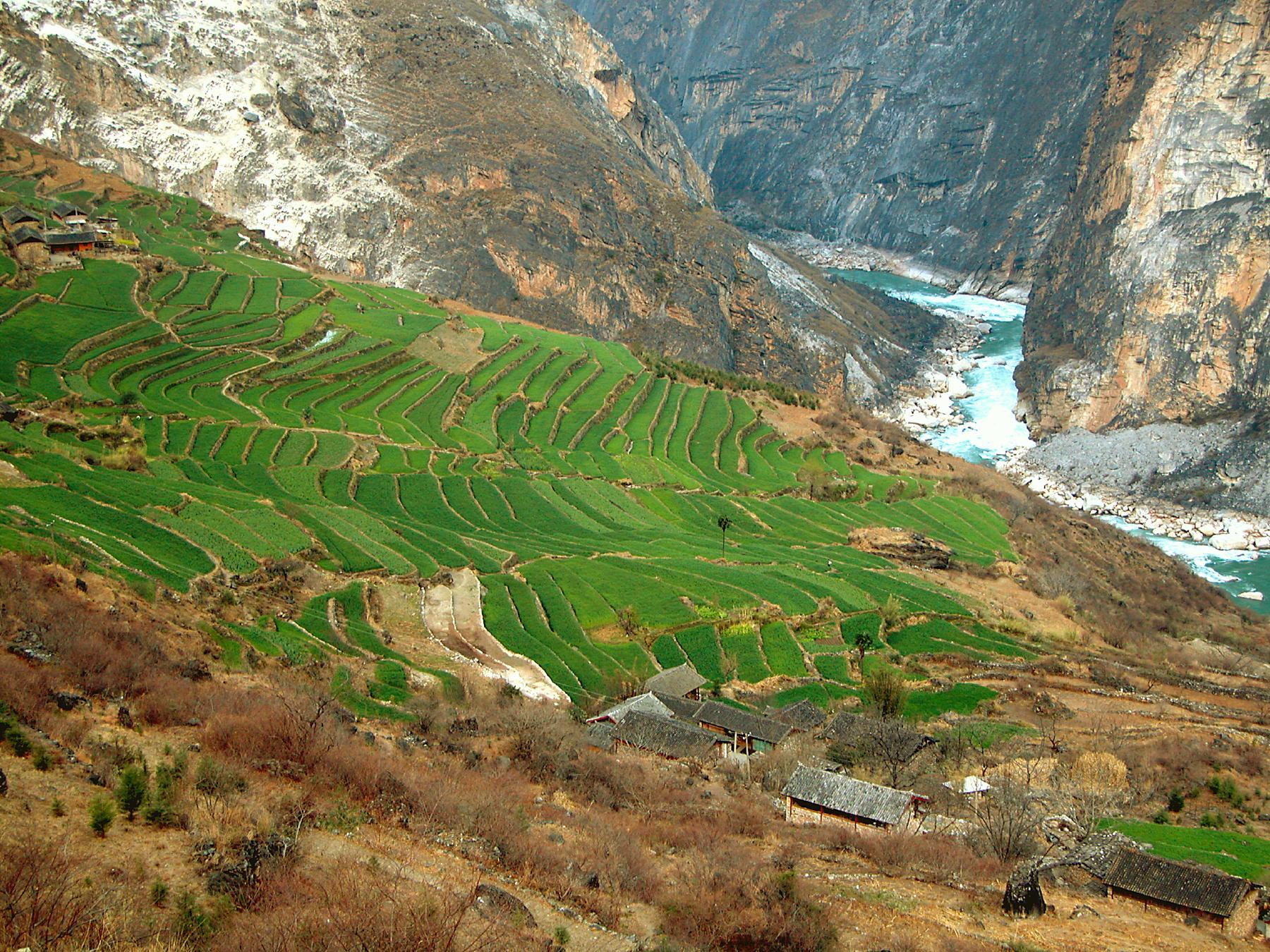
Cultivos en terrazas en la garganta del Salto del Tigre.

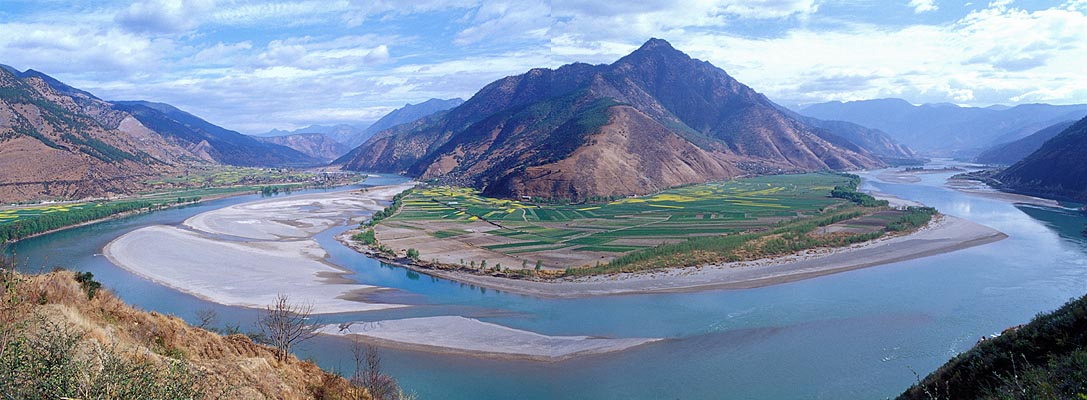
La primera vuelta del Jinsha en Shigu (石鼓), provincia de Yunnan, donde el río gira 180 grados, y después de ir durante cientos de kilómetros al sur, emprende rumbo norte.

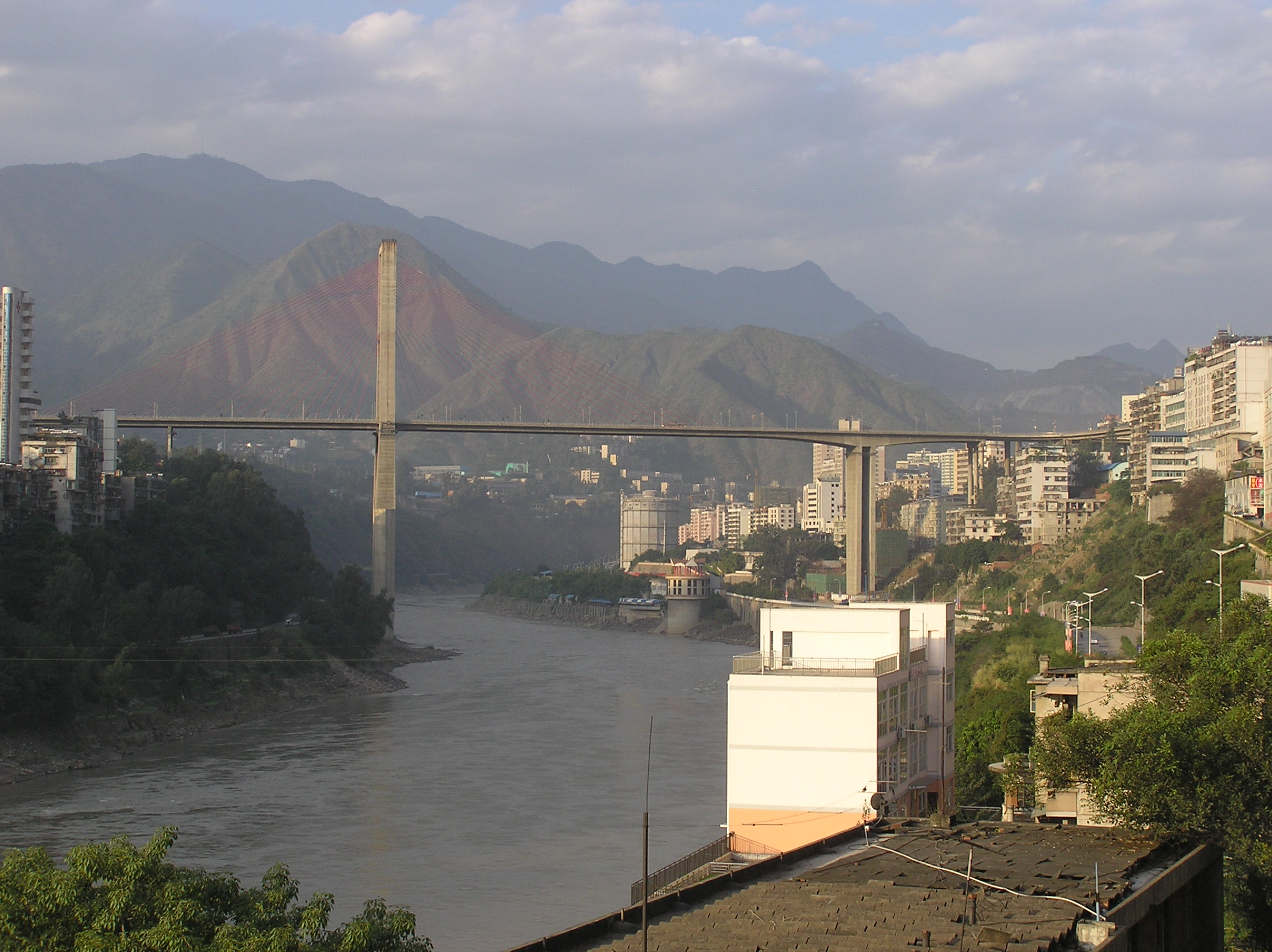
El Jinsha a su paso por la ciudad de Panzhihua, la primera ciudad de importancia que encuentra en su curso.

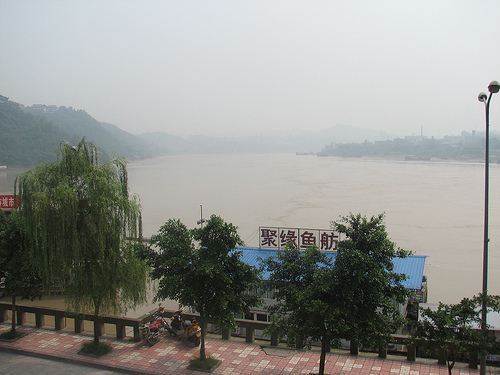
El Yangtsé se forma en Yibin, por la confluencia del Jinsha y el río Min.

El río Jinsha (en chino simplificado, 金沙江; pinyin, Jīnshā Jiāng; literalmente, ‘río de arenas doradas’; antes también Shengshui o Lishui) es el nombre con el que es conocida la más occidental de las grandes cabeceras del río Yangtsé, en puridad, Jinsha-Tongtian, que tiene una longitud total de 2308 km, drena una cuenca de 340 000 km², y cae unos 3300 m (pendiente de 1,45 ‰). Ya como Jinsha, el río sigue hacia el sur cruzando las montañas Hengduan a través de un profundo desfiladero, en un largo tramo de unos 400 km en el que forma frontera natural, primero entre la provincia de Sichuan, al oeste, y la Región Autónoma del Tíbet, al este; y luego entre Sichuan y la provincia de Yunnan. Hasta la ciudad de Shigu, el río corre de sur a sureste en un valle casi recto paralelo, al este,  por la izquierda, al de su principal afluente, el Yalong —del que le separan las montañas Shaluli—; y al oeste, de los ríos Mekong—del que está separado por las montañas Ningjing— y más al oeste del valle del Salween. Es esta sección de profundas gargantas paralelas que la UNESCO ha  declarado Patrimonio de la Humanidad por con el nombre de Tres ríos paralelos de Yunnan. Aquí el río, con muchas zonas de rápidos, se estrecha hasta tener un cauce de unos 80 m de ancho, que en los tramos más anchos, alcanza los 200 m, salpicado de bancos de arena e islotes y está enmarcado por terrazas sedimentarias.
El río Jinsha recibe en este largo tramo fronterizo varios afluentes, ninguno de importancia, como los ríos Baiqu, Yuebaxiang y Zhenqu, por la izquierda; luego el Zangqu y el Requ, por la derecha; y nuevamente por la izquierda, a los ríos Gaiyu Xiang, Dingqu (con su afluente Dongwang) y Gangqu, cuya confluencia que marca el fin del tramo fronterizo y pasado el cual el Jinsha entra, por el norte, en la provincia de Yunnan.
Ya en la provincia de Yunnan, en la prefectura autónoma tibetana de Dêqên, el río llega a Shigu, donde hace un giro de 180° y se dirige de nuevo hacia el norte. Atraviesa la Garganta del Salto del Tigre, un espectacular cañón de unos 16 km situado entre dos altas montañas —el Yulong Xue Shan de 5596 m y el Haba Xue Shan de 5396 m—, en que el río discurre por una serie de rápidos rodeado de empinados escarpes de más de 2000 m de desnivel, siendo el cañón de río más profundo del mundo y  que se ha convertido en un popular destino de excursiones turísticas. Su nombre hace referencia a la leyenda que cuenta cómo para escapar de un cazador, un tigre saltó el cañón en su punto más estrecho (25−30 m). Luego el Jinsha retorna en otro giro hacia el sur, tras describir un bucle de unos 320 km. En gran parte del bucle el Jinsha  es la frontera natural entre la prefectura autónoma tibetana de Dêqên (N) y la ciudad-prefectura de Lijiang (S). ciudad vieja de Lijiang, declarada Patrimonio de la Humanidad, se encuentra entre ambas ramales del Jinsha, a unos 15 km de cada uno.
Aquí recibe varios pequeños afluentes: por la derecha, al Zhubalong y luego al Xiashu, justo antes de la primera revuelta; por la izquierda, en el tramo en dirección norte, al Yangila y al Geji; en la segunda revuelta, al Shwiluo (con su afluente el Niru); en el tramo ya nuevamente al sur, por la margen izquierda, al Quingshui; y finalmente, por la derecha, a los ríos Zhongjiang, Hechuan y Houshan. Luego el Jinsha se vuelve al oeste, un tramo en el que recibe a los ríos Luolou y Naxi, por la derecha; al Sandao, por la izquierda; y al Yupao, por la derecha. Vuelve a virar hacia el noroeste, y recibe primero, por la derecha, al Bala y al Wanna, que llegan desde el sur; y luego al Renji, por la izquierda.
Abandona el Jinsha la provincia de Yunnan y a continuación se adentra en un corto tramo en la provincia de Sichuan, donde recibe por la derecha a los ríos Tongda y Baguan, y luego, por la izquierda, al río Dongqu, justo en la ciudad de Panzhihua (787 177 hab. en 2010), sede de la homónima ciudad-prefectura de Panzhihua, que es la primera ciudad de importancia que encuentra el río.
Apenas pasada Panzhihua, el Jinsha recibe por la margen izquierda a su afluente más importante, el largo río Yalong, con una longitud de 1637 km y una amplia cuenca drenada de 128 444 km². Después el Jinsha vira de nuevo al sur y recorre un corto tramo para dar inicio a otro largo tramo, preferentemente en dirección noreste, en que el río será de nuevo límite provincial, esta vez entre Sichuan, al noreste, y Yunnan, al suroeste. Enseguida recibe, por la derecha y justo antes de virar al noroeste, al río Longchuan —un afluente que llega desde la ciudad de Chuxiong, una importante ciudad de una población estimada en 2003 de unos 480 000 hab., que es la sede de la homónima Prefectura Autónoma de Chuxiong y que tiene una importante red de afluentes (ríos Dahe-Yangtjiang, Banguo y Menggang-Shizhe)— y al poco, también por la derecha, al río Xialu (con su afluente el Shala). Luego el Jinsha se vuelve al noreste, recibiendo primero, por la izquierda, al río Chenghe, y luego, por la izquierda, a los ríos Taipingxiao, Baishui, Pudu (uno de los principales afluentes del Jinsha, con una longitud de 294 km, que llega desde el sur) y XiaoJiang.
Se vuelve el Jinsha hacia el norte y recibe por la derecha al río Yili (con su afluente Mashu), que llega del este, e inmediatamente tras la confluencia, alcanza  la ciudad de Qiaojia, sede del xian (condado) homónimo. Sigue el río recibiendo más afluentes: al Heishui y al Xixi, que llegan desde el norte, por la izquierda; después al principal afluente del Jinsha, el río Niulan o Kraal, que llega por la derecha, con una longitud de 461 km y que drena una cuenca de 13 787 km²; a los ríos Liutong, Xisujiao, Xining y Zhongdu, por la izquierda; y por la derecha, al Chestnut (en cuya desembocadura está la ciudad de Suijiang) y luego al río Guan (Guan He o Yokoe), otro de los principales afluentes del Jinsha, con una longitud de 305 km, que drena una amplia cuenca de 14 870 km². En la confluencia con el Guan, acaba el tramo en que el río es frontera provincial y el Jinsha entra ya en la provincia de Sichuan. En este tramo se inició en 2006 la construcción de la presa de Xiangjiaba, que una vez acabada en 2015 será la 3.ª mayor central hidroeléctrica de China y la 4.ª del mundo.
Al poco, el Jinsha alcanza la importante ciudad de Yibin (281 019 hab. en 1999), donde se une con el río Min, la cabecera septentrional del Yangtsé que llega desde el norte y le aborda por la margen izquierda (tiene una longitud de 735 km y una cuenca de 140 000 km²). La confluencia de ambos ríos da lugar nominalmente al nacimiento del Yangtsé. Tras recibir al Min ya es un curso de agua gigantesco, fangoso, arremolinado y cargado de sedimentos y desechos de 120 millones de habitantes y cultivadores de la cuenca de Sichuan.
El curso superior del Jinsha cae cerca de 2,7 m/km. A continuación de Batang (Sichuan), el gradiente disminuye gradualmente a alrededor de 1,5 m/km, pero el Jinsha es innavegable, y en su curso superior, a través de la garganta, es más un obstáculo que una ayuda para el transporte. En el Jinsha hay una importante acción del gobierno chino, con más de dieciséis proyectos de presas en diversas fases de desarrollo: las mayores son la de Xiluodu (en estudio, que de construirse será la 3.ª mayor del mundo) y la ya citada de Xiangjiaba. En el curso de este largo valle, la elevación del río cae desde algo menos de 5000 m (la cabecera del río se encuentra a unos 4900 m) a menos de 1000 m.

### Río Yangtsé: curso superior
Ya como Yangtsé y mientras discurre por la cuenca de Sichuan, el río recibe innumerables afluentes, muchos de ellos caudalosos, que aumentan su flujo de manera significativa: comienza en la propia Yibin, donde recibe por la izquierda al río Nanguang y al poco, en la mano opuesta, al río Jiaju. Siguen el Changning, por la derecha, y luego un destacado afluente por la izquierda, el río Tuo (de 655 km y una cuenca de 27 500 km²), en cuya confluencia se encuentra la importante ciudad de Jiangyang (el núcleo histórico de la gran ciudad de Luzhou) (aproximadamente 625 000 hab. en 2008), capital de la ciudad-prefectura de Luzhou.
Sigue luego, recibiendo por la derecha al río Chishui-Gaodong antes de abandonar Sichuan y entrar en la provincia de Chongqing. Recibe por la izquierda al río Shenshui-Shangpo, luego por la derecha al Shangxi y nuevamente por la izquierda al Meijiang-Binan. Siguen el Qiljiang y el Jiantan, ambos por la derecha, y llega el río a la importante ciudad de Chongqing, donde recibe por la izquierda al río Jialing (1119 km y una cuenca de 160 000 km²). Sigue su avance el Yangtsé aguas abajo, con un cauce cada vez más ancho en el que comienza a haber islas, algunas grandes, de 5 km de largo por casi dos de ancho. Recibe en este tramo al río Wubu (derecha), al Yulin y al Longxi (izquierda), al Lontan (derecha, con su afluente el Youjiang) y a otro destacado afluente, el río Wujiang, también por la derecha y procedente del sur.
Continúa su descenso describiendo grandes curvas y amplios meandros, recibiendo más afluentes: el Nanbin, por la derecha, un largo río que discurre entre importantes desfiladeros y continuos cambios de rumbo; el Gold, el Zhuxi, el Pengxi, y el Tangxi, por la izquierda; el Sibu y el Huohe, por la derecha; el Meixi y Daning.

#### Las Tres Gargantas

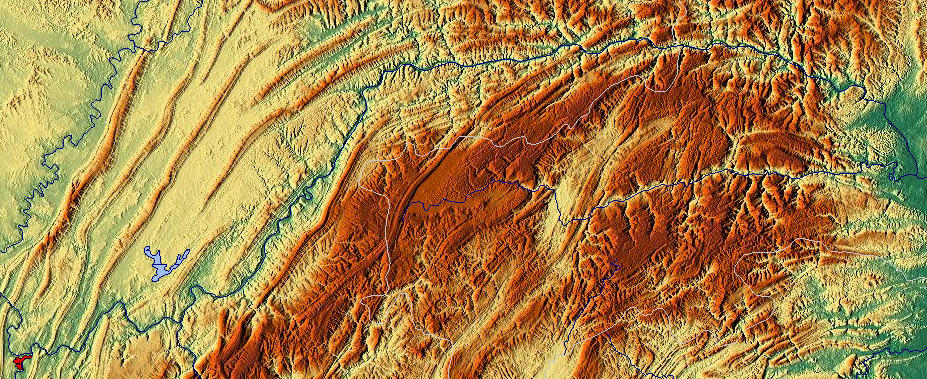
Área de las Tres Gargantas.

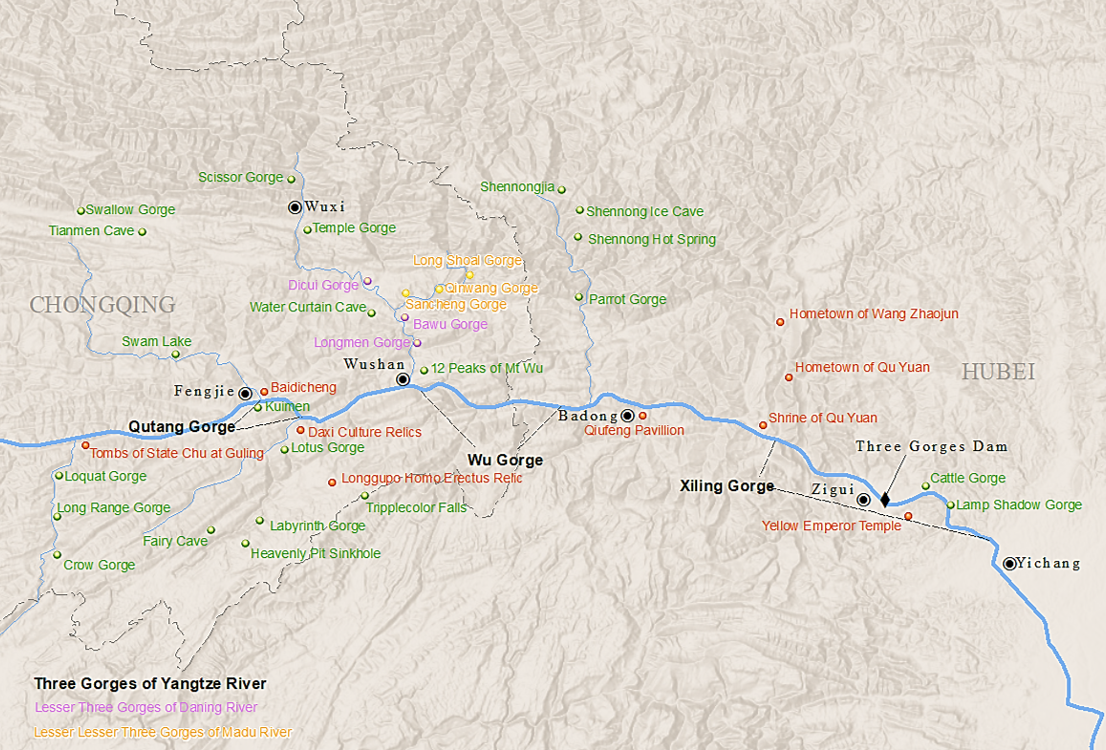
mapa del área de las Tres Gargantas.

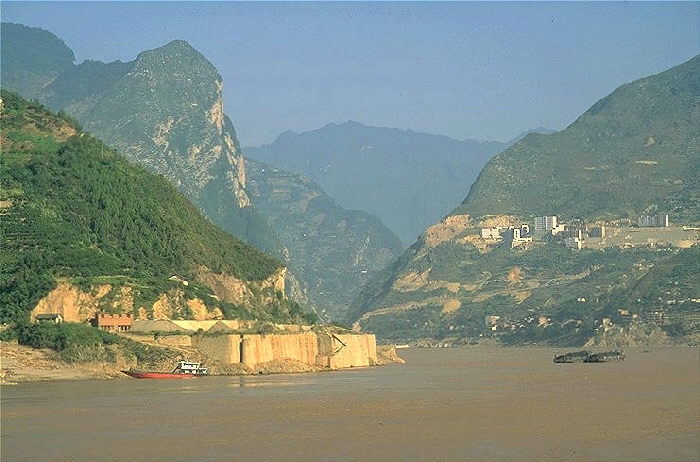
Paisaje de las Tres Gargantas

A partir de la ciudad de Baidi, el río Yangtze debe abrirse camino entre las montañas Daba y las montañas Wuling. A lo largo de 310 km, discurre tres veces por estrechos y profundos desfiladeros excavados en rocas duras. Entre esas Tres Gargantas, el curso del río, que puede cavar su lecho en rocas más blandas, se ensancha. El primero y más impresionante de esos desfiladeros es la garganta de Qutang, que comienza tras pasar por Fengjie  y que tiene  8 km de largo. El ancho del río se estrecha a 100 m y está dominado por montañas que se elevan sobre él hasta 1200 m. Tras salir de la garganta alcanza la ciudad de Wushan, que da iniicio a la garganta de Wu, una sucesión de gargantas que se extiende a lo largo de 45 km hasta Guandukou (Badong). En este tramo el Yangtze abandona la provincia de Sichuan y se interna por el oeste en la provincia de Hubei. Finalmente, la garganta de Xiling, de 66 km de longitud, se encuentra entre Zigui y el desfiladero de Nankín, inmediatamente aguas arriba de la ciudad de Yichang, que marca el límite inferior del curso superior y la llegada a un paisaje de llanuras. Xiling está formada por una serie de siete gargantas. Este conjunto de desfiladeros, debido a sus rápidos, limitaba severamente la navegabilidad del río antes de la construcción de la presa de las Tres Gargantas, construida unos  20 km aguas arriba del desfiladero de Nankín. Este gigantesco embalse, inaugurado en 2003, el mayor embalse jamás construido, retiene a pleno rendimiento un cuerpo de agua situado 110 m más alto que el río aguas abajo. La presa así creada se extiende a lo largo de  660 km hasta la ciudad de Chongqing y ha permitido eliminar obstáculos a la navegación. Una serie de esclusas permiten el paso de barcos de hasta 10 000 toneladas. Las Tres Gargantas también son un popular sitio de navegación turística.
En todo este tramo entre gargantas el Yangtze continúa recibiendo más afluentes: el Wanfu, por la derecha; el Yandu, el Shennongxi y el Banquiao, por la izquierda; el Quinggan (con su afluente Luogudong) y el Tongzhuang, por la derecha; el Xiangxi, por la izquierda.

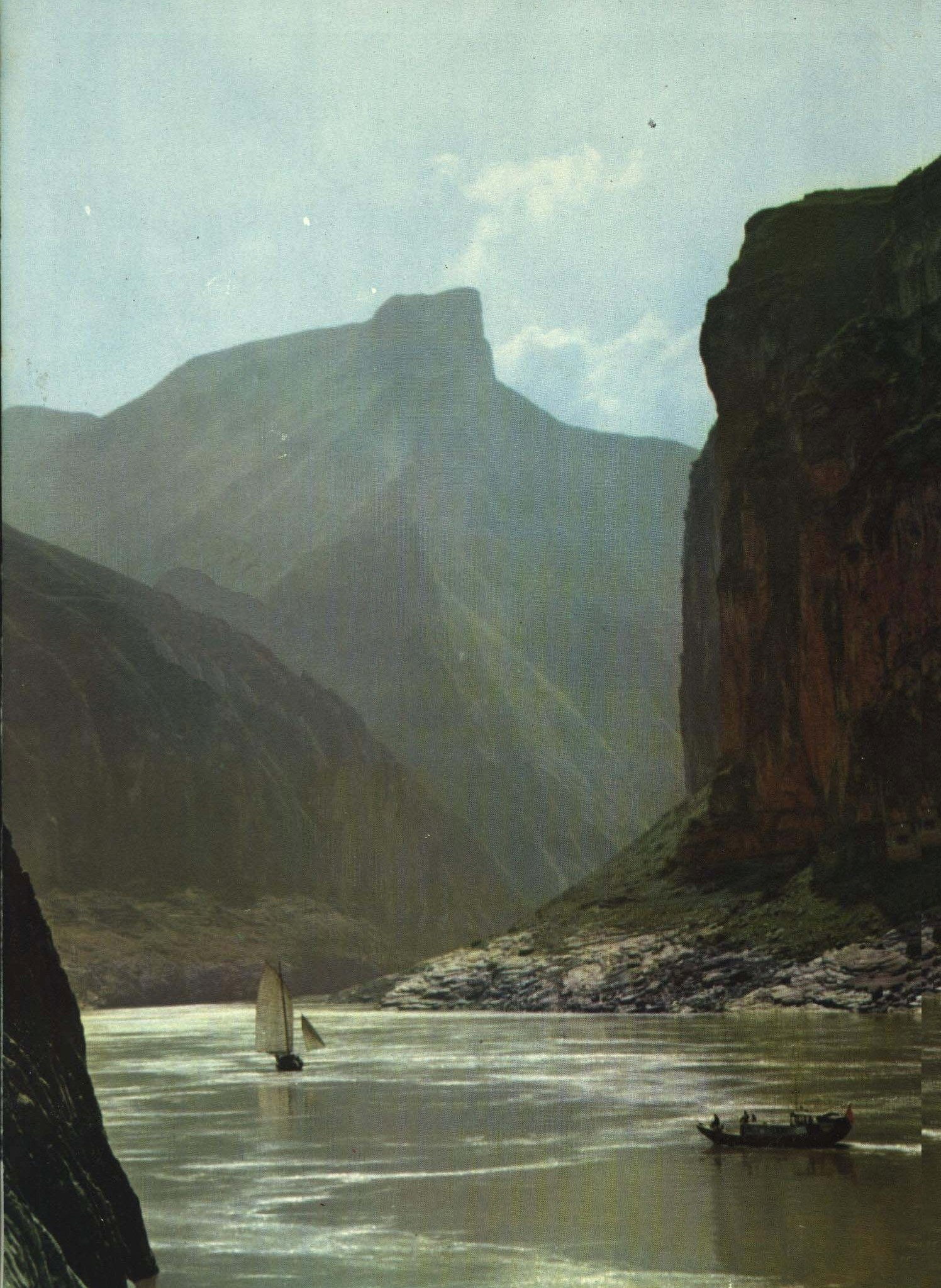
Garganta de Qutang en 1963
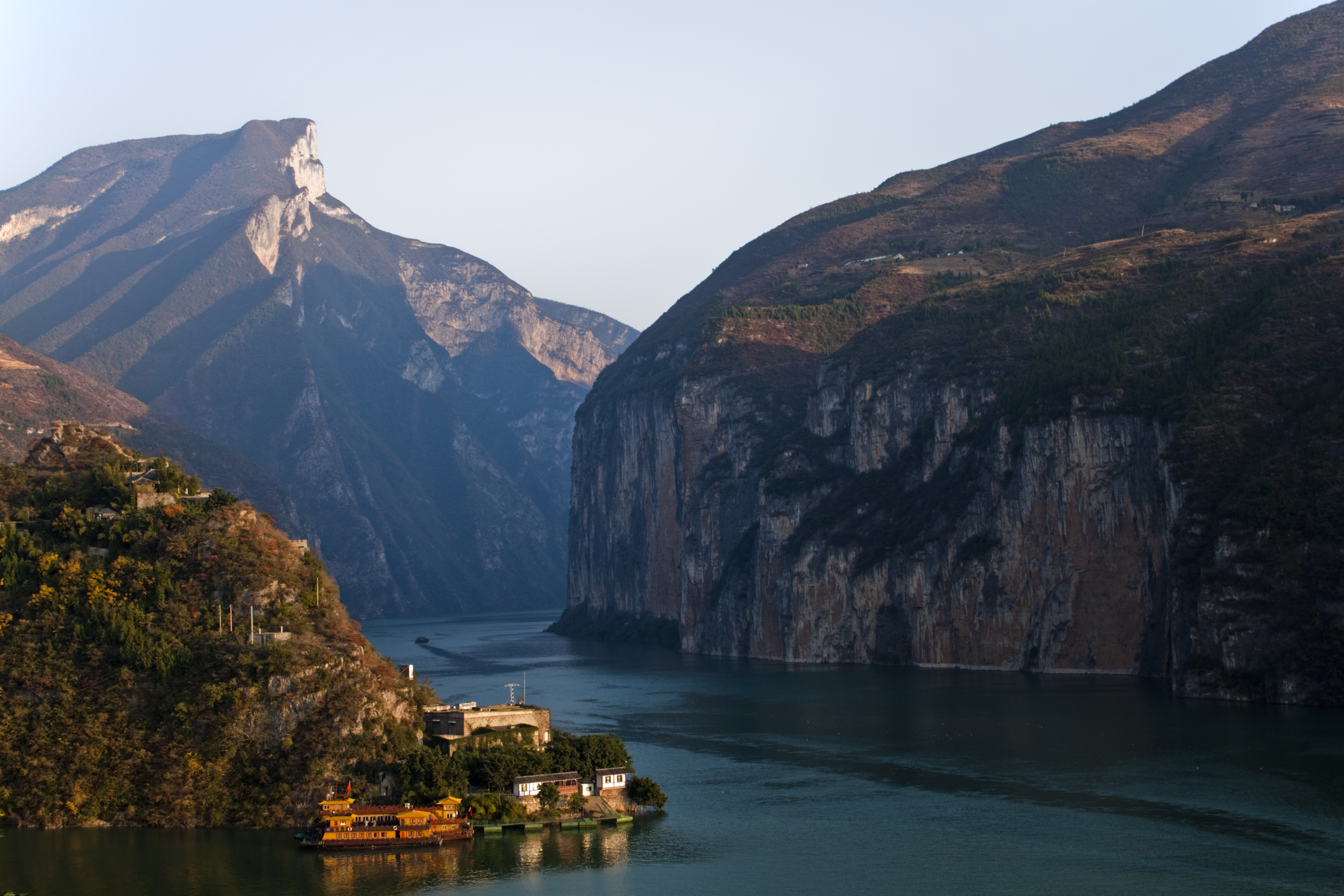
Garganta de Qutang hoy
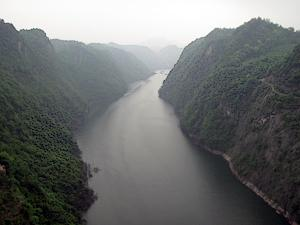
Garganta de Wu
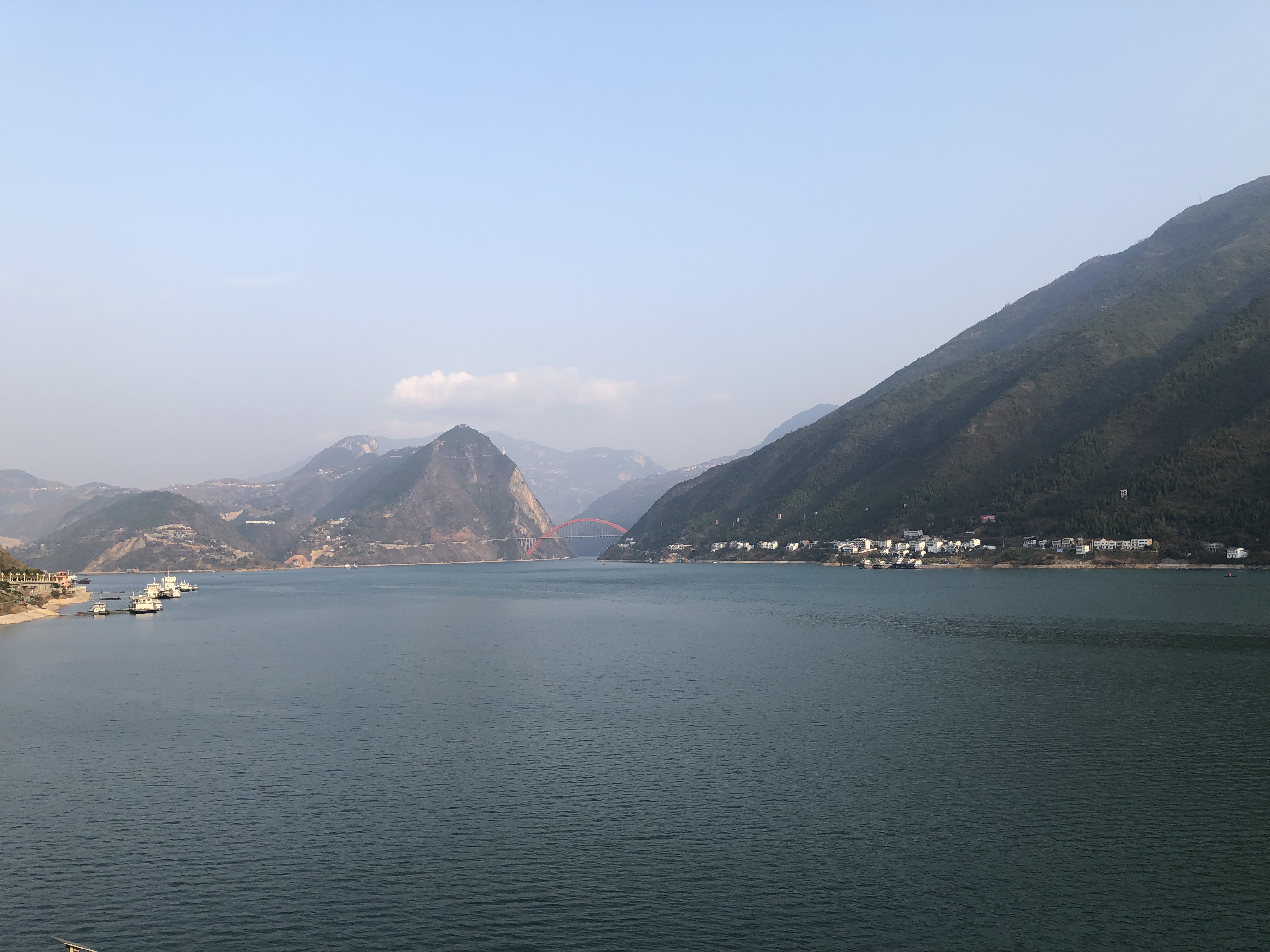
Wushan,en la garganta de Wu y al fondo el puente sobre el Yangtze de Wushan
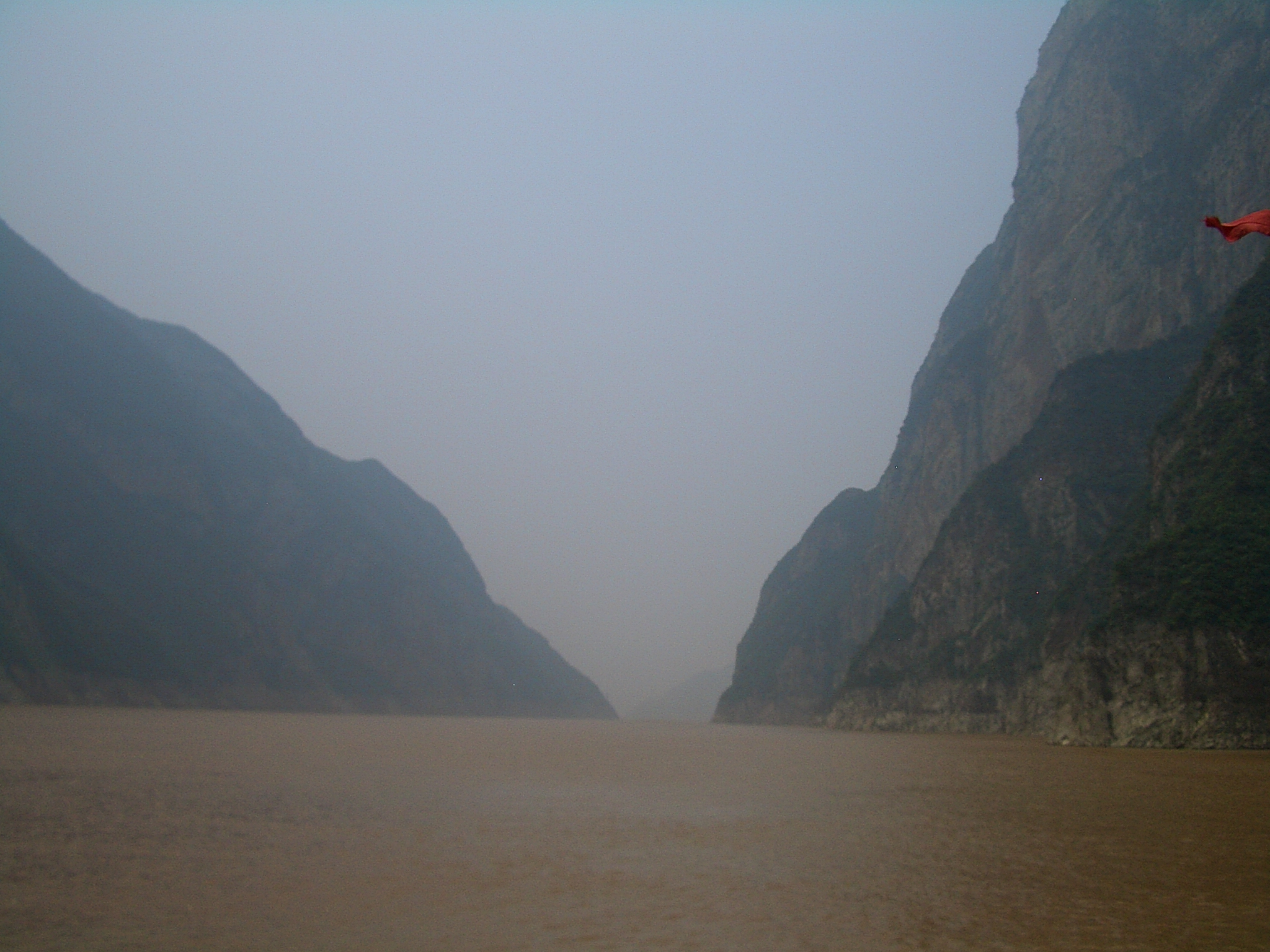
Garganta de Xiling

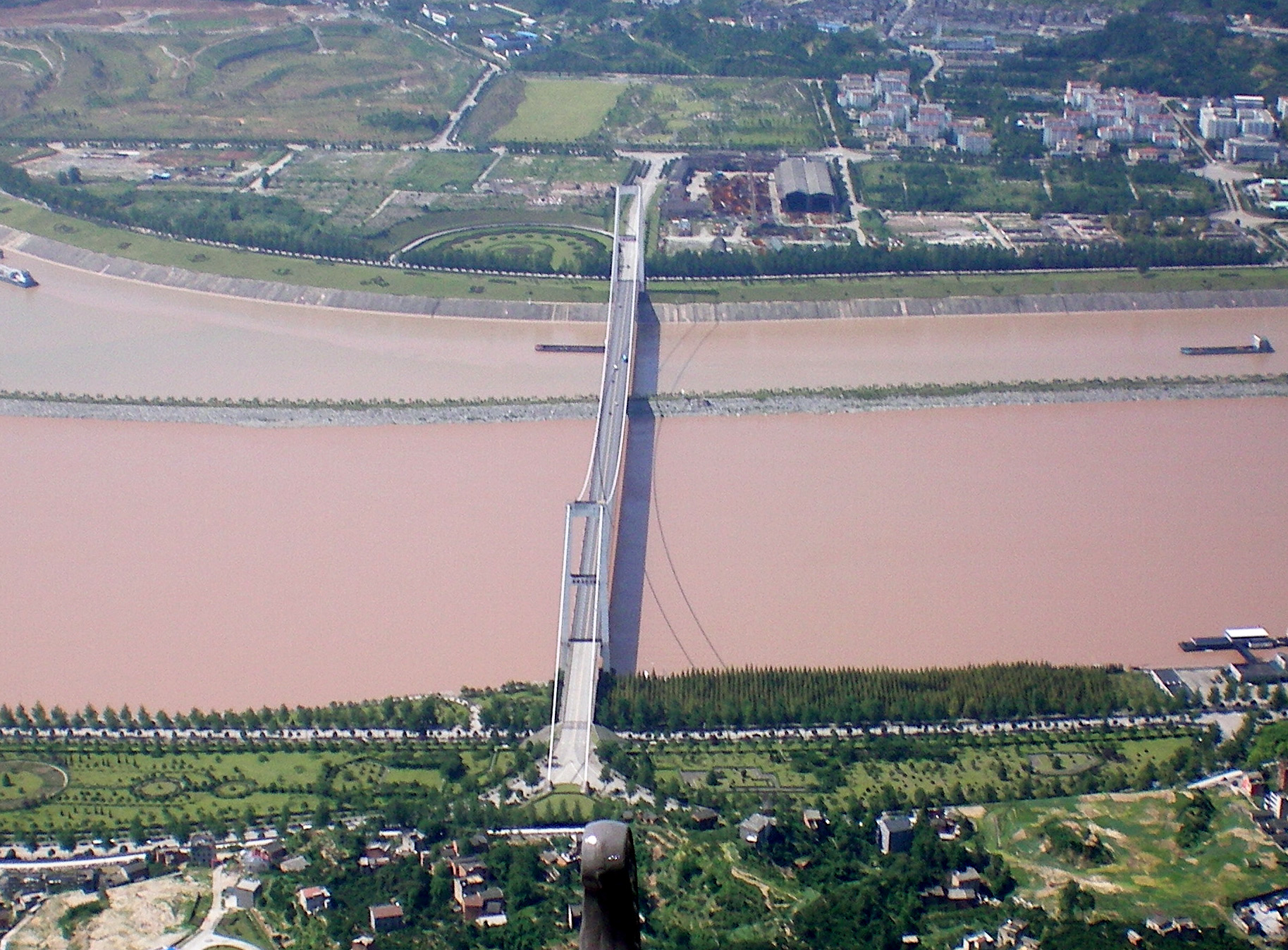
Vista del nuevo puente Xiling, un poco más abajo de las Tres Gargantas.

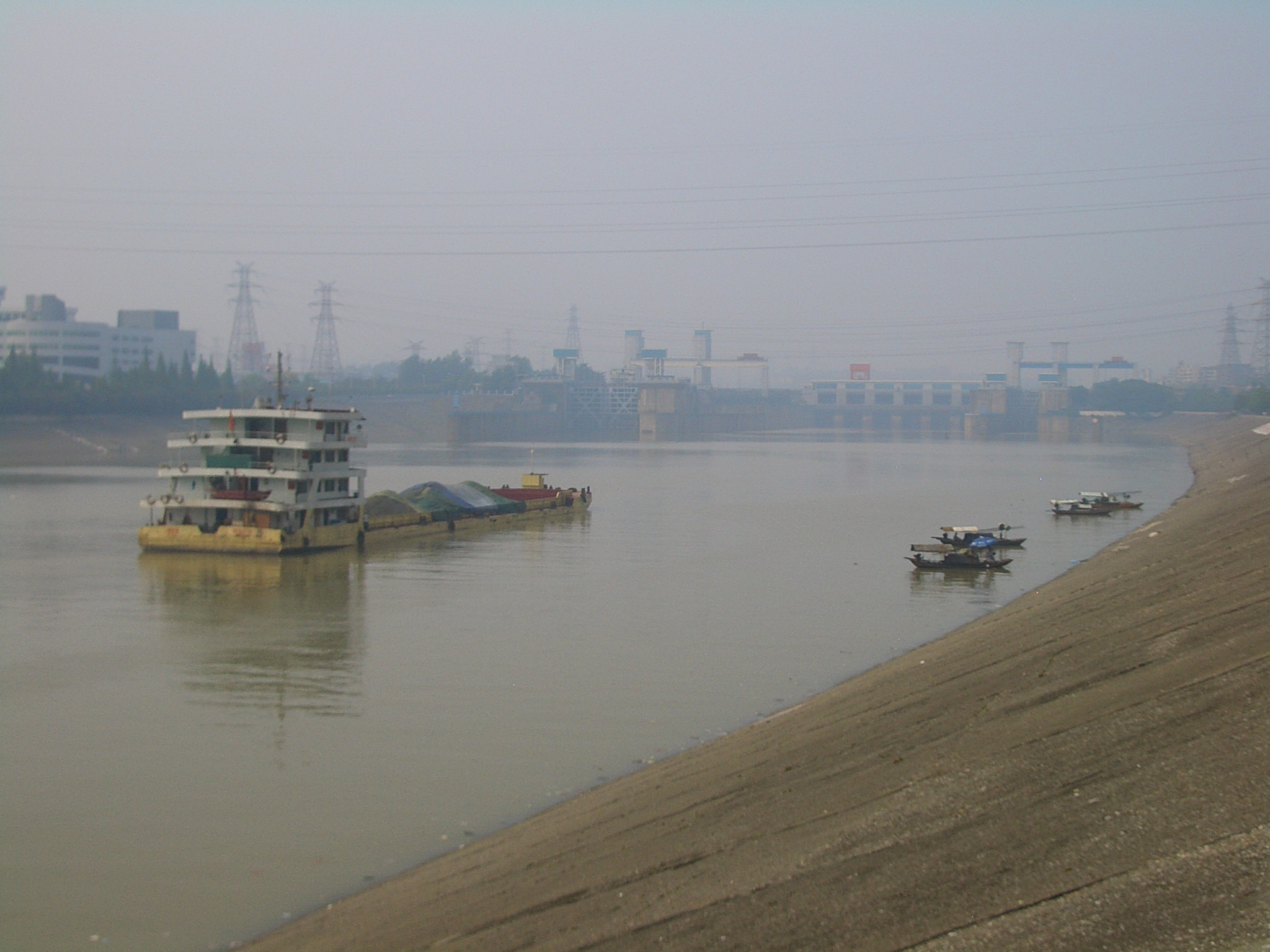
Vista de la presa de Gezhouba, aguas abajo no lejos de la de las Tres Gargantas.

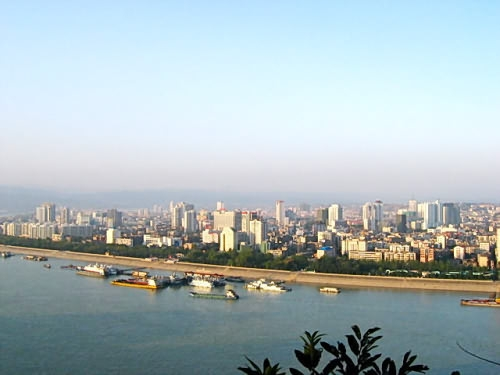
El Yangtsé a su paso por Yichang.

Nada más pasar la presa, se ha construido recientemente (1993-1996) un puente colgante de 900 m de vano central, el puente Xiling. Sigue luego el río aguas abajo, recibiendo al Huangbo (o Huangbai), por la izquierda, justo antes de la presa de Gezhouba construida entre 1970-1988 —con una altura de 47 m y una potencia instalada de 3115 MW— en las proximidades de la ciudad de Yichang (427 300 hab. en 2004), capital de la homónima ciudad-prefectura de Yichang, frente a la desembocadura de otro afluente, el río Qiabian. En Yichang se termina el curso superior del Yangtsé.
En su discurrir, el río desciende desde una altitud de 305 m en Yibin, provincia de Sichuan, la cabecera de la navegación de los barcos fluviales, hasta los 192 km en Chongqing. Entre Chongqing y Yichang (I-ch'ang), a una altitud de 40 m y una distancia de unos 320 km, pasa a través de las espectaculares Gargantas del Yangtsé, que destacan por su belleza natural, aunque son peligrosas para la navegación.

### Curso medio

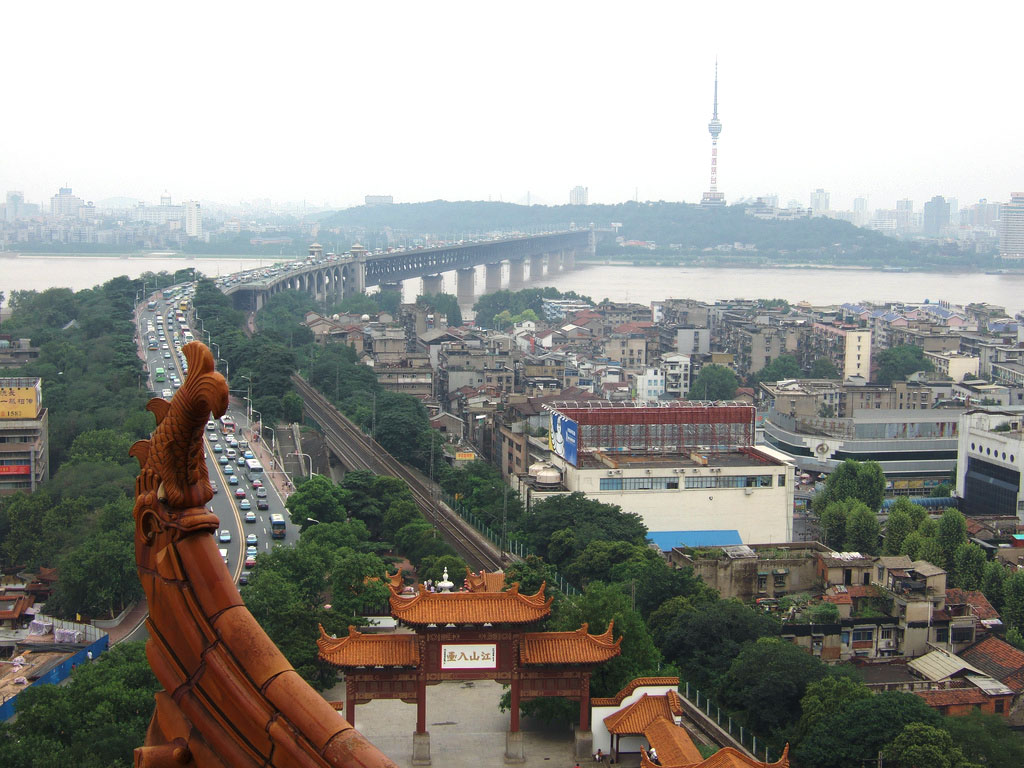
El Yangtsé a su paso por Wuhan.

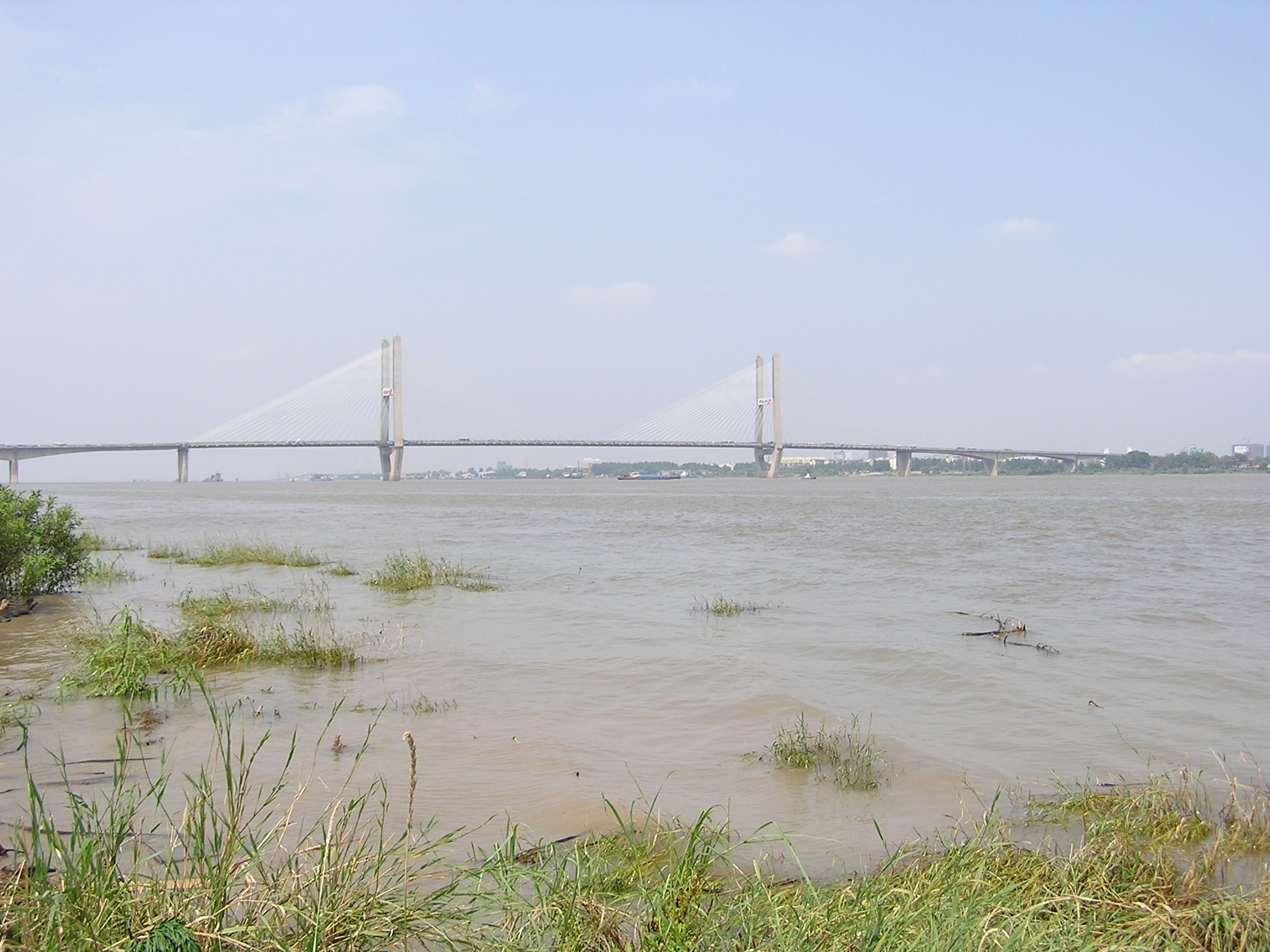
Segundo puente en Wuhan.

Después de las Tres Gargantas, el río continúa su curso hacia la costa, pero ensanchándose y calmándose, pues su altitud es de sólo 10 m y todavía le faltan 1600 km para su desembocadura. Entra en una región de llanuras y su pendiente se vuelve muy baja: 34 mm/km hasta Wuhan y 14 mm/km después. Según la clasificación oficial, el curso medio del Yangtze comienza inmediatamente a la salida de las gargantas aguas arriba de Yichang. El río cruza primero la provincia de Hubei llamada la «provincia de los Mil Lagos» porque está salpicada de lagos y meandros abandonados.
En su lento descenso al mar se adentra en la gran llanura a la que da nombre, en un discurrir típico de llanura, con muchos meandros, vueltas y revueltas y cambios de rumbo aunque orientado al este, y recibiendo cada vez más agua de los miles de lagos de la gran llanura. El Yangtsé recibe al inicio de este tramo al Bailin por la izquierda, y luego al Qingjiang y al Songzi, ambos importantes afluentes, por la derecha. Pasa por las ciudades de Zhijiang (más de 500 000 hab. en 2004 en el distrito) y Jingzhou (ciudad-prefectura con una población metropolitana de 350 000 hab. en 2000), Sishou (650 000 hab. en el distrito). Sigue el Yangtsé su discurrir y de nuevo forma límite provincial, esta vez entre Hubei, al norte, y Hunan, al sur. Pasa en este tramo fronterizo muy cerca del lago Dongting, entre 5−10 km al norte, un gran lago de 2820 km², que canaliza las aguas de varios grandes afluentes meridionales del Yangtsé: el río Xiang (856 km), el río Zi (653 km), el río Li (437 km) y el río Yuan (1033 km). El lago es usado por el mismo Yangtsé como llanura de inundación, llegando a ocupar en época de crecidas hasta 20 000 km² de superficie inundada. El lago Dongting se encuentra enteramente en la provincia de Hunan y es la salida de la mayoría de los ríos de la provincia.
Entre Zhucheng (a unos 60 km río abajo de Yichang) y el canal de comunicación con el lago Dongting, el curso del río se desvía bruscamente. En su margen izquierda, la llanura de Jianghan, región de producción agrícola intensiva, está atravesada por miles de canales de drenaje y el territorio está protegido por una inmensa red de diques. En la margen derecha, los diques permiten en tiempos de inundación desviar el exceso de agua hacia el lago Dongting. Sin embargo, este último ha visto su extensión dividida por cuatro en el último siglo: los habitantes han ido colonizando sus riberas creando pólderes, mientras que los depósitos de sedimentos desgarrados por el río en su curso medio han reducido considerablemente su capacidad de absorción de crecidas.
Antes de la construcción de la presa de las Tres Gargantas, el río se volvió navegable a partir de Yichang hasta el estuario, lo que creó un canal de comunicación perfecto para el flujo de productos locales hacia el exterior. También aumentó la densidad de ciudades con vocación esencialmente comercial en el curso del propio río (Jinzhou, Shashi, Yueyang y Jiujiang) y el de sus afluentes navegables ((Changsha y  Nanchang).
Se vuelve después el Yangtsé en un corto tramo hacia el noroeste, pasando al sur del lago Hongku (384 km²) y deja de ser límite provincial, adentrándose nuevamente en Hubei. Recibe por la izquierda al río Dongjing y al Huangsi y luego llega a la megalópolis de Wuhan (más de seis millones de habitantes en el área urbana en 2006), capital provincial de Hubei y principal ciudad de la zona central de China, con un cauce de dos kilómetros donde le aborda por el norte, en su margen izquierda, uno de sus mayores afluentes, el río Han (de 1532 km y una cuenca de 174 300 km²), que trae agua de su cuenca norte hasta Shaanxi.
Sigue luego el Yangtsé su discurrir en dirección suroeste, flanqueando por innumerables lagos, y llega a un tramo donde nuevamente va a ser límite provincial: primero, entre Hubei, al norte, y Jiangxi, al sur, y a continuación, entre Anhui, al norte, y también Jiangxi, al sur. En este segundo tramo el río llega a Hukou, donde confluye por la derecha con el lago Poyang, el lago de agua dulce más grande de China, que marca el fin del curso medio en el extremo norte de Jiangxi. La convergencia de todos estos afluentes después de Yichang (Yuan, Xiang, Han y Gan) está en el origen de las violentas inundaciones a pesar del papel amortiguador que juegan los dos lagos, en particular el lago Dongting cuya superficie puede aumentar de 6000 a 20 000 km2, lo que desvía parte del exceso de agua. Pero pese a la profundidad y anchura del cauce del río, sólo permite un caudal de unos  46 000 m3⋅/s. Cuando el caudal del río supera los 75 000 m3⋅/s, como en 1931, se producen inundaciones catastróficas.

### Curso inferior y delta

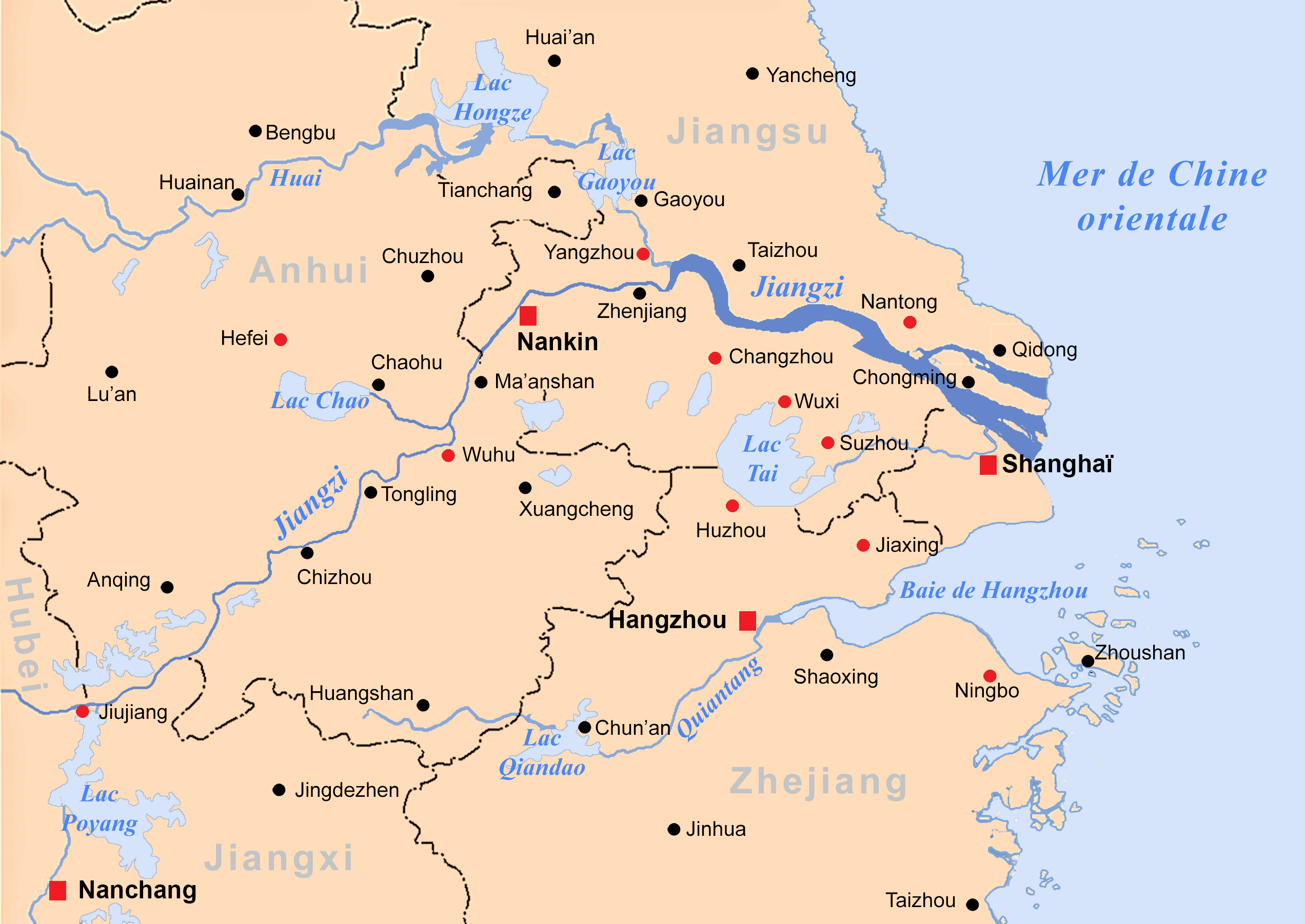
Mapa del curso inferior del Yangtsé y de su estuario

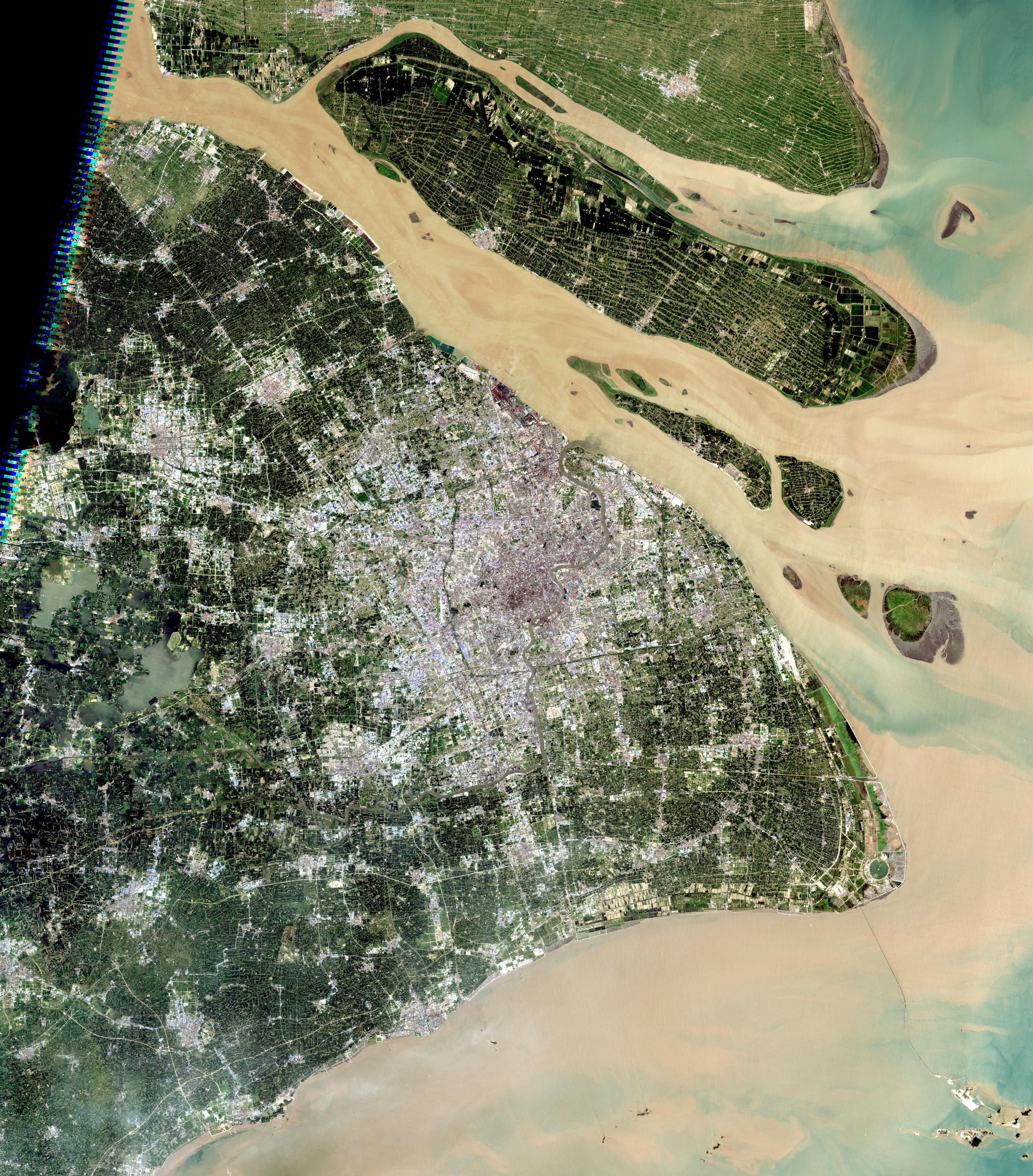
Vista de satélite de la desembocadura.

Inmediatamente después del aliviadero del lago Poyang, aguas abajo de Hukou, comienza el curso inferior con una longitud de 938 km que discurre a través de las provincias de Anhui y Jiangsu. Continúa el Yangtsé recibiendo más agua de ríos más pequeños e innumerables lagos, entre otros cuatro de los cinco lagos principales de agua dulce del país. El río está lleno de bancos de arena y, a veces, se divide en varios brazos. El cauce se ensancha a partir de Anqing y la velocidad de sus aguas disminuye. Gran parte del aluvión transportado hasta el momento se deposita en el lecho del río. Desde Tongling, los colapsos de las riberas son frecuentes. Al llegar a Jiangyin, el ancho del río aumenta, de 1.4 a 5,7 km. Es en esta parte del río donde se empiezan a encontrar esturiones, espátulas y caimanes chinos.
El estuario del Yangtze, que comienza oficialmente en Xuluijing y se extiende hasta la baliza 50 en la desembocadura del río en el mar de China Oriental, tiene 182 km de largo y forma un amplio delta. La región del delta tiene un área de 99 600 km², que coincide más o menos con el delta geográfico, en la que vivían en 2013 más de 115 millones de personas.
El curso del río se subdivide primero en un canal norte y otro sur en la isla de Chongming. Esta, de 32 km de largo y 6,5 km de ancho, fue formado por los depósitos aluviales del Yangtze. La rama sur se subdivide a su vez al nivel de las islas de Changxing y de Hengsha en el canal norte y el canal sur. A la altura de estas islas de la orilla sur, se encuentra Shanghái, la más poblada de las ciudades chinas y motor de su economía. El río recibe al río Huangpu que atraviesa esta megalópolis. Finalmente, el banco de arena de Jiuduansha conduce a la partición del canal sur en un pasaje norte y un pasaje sur. El río desemboca en el mar a través de cuatro canales: la rama Norte, el canal Norte, el pasaje Norte y el pasaje Sur. El pasaje Norte es la vía fluvial principal para la navegación en el puerto de Shanghái. Estos diferentes canales se extienden a lo largo de 90 km de norte a sur
La parte del delta formada por el río que no ha sido ocupada por construcciones reúne terrenos agrícolas, lagos, estanques, innumerables islotes y miles de hectáreas de cañaverales.

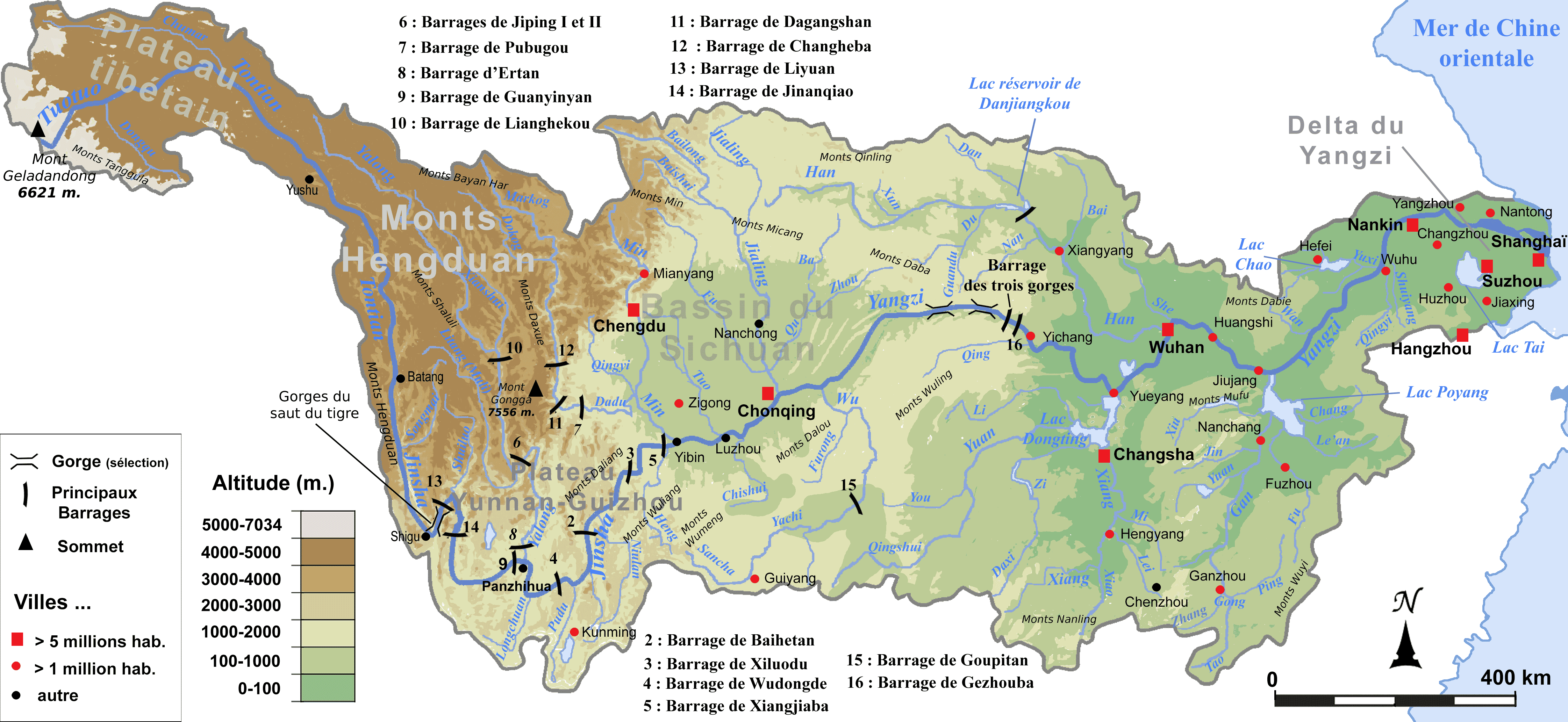
Cuenca fluvial del Yangtsé: afluentes, principales ciudades y presas con una potencia instalada de más de 2000 MW.

## Características
El Yangtsé está flanqueado por zonas industriales —metalurgia, energía, química, automoción, materiales de construcción y maquinaria industrial— y zonas de desarrollo de alta tecnología. Está desempeñando un papel cada vez más crucial en el crecimiento económico del valle del río y se ha convertido en un eslabón vital para el transporte marítimo internacional de las provincias del interior. El río es una arteria importante del transporte para China, que conecta el interior con la costa.
El río es una de las vías navegables más concurridas del mundo. El tráfico incluye tanto tráfico comercial de transporte de mercancías a granel, como de carbón, así como de productos manufacturados y pasajeros. El transporte de carga llegó a los 795 millones de toneladas en 2005. Hay cruceros fluviales de varios días, especialmente a través de la hermosa y pintoresca zona de las Tres Gargantas, que se están convirtiendo en populares a medida que la industria del turismo crece en China.
Las inundaciones a lo largo del río ha sido un problema muy importante. La temporada de lluvias en China es de mayo a junio, en las zonas localizadas al sur del río Yangtsé, y de julio a agosto en las áreas al norte. El enorme sistema fluvial del río recibe agua de ambos flancos sur y norte, lo que provoca que su temporada de inundaciones se extienda de mayo a agosto. Además, al ser una zona relativamente densa y rica en ciudades a lo largo del río, hace que las inundaciones sean más mortales y costosas. Las grandes inundaciones más recientes fueron las inundaciones del río Yangtsé de 1998, pero aún fueron más desastrosas las inundaciones del río Yangtsé de 1954, que mataron a unas 30 000 personas. Otras graves inundaciones fueron las de 1911, que mató alrededor de 100.000 personas, las de 1931 (145 000 muertos) y 1935 (142 000 muertos).
El Yangtsé está muy contaminado, especialmente en Hubei (distrito de Shashi).

## Acondicionamientos

### Presas

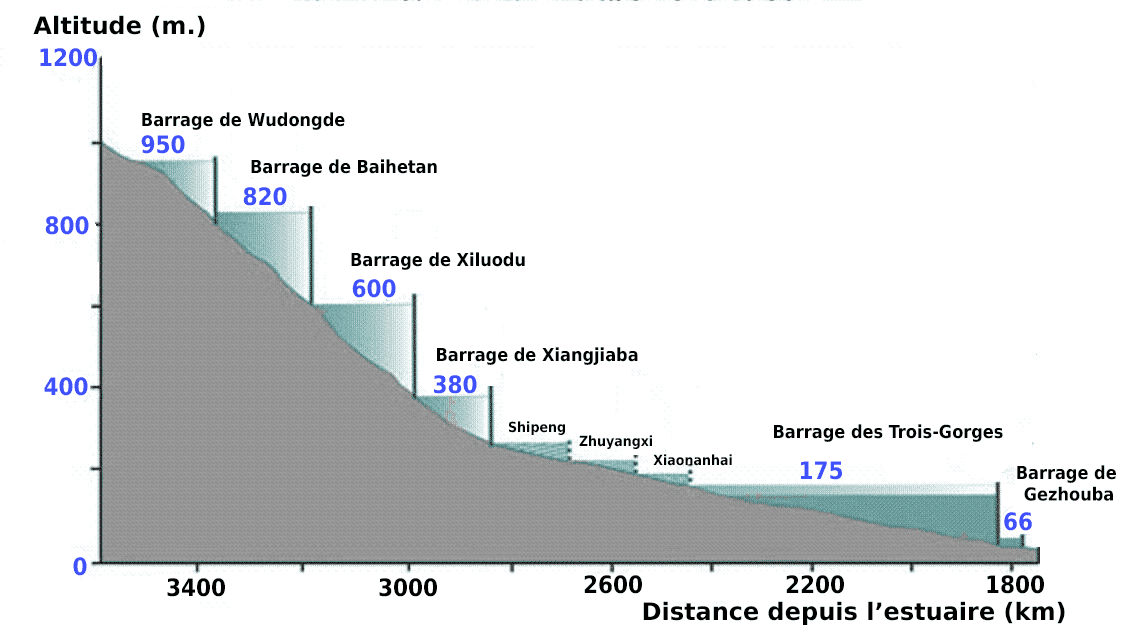
Perfil longitudinal del curso superior del Yangtze y principales presas construidas o en construcción.

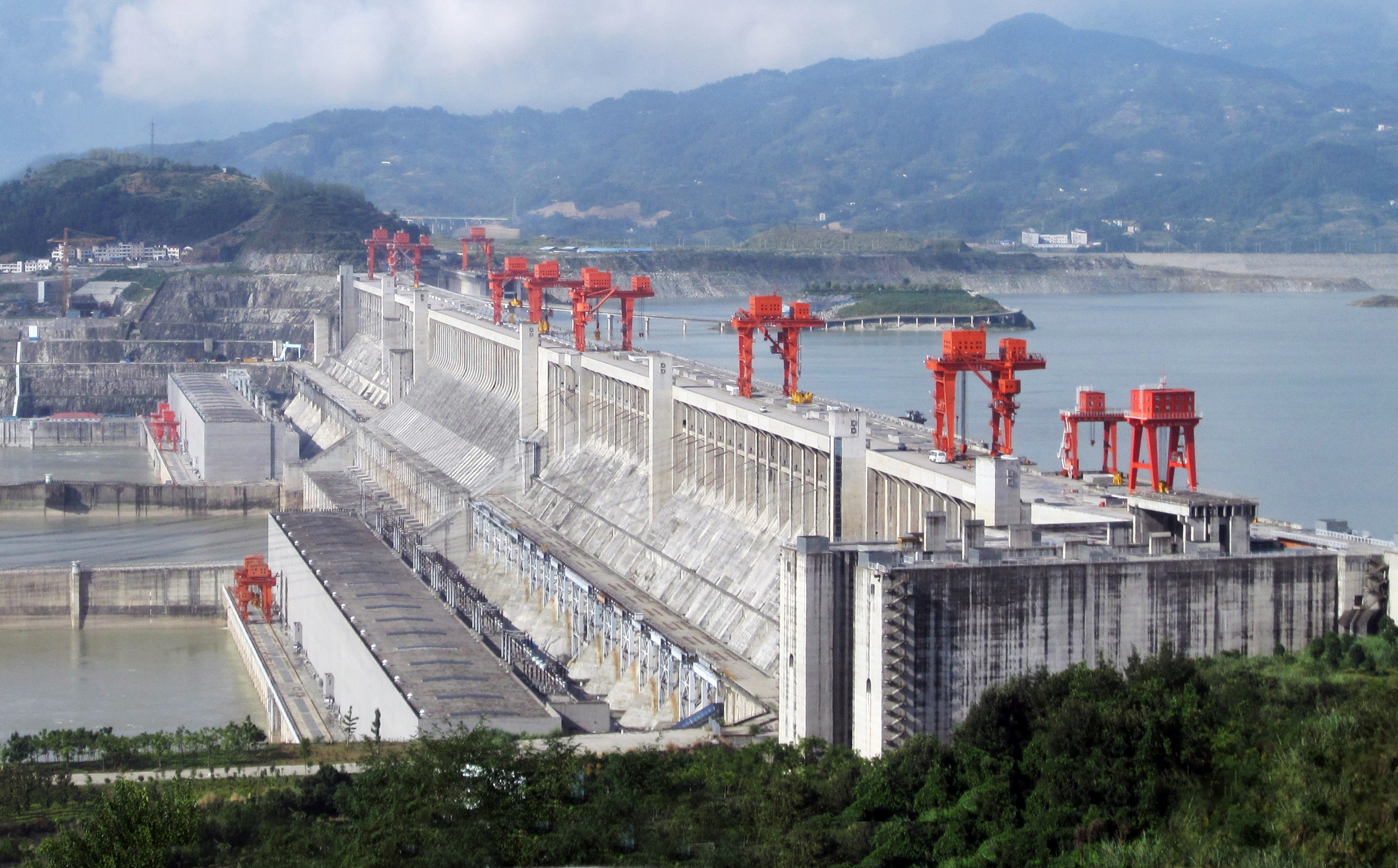
La presa de las Tres Gargantas, la mayor presa del mundo

La construcción de presas hidroeléctricas en China comenzó en 1912. Hasta 1949, la guerra civil así como el conflicto con Japón frenaron la realización de estas obras y las únicas presas de tamaño significativo fueron construidas por el ocupante japonés en el norte de China. Tras la victoria del Partido Comunista Chino en 1949, se dio prioridad al riego sobre la producción de electricidad para hacer frente al fuerte crecimiento de la población que alcanzó los 583 millones de habitantes en 1953. En un contexto político muy convulso (sobre todo la revolución cultural), se construyeron varias grandes presas entre 1960 y 1979 en los afluentes del Yangtze: presa de Zhexi en el río Zi en 1962 (947 MW), presa de Danjiangkou en el río Han en 1973  (900 MW) y presa de Wujiangdu en el río Wu en 1979. A partir de la década de 1980, los líderes chinos optaron por una política de apertura y privatización parcial. El Banco Mundial y el Banco Asiático de Desarrollo, así como los gobiernos extranjeros, otorgaron préstamos que permitieron el lanzamiento de ambiciosos proyectos de energía hidroeléctrica.
La presa de Gezhouba construida en el curso medio del Yangtze en 1988 fue la primera gran estructura (2715 MW) construida en el río. La construcción de la presa de las Tres Gargantas, ubicada aguas arriba de Gezhouba en el límite de la región montañosa del curso superior del Yangtze y la llanura del Yangtze medio, estableció un nuevo récord mundial en términos de capacidad instalada (22 500 MW). Su construcción se inició en 1993 a pesar de la oposición nacional e internacional que destacó las repercusiones del proyecto: el desplazamiento de 1,3 millones de personas, la desaparición de tierras agrícolas fértiles, el anegamiento de numerosos sitios históricos y el impacto ecológico. Los defensores apuntan a la prevención de inundaciones, la mejora de la navegabilidad, la generación de energía y el papel simbólico de un proyecto que mostraba las nuevas capacidades de China. La oposición interna, que no fue más allá del círculo de hidrólogos en China, fue silenciada. Sin embargo, a fines de la década de 1990, varios eventos y desastres que pusieron de manifiesto el daño ecológico causado por el crecimiento desenfrenado (inundación del río Yangtze en 1998, tormentas de arena en Beijing, etc.) llevaron a una cierta conciencia de la sociedad civil.
La descentralización del Estado y las reformas económicas (apertura a la inversión extranjera, economía de mercado) llevaron a un crecimiento anual superior al 10% durante el período 1990-2004. Para hacer frente al crecimiento del consumo y descarbonizar su producción de energía, los líderes chinos lanzaron un ambicioso plan para construir centrales hidroeléctricas que preveía tener una capacidad de 270 GW en 2015 y de 330 GW en 2020. Los ingenieros comenzaron a dominan la tecnología y ya no era necesario importar equipos que se producían localmente. Además, China pudo autofinanciar sus proyectos. La construcción de las presas se lleva a cabo entonces a un ritmo asombrosamente rápido. Eso estaba a cargo de cinco empresas controladas por el estado chino. Durante las décadas de 2000 y 2010, el Yangtze y sus afluentes fueron equipados con una gran cantidad de represas que contribuyeron a convertir a China en el mayor productor mundial de energía hidroeléctrica en 2010. La potencia total instalada en la cuenca del río Yangtze superó los  111 000 MW a fines de 2019 y produjeron más de 500 TWh/an. En 2020/2021 se inauguron varias grandes presas que agregaron una capacidad de 30 000 MW.
Las principales presas además de las Tres Gargantas, de Gezhouba y de Goupitan (construidas sobre el afluente Wu) se instalaron en el curso superior del río Yangtze  (Jinsha)  y en sus primeros grandes afluentes que descienden como él de la meseta tibetana: el Yalong y el afluente Dadu del Min. Las más importantes son:
- la presa de Baihetan en el curso superior del Yangtsé (16 000 MW) inaugurada en 2021;
- la presa de Xiluodu en el curso superior del Yangtsé. La finalización total de la central tuvo lugar en 2015, con una potenica de 12 600 MW[18]·;[19]
- la presa de Wudongde en el curso superior del Yangtsé (10 200 MW) inaugurada en 2020;
- la presa de Xiangjiaba en el curso superior del Yangtsé (6448 MW) inaugurada en 2012;
- la presa Jinping-II en el río Yalong (4800 MW) inaugurada en 2012;
- la presa Jinping-I en el río Yalong (3600 MW) inaugurada en 2013;
- la presa de Ertan en el río Yalong (3300 MW) inaugurada en 1999;
- la presa de Pubugou     en el río Dadu (3300 MW) inaugurada en 2010;
- la presa de Guanyinyan en el curso superior del Yangtsé (3000 MW) inaugurada en 2014;
- la presa de Lianghekou sur le Yalong (3000 MW) inaugurada en 2021.

| Denominación             | Región o provincia | Curso de agua                       | Altura | Potencia instalada (MW) | Producción anual (TWh/an) | Tipo de presa                                            | Capacidad de almacenamiento | Fecha finalización | Notas    |
| Presa de Ahai            | Yunnan             | Jinsha (Cours supérieur du Yangzi)  | 138    | 2000                    | 8,88                      | Presa de gravedad                                        | 8 820 000 000               | 2012               | [ b 1 ]  |
| Presa de Ankang          | Shaanxi            | Han                                 | 128    | 800                     | 2,8                       | Presa de gravedad                                        | 2 580 000 000               | 1989               | [ b 2 ]  |
| Presa de Baihetan        | Sichuan/Yunnan     | Jinsha (Cours supérieur du Yangzi)  | 277    | 16 000                  |                           | Presa de arco                                            | 17 924 000 000              | 2021               | [ b 3 ]  |
| Presa de Baozhusi        | Sichuan            | Bailong                             | 132    | 700                     | 2,3                       | Presa de gravedad                                        | 2 550 000 000               | 2000               | [ b 4 ]  |
| Presa de Bashan          | Chongqing          | Renhe                               | 155    | 140                     | 0,4                       | Presa de materiales sueltos rocheux avec masque en béton | 315 000 000                 | 2009               | [ b 5 ]  |
| Presa de Baiyun          | Hunan              | Wushui                              | 120    | 54                      |                           | Presa de materiales sueltos rocheux avec masque en béton | 545 000 000                 | 2006               | [ b 6 ]  |
| Presa de Bikou           | Gansu              | Bailong                             | 101    | 300                     | 1,5                       | Presa de materiales sueltos                              | 521 000 000                 | 1977               | [ b 7 ]  |
| Presa de Changheba       | Sichuan            | Dadu                                | 240    | 2600                    | 10,8                      | Presa de materiales sueltos rocheux avec masque en béton | 1 075 000 000               | 2016               | [ b 8 ]  |
| Presa de Changshou       | Chongqing          | Yangtsé                             | 52     |                         |                           | Presa de materiales sueltos                              | 1 027 000 000               | 1954               | [ b 9 ]  |
| Presa de Dagangshan      | Sichuan            | Dadu                                | 210    | 2600                    | 11,43                     | Presa de arco                                            | 724 000 000                 | 2014               | [ b 10 ] |
| Presa de Dahuashui       | Guizhou            | Qingshui                            | 134,5  | 200                     | 0,8                       | Presa de arco                                            | 276 500 000                 | 2008               | [ b 11 ] |
| Presa de Danjiangkou     | Hubei              | Han                                 | 176,6  | 900                     |                           | Presa de gravedad                                        | 17 450 000 000              | 1973               | [ b 12 ] |
| Presa de Dongfeng        | Guizhou            | Wu                                  | 162    | 570                     | 2,4                       | Presa de arco                                            | 1 025 000 000               | 1995               | [ b 13 ] |
| Presa de Dongjiang       | Hunan              | Lishui                              | 157    | 500                     |                           | Presa de arco                                            | 9 565 000 000               | 1992               | [ b 14 ] |
| Presa de Dongping        | Hubei              | Zhong                               | 135    | 110                     | 0,3                       | Presa de arco                                            | 336 000 000                 | 2006               | [ b 13 ] |
| Barrage d'Ertan          | Sichuan            | Yalong                              | 240    | 3300                    | 17                        | Presa de arco                                            | 5 800 000 000               | 1999               | [ b 15 ] |
| Presa de Geheyan         | Hubei              | Qing                                | 157    | 1240                    |                           | Presa de gravedad voûte                                  | 3 400 000 000               | 2006               | [ b 16 ] |
| Presa de Gezhouba        | Hubei              | Yangtsé                             | 47     | 2715                    | 17,01                     | Presa de gravedad                                        | 1 580 000 000               | 1988               | [ b 17 ] |
| Presa de Goupitan        | Guizhou            | Wu                                  | 232,5  | 3000                    | 9,67                      | Presa de arco                                            | 6 451 000 000               | 2009               | [ b 18 ] |
| Presa de Guandi          | Sichuan            | Yalong                              | 168    | 2400                    | 11,87                     | Presa de gravedad                                        | 760 000 000                 | 2012               | [ b 19 ] |
| Presa de Guanyinyan      | Yunnan/Sichuan     | Jinsha (Cours supérieur du Yangzi)  | 159    | 3000                    | 13,62                     | Presa de gravedad                                        | 2 072 000 000               | 2014               | [ b 20 ] |
| Presa de Gudongkou       | Hubei              | Xiangqi                             | 120    | 45                      |                           | Presa de materiales sueltos rocheux avec masque en béton | 138 000 000                 | 1999               | [ b 6 ]  |
| Presa de Huating         | Anhui              | Changhe                             | 57,9   |                         |                           | Presa de materiales sueltos                              | 2 390 000 000               | 1976               | [ b 21 ] |
| Presa de Hongjiadu       | Guizhou            | Liuchong                            | 179,5  | 600                     | 1,6                       | Presa de materiales sueltos rocheux avec masque en béton | 4 947 000 000               | 2005               | [ b 22 ] |
| Presa de Houziyan        | Guizhou            | Dadu                                | 223,5  | 1700                    | 7,4                       | Presa de materiales sueltos                              | 662 000 000                 | 2017 (?)           | [ b 23 ] |
| Presa de Huanglongtan    | Hubei              | Du                                  | 107    | 510                     |                           | Presa de gravedad                                        | 1 228 000 000               | 1976               | [ b 4 ]  |
| Presa de Jiangkou        | Chongqing          | Furong                              | 139    |                         |                           | Presa de arco                                            | 497 000 000                 | 2003               | [ b 24 ] |
| Presa de Jiangpinghe     | Hubei              | Loushui                             | 221    | 500                     | 1                         | Presa de materiales sueltos rocheux avec masque en béton | 1 366 000 000               | 2012               | [ b 5 ]  |
| Presa de Jiangya         | Hunan              | Loushui                             | 131    | 300                     | 0,8                       | Presa de gravedad                                        | 1 740 000 000               | 2000               | [ b 25 ] |
| Presa de Jinanqiao       | Yunnan             | Jinsha (Cours supérieur du Yangtze) | 160    | 2400                    | 11,04                     | Presa de gravedad                                        | 847 000 000                 | 2010               | [ b 26 ] |
| Presa de Jinping I       | Sichuan            | Yalong                              | 305    | 3600                    | 17                        | Presa de arco                                            | 7 700 000 000               | 2013               | [ b 27 ] |
| Presa de Jinping II      | Sichuan            | Yalong                              | 37     | 4800                    | 24,23                     | Presa de gravedad                                        | 14 200 000                  | 2012               | [ b 27 ] |
| Presa de Kajiwa          | Sichuan            | Muli                                | 171    | 452                     |                           | Presa de materiales sueltos rocheux avec masque en béton | 375 000 000                 | 2014               | [ b 28 ] |
| Presa de Lianghekou      | Sichuan            | Yalong                              | 295    | 3000                    |                           | Presa de arco                                            | 10 770 000 000              | 2021               | [ b 29 ] |
| Presa de Liyuan          | Yunnan             | Jinsha (Cours supérieur du Yangzi)  | 155    | 2400                    | 10,7                      | Presa de materiales sueltos rocheux avec masque en béton | 727 000 000                 | 2014               | [ b 30 ] |
| Presa de Lizhou          | Sichuan            | Muli                                | 132    | 365                     |                           | Presa de arco                                            | 186 900 000                 | 2015               | [ b 31 ] |
| Presa de Longkaikou      | Yunnan             | Jinsha (Cours supérieur du Yangzi)  | 119    | 1800                    | 7,8                       | Presa de gravedad                                        | 544 000 000                 | 2013               | [ b 32 ] |
| Presa de Ludila          | Yunnan             | Jinsha (Cours supérieur du Yangzi)  | 120    | 2160                    | 9,96                      | Presa de gravedad                                        | 1 718 000 000               | 2015               | [ b 33 ] |
| Presa de Maoergai        | Sichuan            | Heishui                             | 147    | 420                     |                           | Presa de materiales sueltos                              | 535 000 000                 | 2011               | [ b 34 ] |
| Presa de Pankou          | Hubei              | Du                                  | 114    | 51                      |                           | Presa de materiales sueltos rocheux avec masque en béton | 1 970 000 000               | 2012               | [ b 35 ] |
| Presa de Pengshui        | Chongqing          | Wu                                  | 116,5  | 1750                    |                           | Presa de arco                                            | 518 000 000                 | 2008               | [ b 36 ] |
| Presa de Pubugou         | Sichuan            | Dadu                                | 186    | 3300                    | 14,6                      | Presa de materiales sueltos rocheux avec masque en béton | 5 390 000 000               | 2010               | [ b 37 ] |
| Presa de Qiaoqi          | Sichuan            | Baoxinghe                           | 123    | 240                     |                           | Presa de materiales sueltos (rocas)                      | 214 000 000                 | 2009               | [ b 38 ] |
| Presa de Quxue           | Sichuan            | Shuoqu                              | 164,2  | 246                     |                           | Presa de materiales sueltos (rocas)                      | 132 600 000                 | 2017 (?)           | [ b 39 ] |
| Presa de Renzonghai      | Sichuan            | Tianwan                             | 60     | 779                     |                           | Presa de materiales sueltos (rocas)                      | 112 000 000                 | 2007               | [ b 40 ] |
| Presa de Sanbanxi        | Guizhou            | Yuan Jiang                          | 185,5  | 1000                    |                           | Presa de materiales sueltos rocheux avec masque en béton | 4 094 000 000               | 2006               | [ b 5 ]  |
| Presa de Shapai          | Sichuan            | Caopo                               | 130    | 36                      |                           | Presa de arco                                            | 3 135 000 000               | 2006               | [ b 41 ] |
| Presa de Shatuo          | Guizhou            | Wu                                  | 156    | 1120                    |                           | Presa de arco                                            | 631 000 000                 | 2009               | [ b 42 ] |
| Presa de Shiyazi         | Guizhou            | Hongjiadu                           | 134,5  | 140                     | 0,5                       | Presa de gravedad                                        | 321 500 000                 | 2010               | [ b 4 ]  |
| Presa de Shuangjiangkou  | Sichuan            | Dadu                                | 312    | 2000                    |                           | Presa de materiales sueltos (rocas)                      | 3 135 000 000               | 2020               | [ b 43 ] |
| Presa de Shuibuya        | Hubei              | Qing                                | 233    | 1840                    | 4                         | Presa de materiales sueltos rocheux avec masque en béton | 4 580 000 000               | 2008               | [ b 44 ] |
| Presa de Silin           | Guizhou            | Wu                                  | 117    | 1080                    | 4                         | Presa de gravedad                                        | 1 205 000 000               | 2008               | [ b 45 ] |
| Presa de Suofengying     | Guizhou            | Wu                                  | 121    | 600                     |                           | Presa de gravedad                                        | 201 200 000                 | 2006               | [ b 25 ] |
| Presa de Tengzigou       | Chongqing          | Rivière du Dragon                   | 127    | 70                      |                           | Presa de arco                                            | 193 000 000                 | 2006               | [ b 13 ] |
| Barrage des Trois-Gorges | Hubei              | Yangtsé                             | 181    | 22 500                  | 55,2                      | Presa de gravedad                                        | 39 300 000 000              | 2008               | [ b 46 ] |
| Presa de Tianhuangping   | Zhejiang           | Daxi                                | 72     | 1836 (Pompage)          |                           | Presa de materiales sueltos roca con masque de hormigón  | 6 770 000                   | 2004               | [ b 47 ] |
| Presa de Tingzikou       | Sichuan            | Jialing                             | 116    | 1100                    | 3,2                       | Presa de gravedad                                        | 4 067 000 000               | 2014               | [ b 48 ] |
| Presa de Wawushan        | Sichuan            | Zhougonghe                          | 138    | 260                     |                           | Presa de materiales sueltos rocheux avec masque en béton | 545 000 000                 | 2007               | [ b 5 ]  |
| Presa de Wudongde        | Sichuan /Yunnan    | Jinsha (Cours supérieur du Yangtsé) | 270    | 10 200                  |                           | Presa de arco                                            | 7 600 000 000               | 2020               | [ b 49 ] |
| Presa de Wudu            | Sichuan            | Fu                                  | 120    | 150                     |                           | Presa de gravedad                                        | 572 000 000                 | 2008               | [ b 50 ] |
| Presa de Wujiangdu       | Guizhou            | Wu                                  | 165    | 1130                    | 3,3                       | Barrage-poids voûte                                      | 2 300 000 000               | 1979               | [ b 51 ] |
| Presa de Wuqiangxi       | Hunan              | Yuan                                | 87,5   | 1200                    | 5,4                       | Presa de gravedad                                        | 4 350 000 000               | 1996               | [ b 52 ] |
| Presa de Xiangjiaba      | Yunnan/Sichuan     | Jinsha (Cours supérieur du Yangtsé) | 161    | 6448                    | 30,7                      | Presa de materiales sueltos (rocas)                      | 5 163 000 000               | 2012               | [ b 53 ] |
| Presa de Xiluodu         | Yunnan             | Jinsha (Cours supérieur du Yangtsé) | 285,5  | 13 860                  | 55,2                      | Presa de arco                                            | 12 670 000 000              | 2013               | [ b 54 ] |
| Presa de Yele            | Sichuan            | Nanya                               | 124,5  | 240                     | 0,6                       | Presa de materiales sueltos                              | 298 000 000                 | 2006               | [ b 55 ] |
| Presa de Yingzidu        | Guizhou            | Sancha                              | 134,5  | 360                     |                           | Presa de materiales sueltos rocheux avec masque en béton | 455 000 000                 | 2003               | [ b 56 ] |
| Presa de Yinpan          | Chongqing          | Wu                                  | 78,5   | 600                     |                           | Presa de gravedad                                        | 320 000 000                 | 2011               | [ b 57 ] |
| Presa de Yulongyan       | Hunan              | Gongxi                              | 96     |                         |                           | Presa de arco                                            | 57 800 000                  | 2005               | [ b 58 ] |
| Presa de Zhelin          | Jiangxi            | Zhelin                              | 72,5   |                         |                           | Presa de materiales sueltos (tierra)                     | 7 900 000 000               | 1972               | [ b 59 ] |
| Presa de Zhexi           | Hunan              | Zi Shui                             | 104    | 947                     |                           | Presa de gravedad                                        | 3 656 000 000               | 1962               | [ b 6 ]  |
| Presa de Zipingpu        | Sichuan            | Min                                 | 156    | 760                     |                           | Presa de materiales sueltos rocheux avec masque en béton | 1 120 000 000               | 2006               | [ b 60 ] |

}}

### Puentes

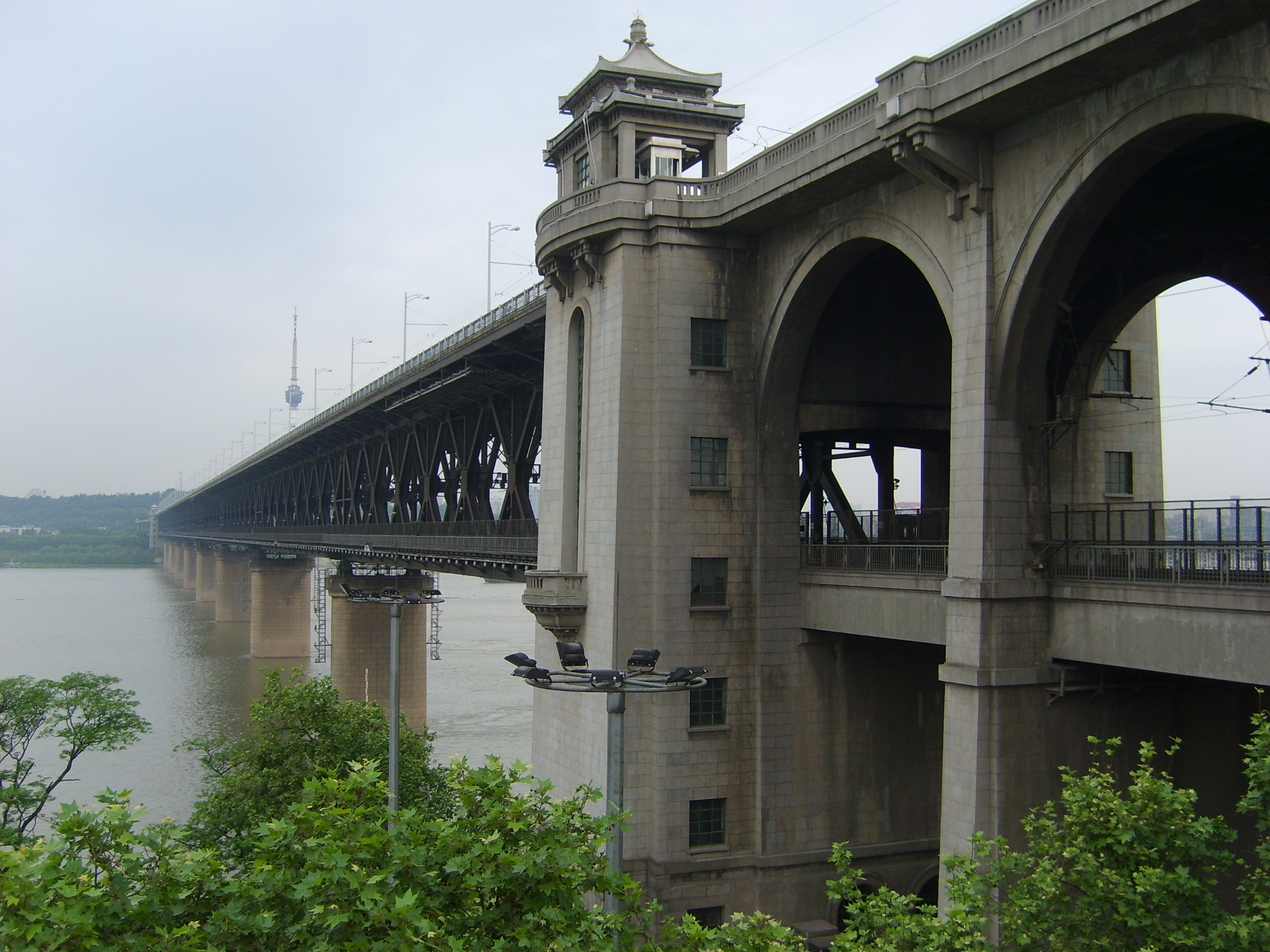
El puente de Wuhan (1957) primer puente en franquear el Yangtsé.

Durante varios milenios y hasta mediados del siglo XX, ningún puente cruzó el Yangtze entre Yibin y la desembocadura del río en Shanghái, es decir, a lo largo de casi 3000 kilómetros. El río, debido a su anchura, constituía una barrera física que separaba la China del Norte de la China del Sur. Para cruzarlo, los viajeros y las mercancías tenían que tomar transbordadores. Así, los pasajeros de las dos principales arterias ferroviarias del país, que unían Pekín con Cantón, por un lado, y Pekín con Shanghái, por otro, tenían que dejar sus trenes respectivamente en Wuhan y Nankín para cruzar el río a bordo de transbordadores antes de continuar su viaje ferroviario a su destino Después de la toma del poder por los comunistas en 1949, los líderes chinos pidieron a los ingenieros soviéticos que diseñaran y construyeran el puente de Wuhan para un uso mixto ferroviario/carretera. La construcción comenzó en 1955. Este se convirtió en el primer puente en cruzar el Yangtze en 1957, eliminando la interrupción de la carga en la línea ferroviaria Beijing-Cantón. Le siguió un puente ferroviario de vía única construido en Chongqing (1959) y luego el Gran puente de Nankín de uso mixto que, a partir de 1968, permitió establecer la continuidad de la línea ferroviaria Beijing-Shanghái y que quedó marcado durante su construcción a través de la ruptura de las relaciones entre China y la Unión Soviética. A partir de entonces, los ingenieros chinos tuvieron que arreglarse sin la ayuda de los soviéticos. Durante la década de 1980, el ritmo de construcción de cruces del Yangtze se desaceleró, pero se reanudó vigorosamente en la década de 1990 y ha continuado desde entonces. Ahora el río está atravesado por docenas de estructuras, algunas de las cuales establecieron récords mundiales como el puente colgante de Jiangyin (1385 metros de luz) inaugurado en 1999, el puente colgante de Runyang (1490 metros de luz) terminado en 2005 y el puente atirantado de Sutong (1088 metros de luz) inaugurado en 2008.

Puentes sobre el Yangtsé
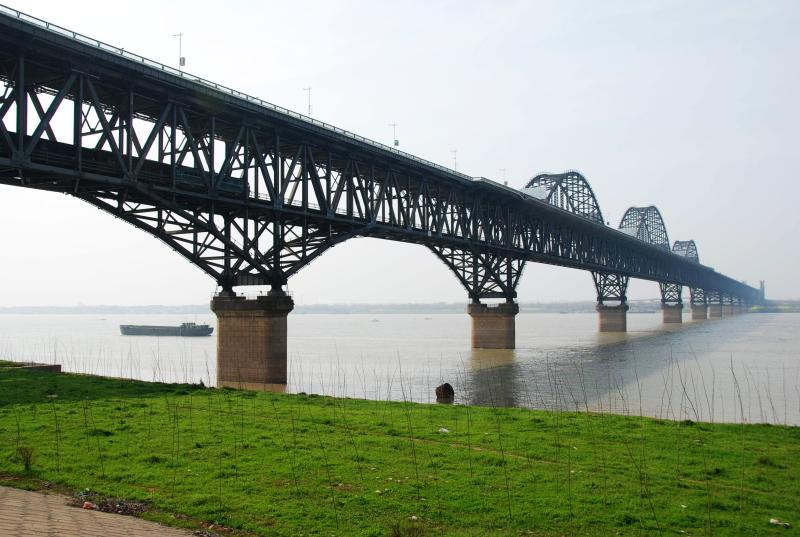
El puente de Jiujiang es un puente de tres arcos acabado en 1992.
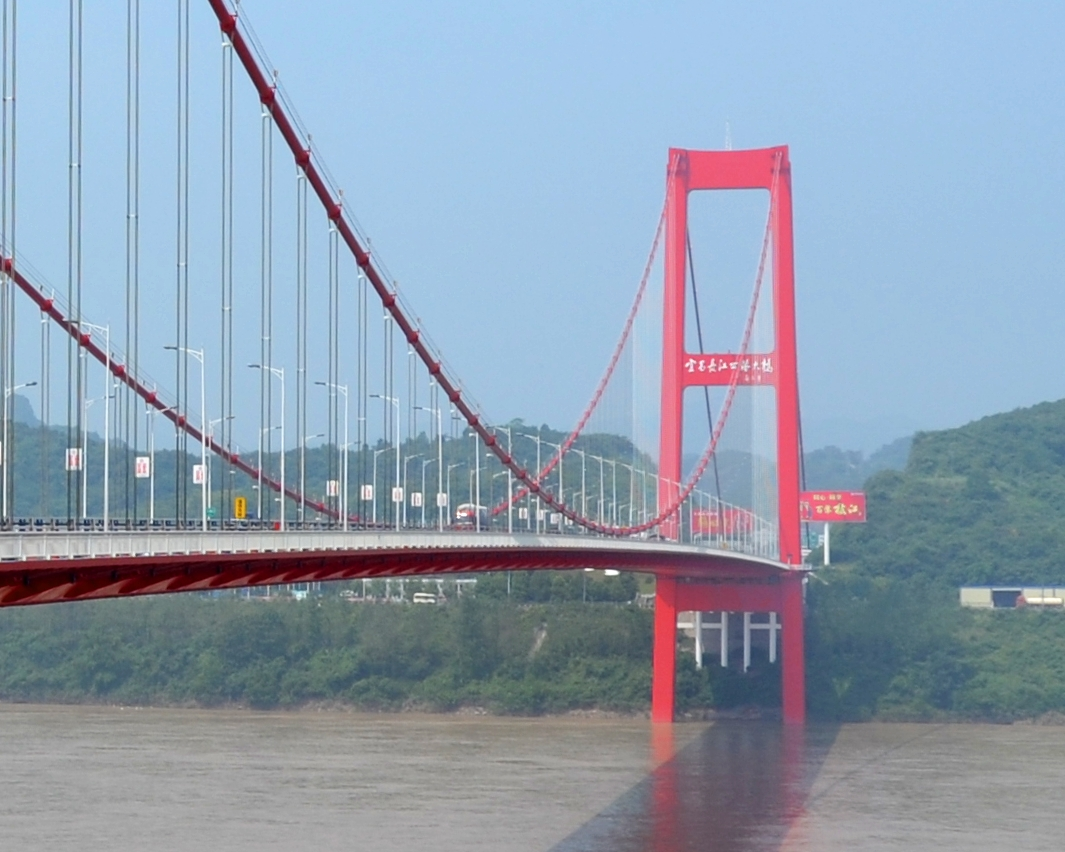
El puente de Yichang es un puente colgante construido en 1996.
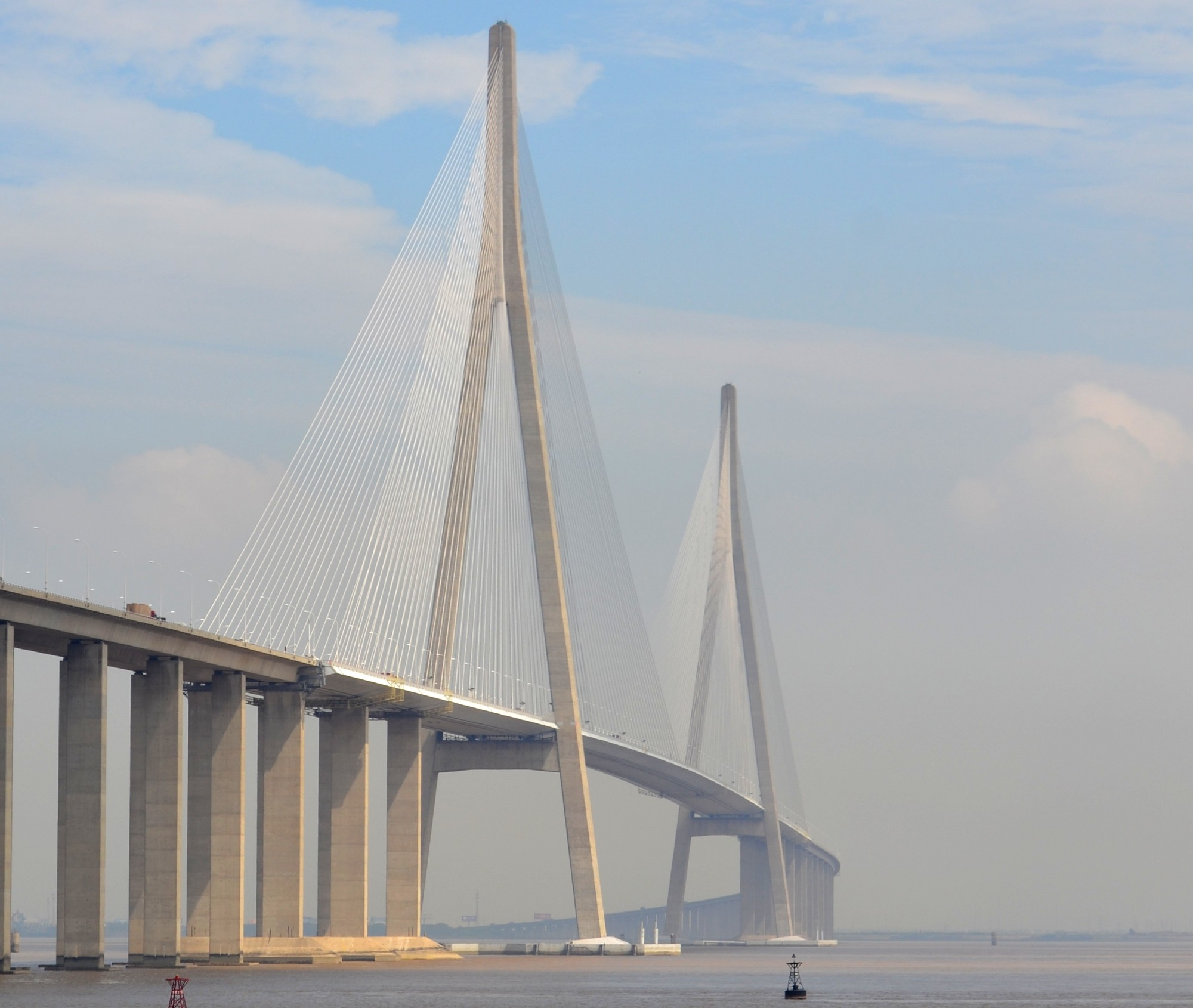
El puente de Sutong que une Nantong con Suzhou fue uno de los puentes atirantados más largos cuando fue acabado en 2008.

### Proyecto de transferencia de agua norte-sur

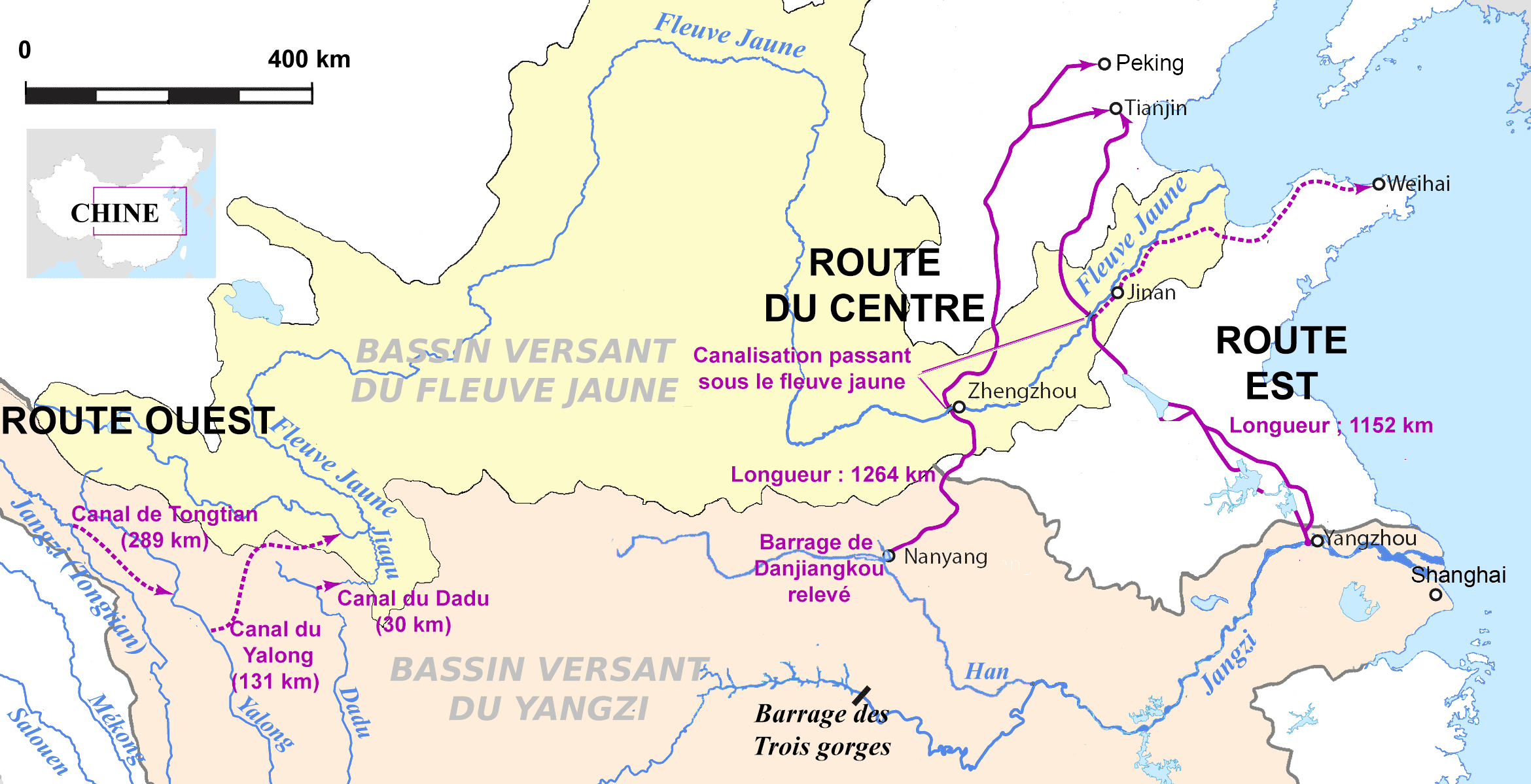
Las tres rutas del proyecto de transferencia de agua norte-sur

Las grandes concentraciones humanas en la China del Norte, en particular en las aglomeraciones de Beijing y Tianjin, no cuentan con suficientes recursos hídricos. En 2012 para la ciudad de Beijing, los recursos combinados de los ríos cercanos fueron capaces de proporcionar aproximadamente 120 m3  de agua a cada habitante, mientras que según el estándar establecido por las Naciones Unidas, el umbral de escasez de agua se establece en 500 m3  por habitante.. Para remediar esta situación, la ciudad de Beijing está tratando de reducir las cantidades de agua consumida y toma de los recursos de la provincia de Hebei y de las capas freáticas, cuyo nivel está cayendo de 2 a 3 metros por año. Mientras que el relativamente árido norte de China experimenta una escasez crónica de agua, el sur de China se beneficia de abundantes lluvias y, por el contrario, tiene recursos hídricos excedentarios.
El proyecto de transferencia de agua sur-norte (en chino, 南水北调工程; pinyin, Nánshuǐ Běidiào Gōngchéng) fue mencionado en la década de 1960 por Mao: su objetivo era desviar parte de las aguas del Yangtze y de sus afluentes para abastecer de agua al norte de China. Solo tomó forma a principios de la década de 2000. Este gigantesco proyecto incluía la construcción de tres conjuntos de canalizaciones de tuberías para llevar agua al norte: 
- la ruta oriental tomaría parte de las aguas del río Yangtze (máximo (400 m3⋅/s) en su estuario cerca de la ciudad de Jangdiu. Una canalización de 1152 kmde largo permitiría su transferencia siguiendo en parte la ruta del Gran Canal de China a Tianjin. Este sitio incluye estructuras importantes (túneles, cruce subterráneo del río Amarillo) así como 23 potentes bombas utilizadas para elevar el nivel, lo que permitiría la circulación del agua por gravedad a pesar de la elevación desfavorable. Las obras comenzaron en 2002 y parte de la canalización está en servicio.

- La ruta central consiste en tomar alrededor de 9500 hm³ desde el lago presa de Danjiangkou preexistente construido en el río Han, uno de los principales afluentes del Yangtze. Un canal de 1264 km de largo lleva esta agua a Beijing. El proyecto, que comenzó en 2004, se completó en 2014. Incluye elevar el Danjiangkou Presa (en 162 a 176,6 m) para permitir que el agua extraída circule por la simple fuerza de la gravedad.

- La ruta occidental no dio lugar a principios de 2020 a un inicio de concreción. Aún más cara que los otras dos, implica tomar parte de las aguas del Yangtze y de dos de sus afluentes, el Yalong y el Dadu), río arriba en la meseta tibetana. Una serie de tuberías entre estos tres ríos, cuyos cursos son paralelos en esta región, debe trasladar las aguas del Yangtze (llamado Tongtian en esta parte de su curso) al Yalong (289 km), del Yalong al río Amarillo (131 km) y del Dadu al río Amarillo (30 km). Los conductos deben perforarse a través de una sierra a gran altura (3000-(4000 m).

El proyecto, que debería estar terminado en su totalidad en 2050, debería desviar 45 000 hm³ de agua para 2050 por año, es decir, aproximadamente 1400 m3⋅/s (prácticamente el equivalente al caudal del Ródano en su desembocadura). En 2014 su implementación ya había costado 79 000 millones de US$
El proyecto tiene un impacto humano y ecológico. Para sobreelevar la presa de la presa de Danjiangkou, fue necesario desplazar 345 000 personas que ocupaban terrenos ahora bajo el agua. Las extracciones del Han podrían amenazar los recursos hídricos de la región atravesada por este río y se habla de tomar una fracción del agua de la presa de las Tres Gargantas para transferirla a la presa de Danjiangkou.

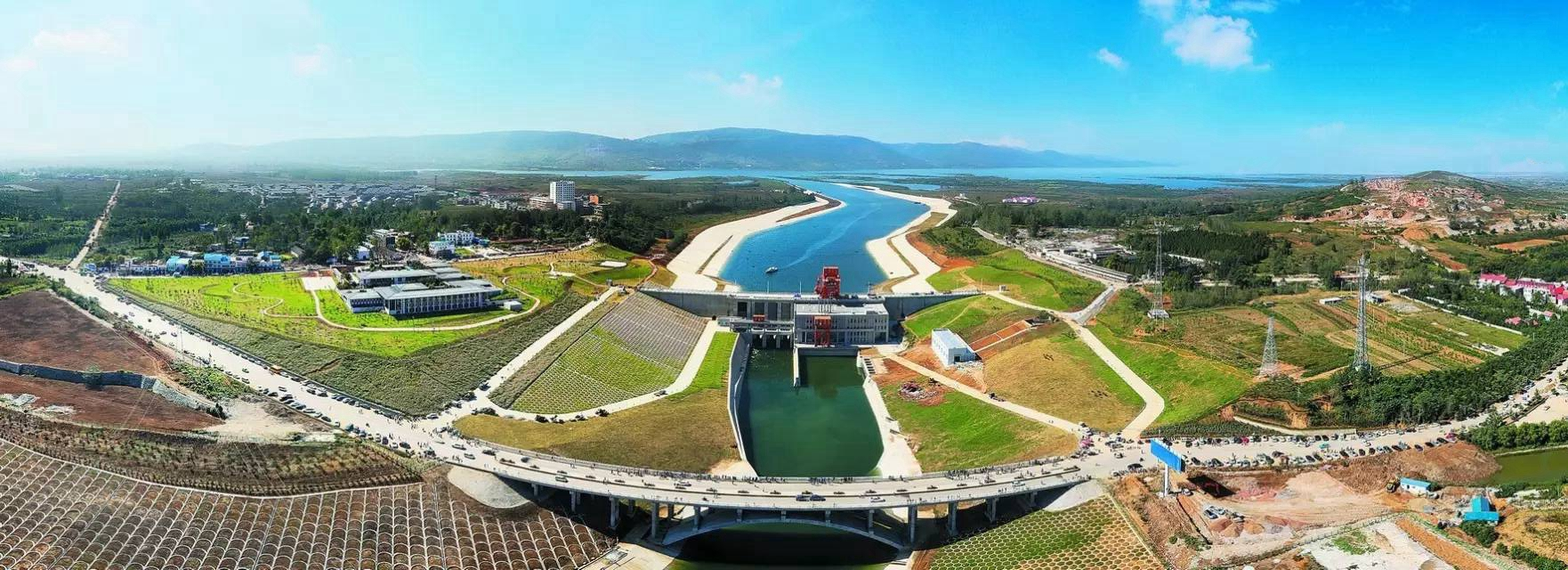
Punto de partida de la ruta central en el condado de Xichuan cerca de Nanyang en Henan.

## Presa de las Tres Gargantas

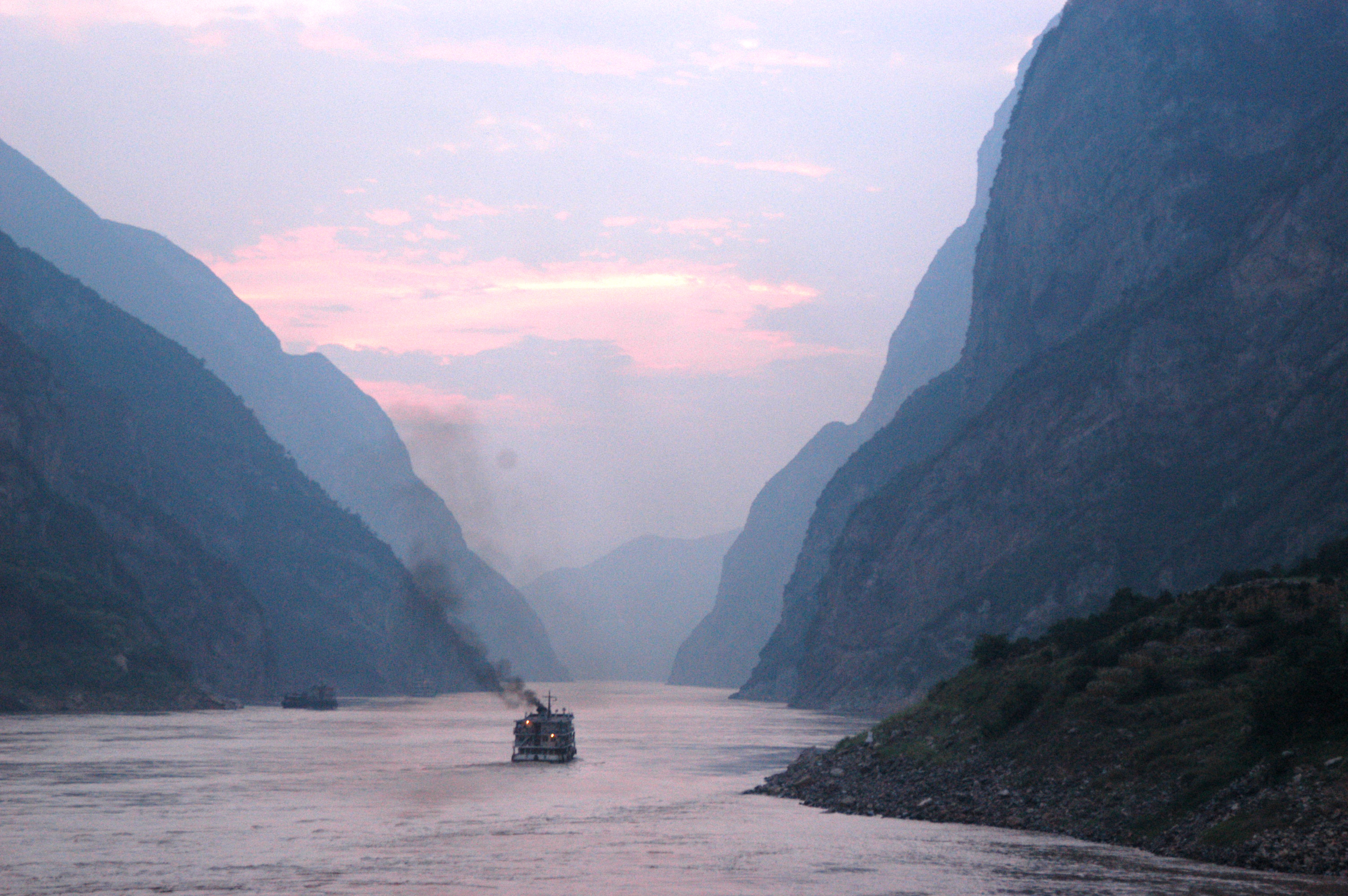
El río Yangtsé a su paso por las Tres Gargantas.

En 1994, el gobierno chino decidió acometer la construcción de la presa más grande del mundo en la región de las Tres Gargantas, una zona de gran valor paisajístico y ecológico, que rodea al río en una extensión de 200 km en su paso de la municipalidad de Chongqing a la provincia de Hubei. La presa se terminó de construir en el año 2009. Este proyecto ha sido muy criticado desde fuera de China por su elevado coste ecológico y social, puesto que el lago artificial inundó numerosos poblados de Hubei.
Antes de que la presa de las Tres Gargantas fuera construida, el río era navegable por barcos transoceánicos aguas arriba hasta incluso unas mil millas de su boca. En junio de 2003, la presa cerró el río, provocando la inundación de Fengjie, la primera de una serie de ciudades afectadas por el proyecto de control de las inundaciones masivas y de generación de energía. Es el mayor proyecto global de riego en el mundo y tendrá un impacto significativo en la agricultura de China. Sus defensores argumentan que las ciudades a lo largo del río aguas abajo se verán libres de las inundaciones que les han amenazado en repetidas ocasiones en el pasado y les ofrecerá electricidad y transporte por vía acuática; los detractores, que se conseguirá a expensas de la inundación de forma permanente de muchas otras ciudades existentes (incluidas numerosas reliquias culturales antiguas) y de causar cambios a gran escala en la ecología local.
Los opositores a la presa puntualizan que hay tres clases diferentes de inundaciones en el río Yangtsé: las inundaciones que se originan en las partes altas, las inundaciones que se originan en las partes bajas, y las inundaciones a lo largo de toda la longitud del río. Alegan que la presa de las Tres Gargantas hará realmente frente a las inundaciones en la parte superior, pero que tiene poco o ningún impacto sobre las inundaciones que se originan en la parte baja. Hay marcas de agua de mil doscientos años en el curso bajo registradas en las inscripciones y las tallas de la carpa en Baiheliang, ahora sumergidas.

## Historia

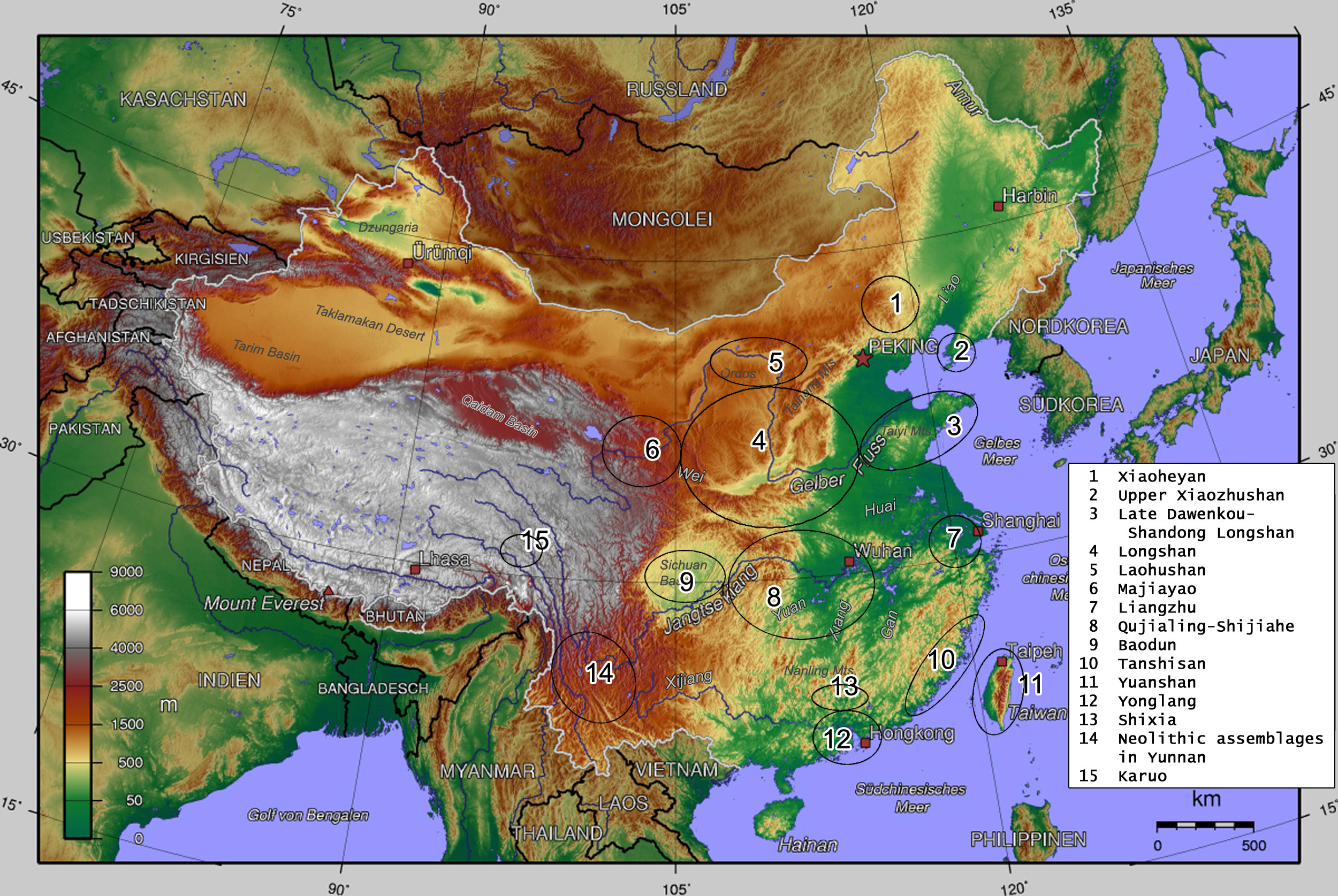
Mapa de las diferentes culturas neolíticas que han existido en el territorio de la China contemporánea

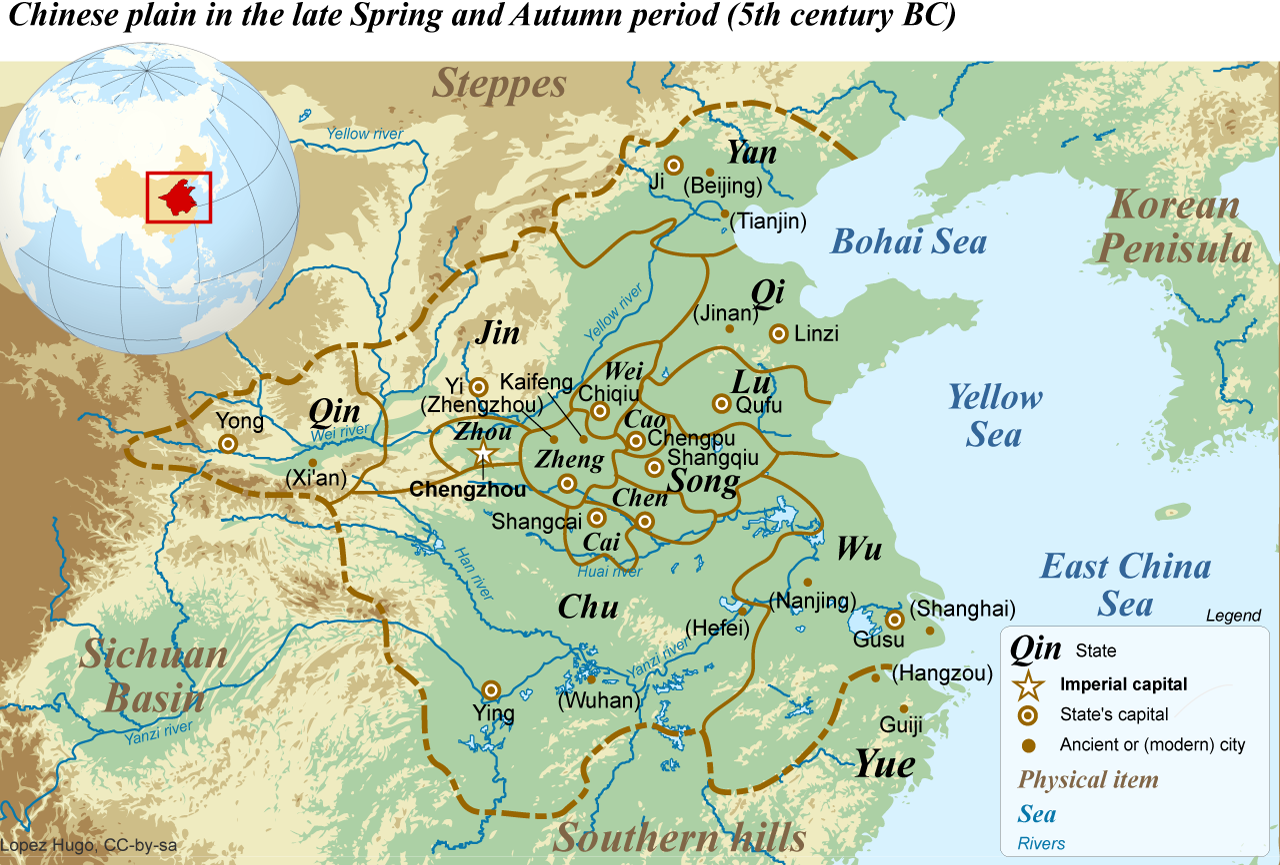
Mapa político del período de los Reinos Combatientes

### Historia geológica

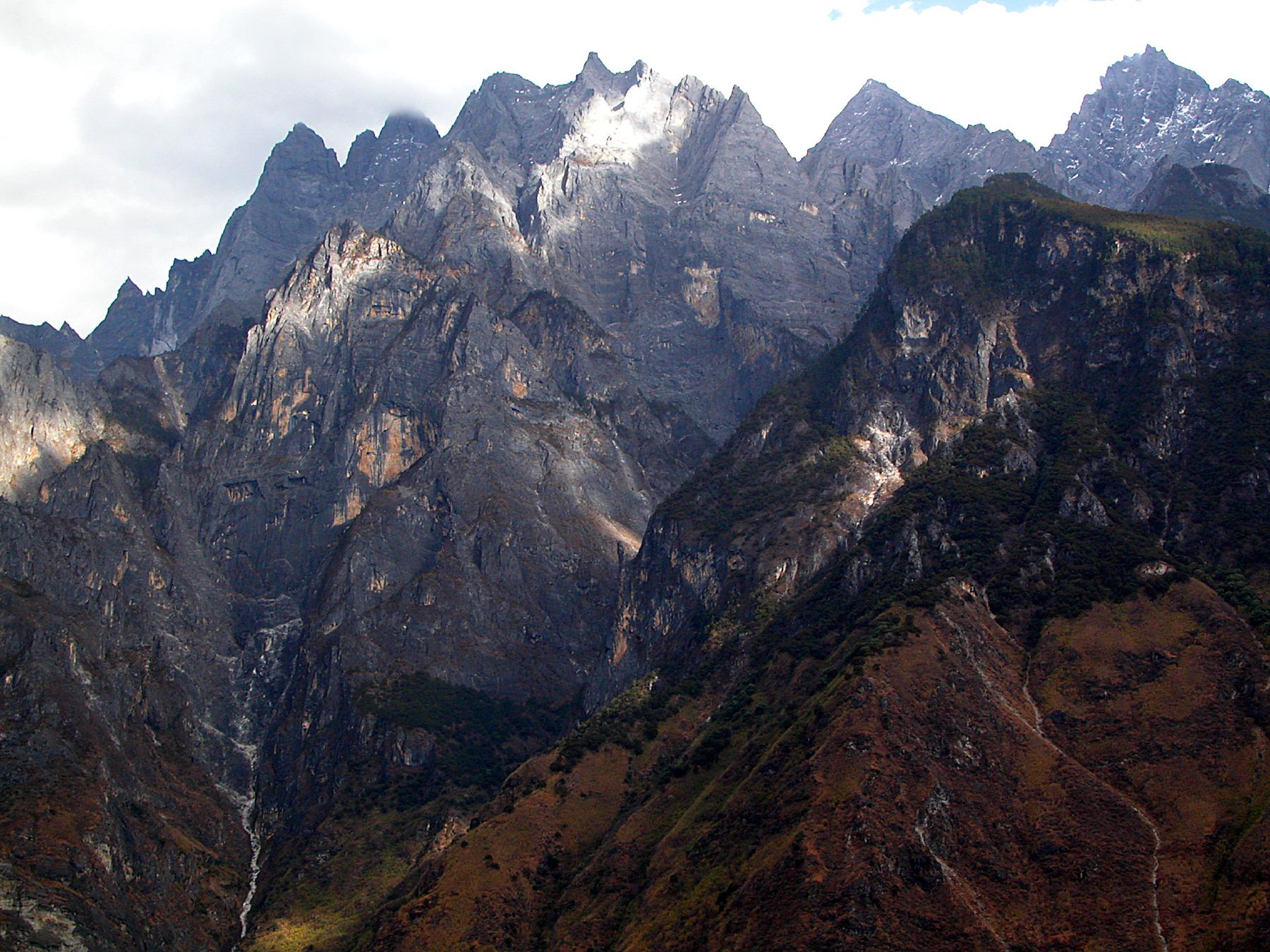
Atardecer en las montañas irregulares que se elevan desde el desfiladero del río Yangtze

A diferencia del río Amarillo, cuya desembocadura ha fluctuado ampliamente al norte y al sur de la península de Shandong dentro del registro histórico, el Yangtze se ha mantenido en gran medida estático. Sin embargo, según los estudios de las tasas de sedimentación, es poco probable que el sitio de descarga actual sea anterior al Mioceno tardío (11 millones de años). Antes de eso, sus cabeceras drenarían hacia el sur en el golfo de Tonkin a lo largo o cerca del curso del actual río Rojo.

### Historia temprana
El río Yangtze es importante para los orígenes culturales del sur de China y Japón.
La civilización china se desarrolló inicialmente a partir del curso medio del río Amarillo y se extendió a la China del Norte. Pero muy rápidamente, el río Yangtze desempeñó un papel central en la historia de China.

### Neolítico
Los primeros vestigios de actividad humana a lo largo del río datan de 27 000 años y fueron descubiertos en la región de las Tres Gargantas. Desde el V milenio a. C., las Hemudu y Majiabang  fueron las primeras en cultivar el arroz, ocuparon las tierras alrededor del bajo Yangtze. La cultura de Liangzhu, que las reemplazó desde el  III milenio a. C. muestra evidencias de estar claramente influida por la cultura de Longshan, que en ese momento ocupaba el curso medio del río Amarillo, que es más fértil, y creaba los primeros elementos de la civilización china. Se sabe que los habitantes de la cuenca del Yangtze, los yue, tenían costumbres muy diferentes a sus vecinos del norte, ennegreciéndose los dientes, cotándose el pelo corto, tatuándose el cuerpo y viviendo en pequeños poblados rodeados de juncos y que por ello eran considerados  bárbaros por los norteños.
El valle del Yangtze medio estaba ocupado en ese momento por culturas neolíticas mucho más sofisticadas. Posteriormente, serán los primeros  del valle del Yangtze en estar bajo la influencia cultural del norte de China.  (Los chinos del norte estuvieron activos allí desde la Edad del Bronce).
La llanura de Jianghan, que cruza el curso medio del Yangtze y que sufre las inundaciones periódicas del río que recibe varios de sus grandes afluentes, estaba en ese momento ocupada por pantanos. No obstante, los primeros ocupantes comenzaron a colonizar esta región ya en el Neolítico.

### Primeros Estados organizados

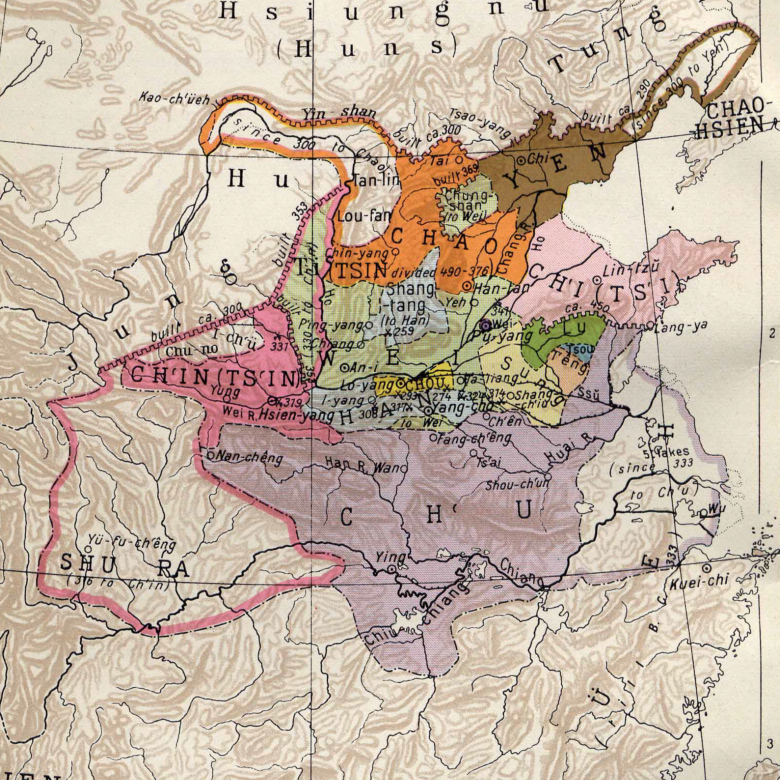
Un mapa de los Reinos Combatientes alrededor del 350 a. C., que muestra la antigua costa del delta del Yangtze.

En el curso inferior del Yangtze, dos tribus de los yue —los gouwu en el Jiangsu meridonal  y los yuyue  en el norte de Zhejiang— entraron en la esfera de influencia cultural de los zhou (chinos del norte) desde  el siglo IX a. C. y formaron los reinos de Wu y de Yue. Sus habitantes fueron famosos por sus espadas, sus barcos y como pescadores. Adoptaron las instituciones políticas, la escritura de caracteres chinos y las tecnologías militares de sus poderosos vecinos del norte. El estado de Jing, implantado inicialmente en el norte de China, extendió su control sobre el curso medio del Yangtze avanzando a lo largo del río Han, un afluente del Yangtze. Durante esta expansión, tomó el nombre de Estado de Chu. Habiendo establecido su capital en medio del curso medio de Han, los gobernantes del Estado de Chu (500 a. C.) ayudaron a acelerar la colonización del curso medio del Yangtze.
Los estados de la cuenca del Yangtze desempeñaron un papel político cada vez mayor en la historia de China durante los períodos de las Primaveras y Otoños (771-481 a. C.) y de los Reinos Combatientes (481-221 a. C.). Los conflictos que encendieron el norte de China se extendieron a la cuenca del Yangtsé cuando el Estado de Wu, para contrarrestar el creciente poder de su vecino, el Estado de Chu, se alió con el Estado de Jin. Wu llegó en el 506 a. C. a saquear Ying, la capital de su adversario. Pero Chu se alió con el Estado Yue y en el 473 a. C. Goujian, el rey de ese estado, derrotó y anexionó el Estado de Wu y trasladó su capital a la ciudad de Wu en lo que ahora es la ciudad de Suzhou. En el 333 a. C., Chu venció a su rival y se anexionó del Estado Yue.

### Primer Imperio chino: Estado Qin
En China del Norte, el estado Qin, fundado en la cuenca del río Wei, afluente del río Amarillo, ascendió rápidamente al poder estableciendo una organización estatal basada en un imponente ejército financiado por los excedentes agrícolas. El Estado Qin comenzó a expandir su territorio hasta la cuenca del Yangtze al anexionarse del estado Ba y del reino Shu en el 316 a. C. Ambos estaban ubicados en la actual Sichuan, en los tramos superiores del Yangtze. En el 278 a. C., Qin, que había completado la conquista de la China del Norte, atacó al Estado de Chu que dominaba el curso inferior del Yangtze y constituía su último gran rival. Después de su victoria, Qin Shi Huang fundó el primer imperio chino. Fue el Estado Qin el que llevó a cabo las primeras obras de riego a gran escala en la cuenca del Yangtze: el sistema de irrigación de Dujiangyan creado en el 256 a. C. cerca de Chengdu (Sichuan) que desviaba agua del Min, un afluente del Yangtze. Eso aumentó considerablemente la producción agrícola de la llanura circundante. Los recursos excedentes producidos permitieron al Estado Qin llevar a cabo la campaña de unificación de China. Esta obra, aún en funcionamiento 2260 años después de su finalización, fue declarada como Patrimonio de la Humanidad por la UNESCO como la obra hidráulica más antigua del mundo. También tras su victoria, el emperador Qin Shi Huang amplió su territorio hacia el sur utilizando sus conexiones a lo largo del río Yangtze, el río Xiang, anexionándose de gran parte de las regiones de las actuales provincias de Guangzhou, Guangxi y probablemente también de Fujian, avanzando hasta Hanói. Esta conquista fue posible gracias a facilitar el abastecimiento de los ejércitos: para ello hizo construir el canal Lingqu, que conectaba el río Xiang, afluente del río Yangtze, con el río Li, que forma parte de la cuenca del río de las Perlas y regaba territorios enemigos. Ese canal de 32 km de largo, que seguía las curvas de nivel del relieve, fue la primera obra de este tipo construida por el hombre.

### Dinastía Han
El territorio del Imperio fue dividido en treinta y seis comandancias. La caída de la dinastía Qin se produjo muy rápidamente (206 a. C.) y el Imperio se dividió en varios Estados. Las comandancias del sur formaron el  Imperio Nanyue independiente, bajo Zhao Tuo, cuyo territorio incluía las actuales provincias de Guandong, Guangxi y Yunnan, mientras que en el resto del Imperio, Chu y Han competían entre sí por el control del norte, que quedó dividido en dieciocho reinos. Muy rápidamente surgieron dos poderes: el reino de Western Chu Occidentales, liderado por Xiang Yu y el reino de Han liderado por Liu Bang. La guerra entre los Chu y los Han (206-202 a. C.) los enfrentó y termina con la victoria de los Han. Lui Bang se proclamó emperador y fundó la dinastía Han. Bajo el reinado de estos emperadores (206 a. C.-220 d. C.), la región del Yangtze desempeñó un papel cada vez más importante. Se amplíaron los sistemas de riego, que habían comenzado a instalarse bajo los Qin. Algunas llanuras de inundación se convirtieron en tierras agrícolas y se construyeron diques a lo largo del río, especialmente en el curso medio, así como a lo largo de sus afluentes para protegerlos de las inundaciones estacionales.

### Tres Reinos en la dinastía Ming
Con la caída de la dinastía Han, comenzó el período de los Tres Reinos (220-280 d. C.) y China se dividió en tres estados: el reino de Wei, que dominaba la cuenca del río Amarillo, al norte; el reino de Wu  que controlaba los tramos medio e inferior del Yangtze y el reino de Shu centrado en la cuenca de Sichuan. Los Wu generalizaron la práctica del tuntian  que hacía posible movilizar grandes recursos humanos, en particular refugiados expulsados por los conflictos en curso y soldados ociosos, para transformar tierras baldías en tierras agrícolas. Este sistema permitió crear los primeros pólderes en las zonas de inundación de los tramos inferior y medio del Yangtze. Esa organización será asumida sistemáticamente por los sucesores de los Wu. El reino inicia el desarrollo del delta del Yangtze, una región de marismas hasta ese momento inadecuadas para una explotación agrícola, con las primeras obras hidráulicas alrededor del lago Tai. Este inicio de desarrollo también está relacionado con el establecimiento de la capital en Nankín y la afluencia de refugiados que huyen de los combates en el norte de China.
Bajo las dinastías Sui (581-618) y Tang (618-907), los proyectos hidráulicos se multiplicaron en la región del lago Tai y su periferia sur: construcción de diques para protegerse de las inundaciones del río, y también de la invasión de las tierras del delta junto al mar, construcción de embalses  (bei-tang) para regar las tierras durante la estación seca, construcción de canales destinados, según el caso a drenar o a regar, multiplicación de pólderes  (weitian), ganados al lago de las tierras altas fondos y terrenos pantanosos. El delta del Yangtze y su periferia se convirtieron en una región agrícola exportadora.
El Yangtze se convirtió en la arteria principal del sistema de vías fluviales interiores de China y seguirá siéndolo hasta la construcción de la red ferroviaria en el siglo XX. El Gran Canal que une el Yangtze con el río Amarillo (1776 km)  se completó bajo la dinastía Sui (581-618) y se reconstruyó y completó parcialmente entre 1271 y 1633 para permitir servir a Beijing. En su parte sur, cruza el delta del Yangtze. Se utilizó principalmente para transportar los excedentes agrícolas producidos en el delta al norte de China. En el apogeo de su uso, era atravesado por  8000 juncos y sampanes  que transportaban alrededor de 300 000 toneladas de mercancías cada año.
El desarrollo agrícola del curso medio del Yangtze fue mucho más tardío. Se realizó principalmente en el siglo XII bajo la dinastía Song del Sur y se completó bajo las dinastías Ming y Qing, lo que a su vez la convirtió en una región agrícola clave del Imperio chino. Se crearon así dos importantes regiones agrícolas. La cuenca del Nanyang en el norte de Hubei, donde dominan los diques (di)  y los recintos (yan). Las principales estructuras fueron los sistemas de riego de Liumenyan y Hongquebei y la canalización del río Bai (afluente del Han) que creó un enlace fluvial entre Beijing y el Yangtze Medio. La segunda región fue la llanura de los dos lagos (Dongting y Poyang), una zona deprimida que hasta ese momento era un inmenso pantano atravesado por múltiples ríos. Los desarrollos llevados a cabo dieron como resultado la creación de un conjunto de lagos y pólderes protegidos por diques circulares  (weiyuan).
A nivel político, el Yangtsé, demasiado ancho para ser atravesado por un puente, se convirtió en una frontera natural que separaba la China del Norte de la China del sur. El río desempeñó este papel de frontera en particular durante las dinastías del Norte y del Sur (420-589) y en la época de los Song del Sur (1127-1279). Muchas batallas tienen lugar a lo largo del río, siendo la más conocida la Batalla del Acantilado Rojo (208) durante el período de los Tres Reinos. Durante las guerras entre las dinastías Jin y Song,, se produjeron varias batallas navales en el río. Las más conocidas son la batalla de Caishi (1161) que permitió a los Song repeler la invasión de los Jin y la batalla de Tangdao que tuvo lugar el mismo año.
Bajo la dinastía Song (960-1279), la cuenca del bajo Yangtze (Jiangnan) se convirtió en la región más próspera del territorio chino y proporcionaba entre un tercio y la mitad de los ingresos del país. La región del curso medio en torno a Wuhan, el Janghan, se convirtió a su vez en un importante granero a partir de las dinastía Ming (1368-1644).

### Dinastía Qing (1644-1912)

#### Edad del vapor
El Jardine, el primer barco de vapor que navegó por el río, fue construido por Jardine, Matheson & Co. en 1835. Este pequeño barco debía transportar pasajeros y correo entre la isla de Lintin, Macao y Whampoa. Sin embargo, los chinos, estictos en su aplicación de las reglas relacionadas con los barcos extranjeros, no estaban contentos con que  un «barco de fuego» navegase por el río Cantón. El gobernador general interino de Kwangtung emitió un edicto advirtiendo que le dispararían si intentaba el viaje. En la primera prueba del Jardine desde la isla de Lintin, los fuertes a ambos lados del Bogue abrieron fuego y se vio obligada a volverse. Las autoridades chinas emitieron una nueva advertencia insistiendo en que el barco abandonase las aguas chinas. El Jardine en cualquier caso necesitaba reparaciones y fue enviado a Singapur.
Posteriormente, Lord Palmerston, Secretario de Estado para Relaciones Exteriores decidió basándose principalmente en las "sugerencias" de  William Jardine declarar la guerra a China. A mediados de 1840, una gran flota de buques de guerra apareció en la costa de China, y con la primera bala de cañón disparada contra un barco británico, el Royal Saxon, los británicos iniciaron la primera de las Guerras del Opio. Los buques de guerra de la Royal Navy destruyeron numerosas baterías costeras y buques de guerra chinos, arrasando varios fuertes costeros en el camino. Finalmente, se abrieron paso hacia el norte lo suficientemente cerca como para amenazar el Palacio Imperial en el mismo Pekín.
La rebelión Taiping, un gran levantamiento popular, arrasó entre 1851 y 1864 la línea divisoria de aguas de los cursos bajo y medio del Yangtze. Su origen tuvo muchos factores: fuerte crecimiento demográfico, serie de desastres naturales (desbordamiento de los principales ríos), presión fiscal e incompetencia de los gobernantes. Los insurgentes ocuparon Nankín en 1853, convirtiéndola en su capital y tomando rápidamente el control de toda la cuenca del río hasta Wuhan, pero fracasaron en sus intentos de conquistar Shanghái, Pekín y el curso alto del Yangtze. Hasta 1864 los Qin no lograron retomar Nankín y derrotar a los principales ejércitos de la rebelión. El balance de la revuelta a nivel humano fue terrible: de 20 a 30 millones de muertos y unos 30 millones de fugitivos. Las ciudades y regiones del interior fueron abandonadas en favor de ciudades costeras como Shanghái, cuya población conoció un creciiento exponencial.
El Tratado de Tien-Tsin (1858) impuso a China, en particular, la libre circulación de buques comerciales y militares europeos en el Yangtze y la apertura al comercio internacional de varios puertos situados en ese río: primero Hankou y Nankín, y luego Wuhan y Jiujiang después de que los Qing reconquistaran los territorios ocupados por la rebelión Taiping.
La «China Navigation Company», fundada en 1876 en Londres, fue una de las primeras compañías navieras inicialmente para comerciar con pasajeros y mercancías por el río Yangtze desde su base en Shanghái. El comercio costero chino comenzó poco después y en 1883 se inició un servicio regular a Australia. Los armadores chinos crearon sus propias flotas de barcos de vapor que remontaban el río hasta Yichang, a 1600 km de la desembocadura. Los barcos de alta mar lograban subir a Hankou a 1000 km de la desembocadura, mientras que los primeros 300 km del río eran accesibles para cualquier barco de alta mar de la época.

#### Navegación en el curso superior

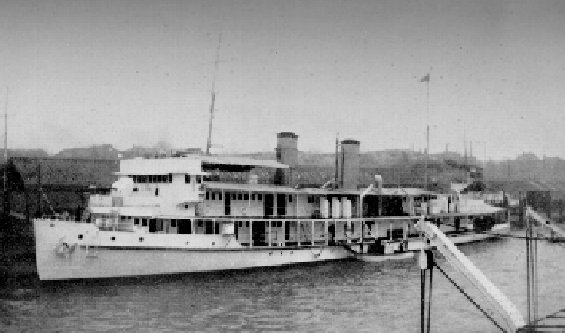
USS Luzon

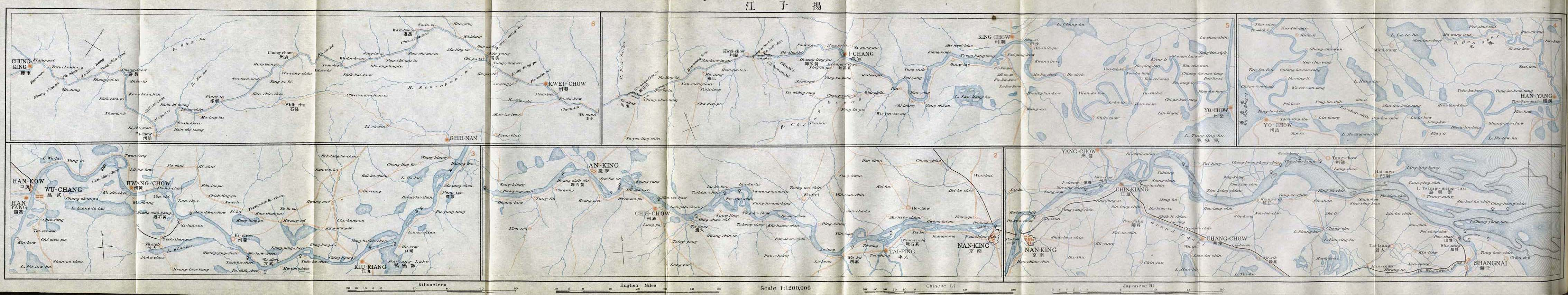
Yangtze en 1915

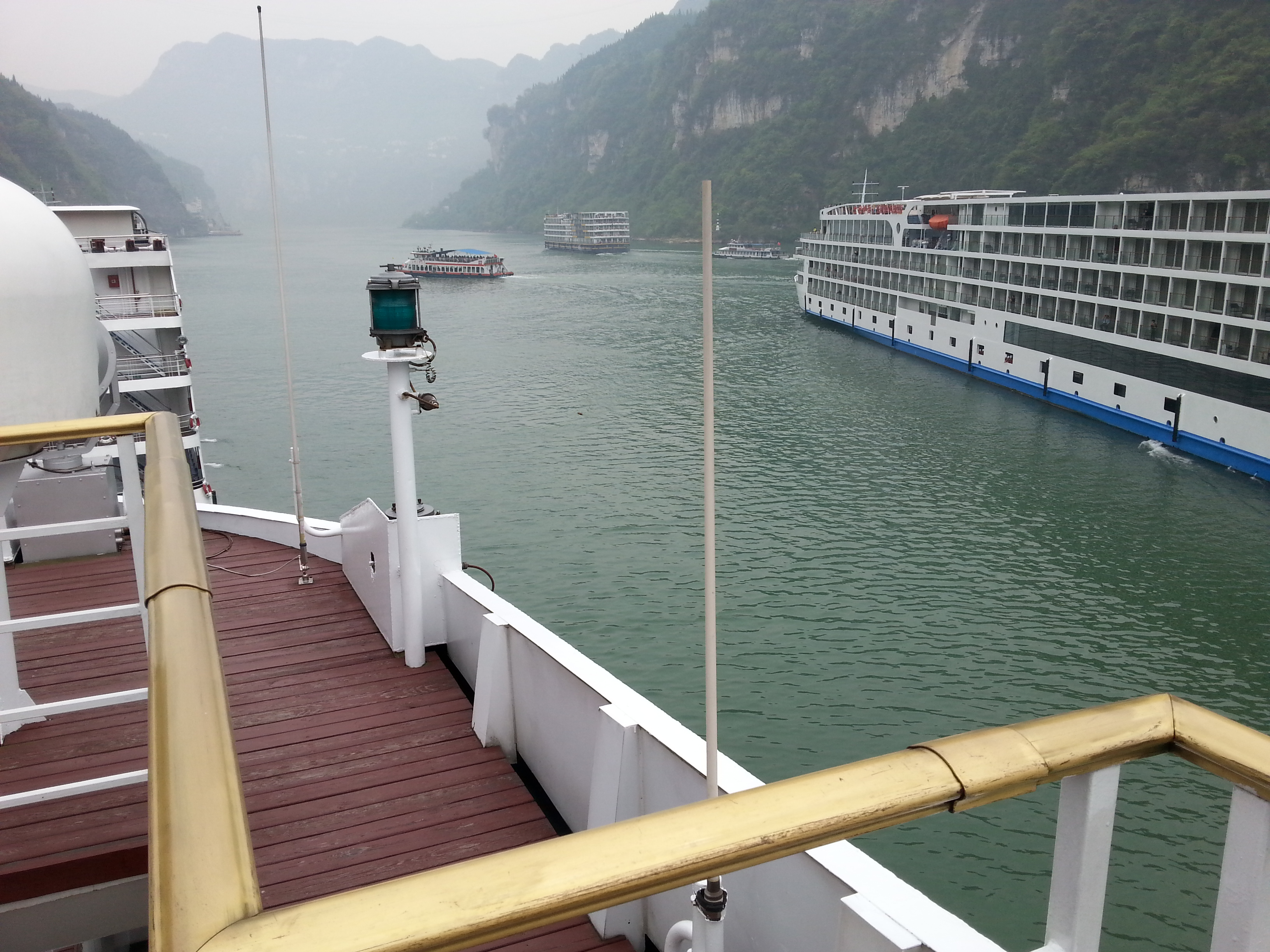
Cruceros en el Yangtze

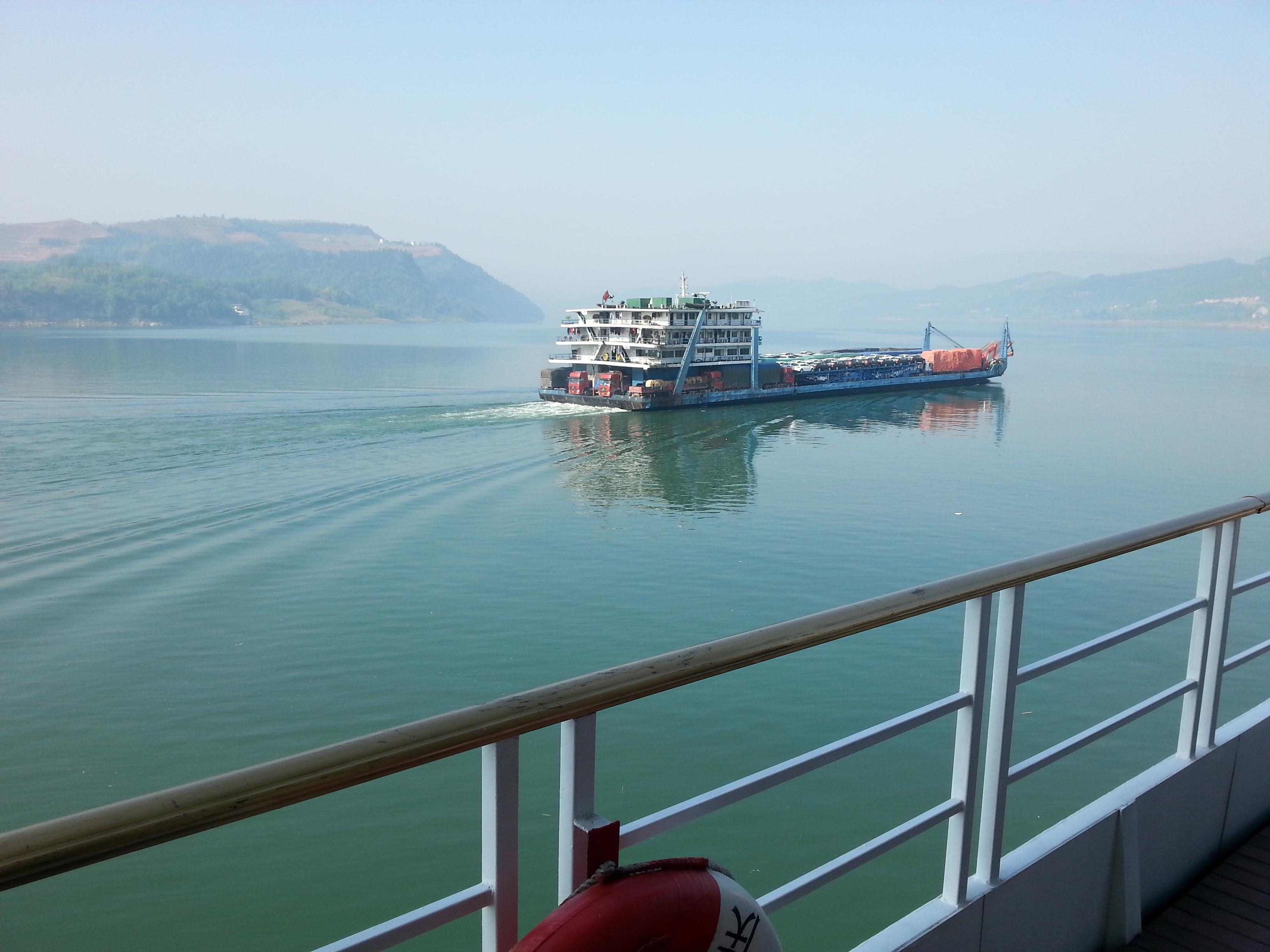
Un transporte de vehículos en el Yangtze

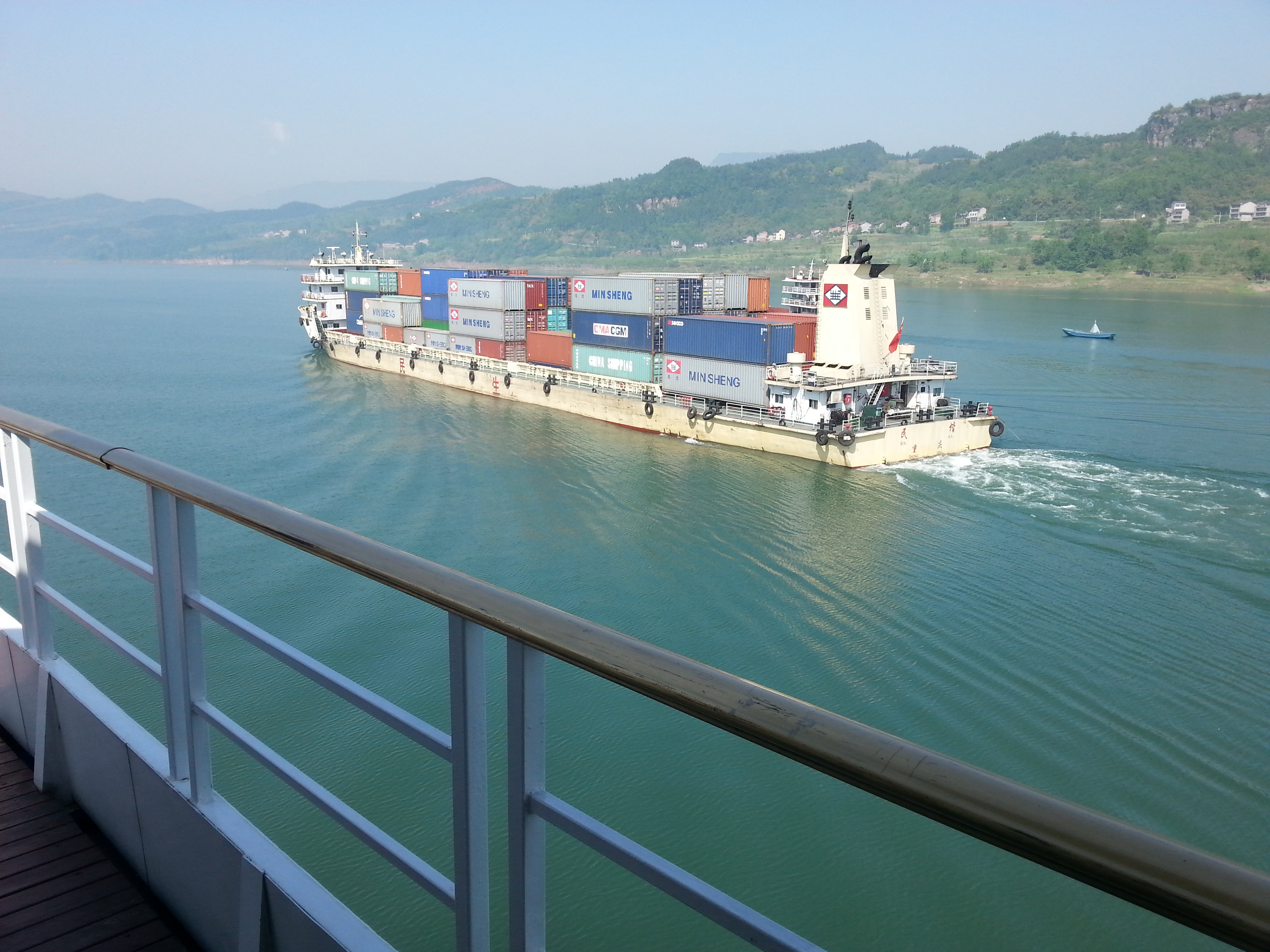
Un contenedor en el Yangtze

Los vapores llegaron tarde a la parte superior del río, a la sección que se extiende desde Yichang hasta Chongqing. Los aguas frías del deshielo del Himalaya creaban corrientes estacionales traicioneras. Pero el verano era mejor para la navegación y las tres gargantas, descritas como un «pasaje de 150 millas que es como la garganta estrecha de un reloj de arena», planteaban peligrosas amenazas de contracorrientes y remolinos, creando desafíos significativos para los esfuerzos de los barcos de vapor. Además, Chongqing se encuentra entre 210 y 250 metros sobre el nivel del mar, lo que requería potentes motores para subir río arriba. El viaje en juncos lograba la hazaña río arriba empleando 70 u 80 rastreadores, hombres enganchados a guindalezas que empujaban físicamente a los barcos río arriba a través de algunas de las secciones más peligrosas y mortales de las tres gargantas.
Acibald John Little se interesó en la navegación del Alto Yangtze cuando estaba en 1876, la Convención de Chefoo abrió Chongqing a la residencia consular, pero estipuló que el comercio exterior solo podría comenzar una vez que los barcos de vapor hubieran logrado ascender el río hasta ese punto. Little formó Upper la Yangtze Steam Navigation Co., Ltd. y construyó el Kuling, pero sus intentos de llevar el barco río arriba más allá de Yichang fueron frustrados por las autoridades chinas que estaban preocupadas por la posible pérdida de derechos de tránsito, la competencia con su comercio nativo de juncos y los daños físicos que pudieran causar a sus embarcaciones las estelas de los barcos de vapor. El Kuling fue vendido a la «China Merchants Steam Navigation Company» para el servicio fluvial inferior. En 1890, el gobierno chino acordó abrir Chongqing al comercio exterior siempre que se limitara a la artesanía nativa.
En 1895, el Tratado de Shimonoseki proporcionó una disposición que abrió completamente Chongqing al comercio exterior. Little se instaló en Chongqing y construyó el Leechuan para hacer frente a las gargantas en 1898. En marzo, el Leechuan completó el viaje río arriba hasta Chongqing, pero no sin la ayuda de rastreadores. El Leechuan no había sido diseñado para llevar carga o pasajeros y si Little quería llevar su visión un paso más allá, necesitaba un piloto experto. En 1898, Little convenció al capitán Samuel Cornell Plant para que viajara a China para brindar su experiencia. El capitán Plant acababa de completar la navegación del río Karun superior en Persia y aceptó la oferta de Little de evaluar el Yangtze superior con el Leechuan a finales de 1898. Con el aporte de diseño de Plant, Little hizo construir el SS Pioneer con Plant al mando. En junio de 1900, Plant fue el primero en pilotar con éxito un barco de vapor mercante en el Alto Yangtze desde Yichang a Chongqing. El Pioneer fue vendido a la Royal Navy después de su primera travesía debido a la amenaza de la Rebelión de los Bóxers y pasó a llamarse HMS Kinsha.
El esfuerzo de un barco de vapor alemán ese mismo año en el SS Suixing terminó en una catástrofe. En el viaje inaugural de Suixing, el barco golpeó una roca y se hundió, matando a su capitán y acabando con las esperanzas realistas de un servicio de vapor comercial regular en el Alto Yangtze.
En 1908, los comerciantes locales de Sichuan y su gobierno se asociaron con el capitán Plant para formar la «Sichuan Steam Navigation Company», convirtiéndose en el primer servicio exitoso entre Yichang y Chongqing. El capitán Plant diseñó y comandó sus dos barcos, SS Shutung y SS Shuhun. Otros barcos chinos entraron en la carrera y, en 1915, los barcos extranjeros también expresaron su interés. Plant fue designado por el Servicio de Aduanas Marítimas de China como Primer Inspector Superior de Ríos en 1915. En ese cargo, Plant instaló marcas de navegación y estableció sistemas de señalización. También escribió Handbook for the Guidance of Shipmasters on the Ichang-Chungking Section of the Yangtze River, una descripción detallada e ilustrada de las corrientes, rocas y otros peligros del Alto Yangtze con instrucciones de navegación. Plant entrenó a cientos de pilotos chinos y extranjeros y emitió licencias y trabajó con el gobierno chino para hacer que el río fuera más seguro en 1917 al eliminar algunos de los obstáculos y amenazas más difíciles con explosivos. En agosto de 1917, el British Asiatic Petroleum se convirtió en el primer barco de vapor mercante extranjero en el Alto Yangtze. Las empresas comerciales, Robert Dollar Company, Jardine Matheson, Butterfield and Swire y Standard Oil agregaron sus propios barcos de vapor al río entre 1917 y 1919. Entre 1918 y 1919, la violencia de los señores de la guerra de Sichuan y la escalada de la guerra civil sacaron del negocio a la Sichuan Steam Navigational Company. 'El 'Shutung  fue requisado por señores de la guerra y el Shuhun fue llevado río abajo hasta Shanghái para su custodia. En 1921, cuando Plant murió en el mar mientras regresaba a Inglaterra, se estableció un Fondo Conmemorativo de Plant para perpetuar su nombre y sus contribuciones a la navegación en el Alto Yangtze. Las mayores compañías navieras en servicio, Butterfield & Swire, Jardine Matheson, Standard Oil, Mackenzie & Co., Asiatic Petroleum, Robert Dollar, China Merchants S.N. Co. and British-American Tobacco Co., contribuyeron junto con amigos internacionales y pilotos chinos. En 1924, se erigió un obelisco piramidal de granito de 50 pies en Xintan, en el sitio de la casa del capitán Plant, en una comunidad china de pilotos y propietarios de juncos. Una cara del monumento está inscrita en chino y otra en inglés. Aunque recientemente se reubicó en un terreno más alto antes de la presa de las Tres Gargantas, el monumento sigue en pie con vistas al río Yangtze superior cerca de Yichang, un raro tributo colectivo a un occidental en China.
Standard Oil operaba los petroleros Mei Ping, Mei An y Mei Hsia, que fueron destruidos colectivamente el 12 de diciembre de 1937, cuando aviones de combate japoneses bombardearon y hundieron el U.S.S. Panay. Uno de los capitanes de Standard Oil que sobrevivió a este ataque había servido en Upper River durante 14 años.

### Barcos de la armada

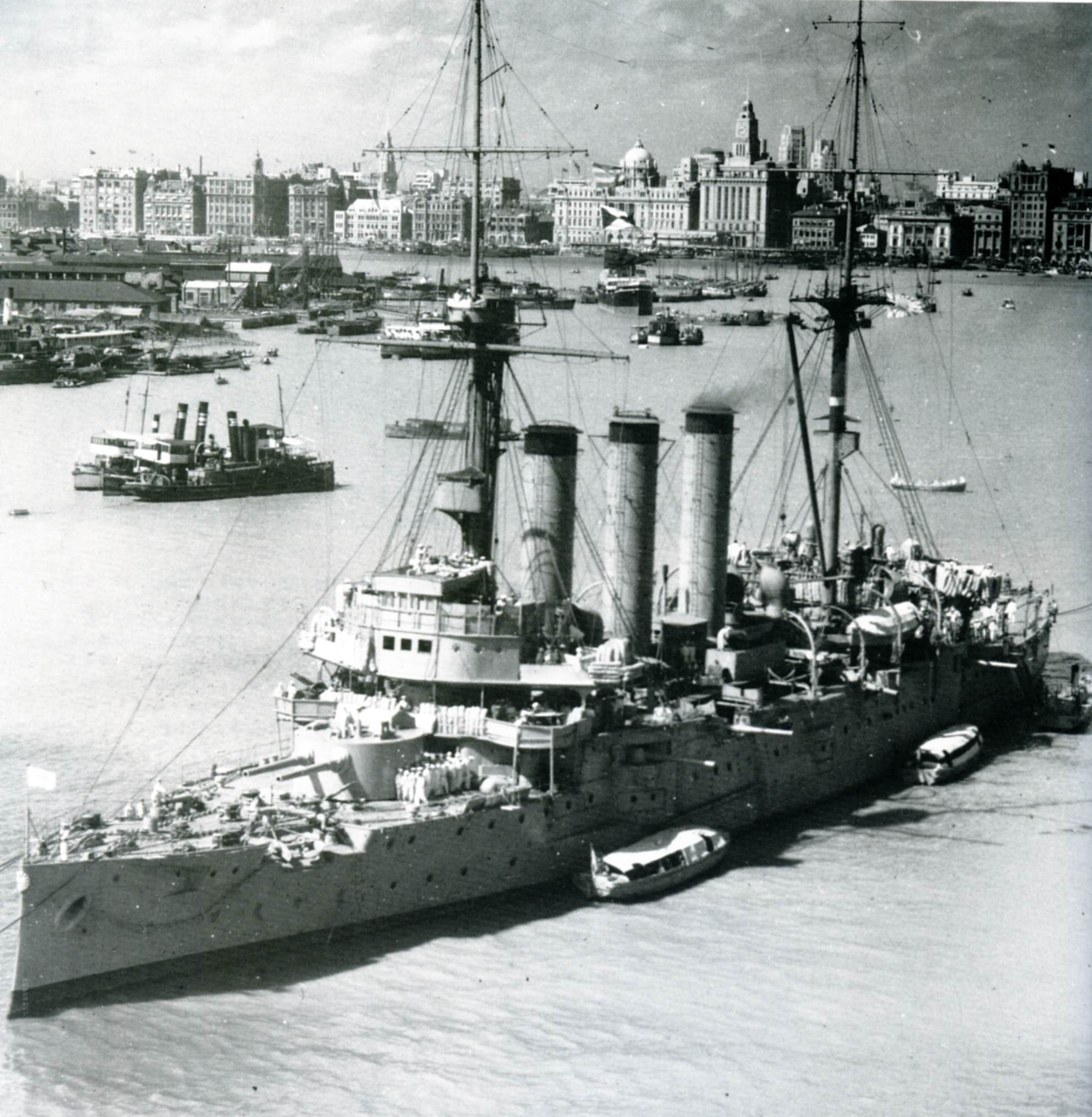
El crucero acorazado Izumo de la Armada Imperial Japonesa en Shanghai en 1937. Hundió barcos fluviales en el Yangtze en 1941The Imperial Japanese Navy armored cruiser Izumo in Shanghai in 1937. She sank riverboats on the Yangtze in 1941.

### Eventos contemporáneos
El presidente del Partido Comunista Chino, Mao Zedong se bañó en el río en 1956 y 1966 en Wuhan en trucos publicitarios para demostrar su salud, y también inició una locura por la natación a través de la propaganda del partido.
En agosto de 2019, el aventurero galés Ash Dykes  se convirtió en la primera persona en completar la caminata de 6437 km a lo largo del curso del río, caminando durante 352 días desde su nacimiento hasta su desembocadura.

## Hidrometría
El caudal del Yangtsé ha sido observado durante 64 años (1923-1986) en Datong, una localidad situada 511 km aguas arriba de la desembocadura en el mar de la China Oriental.
En Datong, el caudal anual medio observado en este período ha sido de 28 811 m³/s, para una superficie drenada de 1 712 673 km², más o menos el 95 % del total de la cuenca del río Yangtsé (aproximadamente, de 1 800 000 km²), y apenas difiere del caudal final en la desembocadura.
La lámina de agua caída en la cuenca del río llega así a la cifra de 531 mm por año, que se puede considerar como elevada. El Yangtsé es un curso de agua muy caudaloso, bastante regular con un periodo de crecidas desde mayo a octubre.
El caudal máximo mensual observado registrado en la ciudad de Datong durante este largo período de observación, fue de 84 200 m³/s, mientras que el caudal mínimo fue de 1110 m³/s.
| Caudal medio mensual del Yantgsé en la estación hidrológica de Datong (datos calculados en el periodo de 1923-1986, 64 años) (en m³/s) |
| |

## Contaminación del agua
En mayo de 2006, varios expertos chinos han emitido informes alarmantes sobre el estado de polución del río. El suministro de agua potable de la aglomeración de Shanghái podría llegar a ser problemático si no se encuentra solución.
Según Lu Jianjian, profesor de una universidad en el este de China, el 40 % de los residuos del país se descargan en el río, unos 25 mil millones de toneladas al año. Un tercio de la contaminación provendría de los fertilizantes y productos químicos, plaguicidas y residuos agrícolas; el resto procedería de las ciudades, del sector industrial y de los barcos que navegan por el río. Además, estas aguas se consideran las más turbias del planeta, con un transporte de sedimentos que se estima en 680 millones de toneladas al año.
320 millones de personas en las zonas rurales del país no tienen acceso a agua potable, así como 400 ciudades sufren de un suministro de agua insuficiente. A finales de mayo de 2006, Zhou Shengxian, director de la administración del estado para la protección del medio ambiente, ha lanzado una llamada para el bloqueo de todos los proyectos de construcción que puedan afectar al medio ambiente.

### Fauna acuática
Otro grave problema se refiere al número de especies animales que habitan en las orillas del río, ya que su número pasó de 126 a mediados de 1980 a tan solo 52 en 2002. El Yangtsé es el hábitat de, al menos, dos especies en peligro de extinción: el aligátor chino y el pez espátula del Yangtze. La marsopa sin aleta también se encuentra en el río.
Entre la fauna acuática del río destacaba hasta hace poco el baiji (Lipotes vexillifer o delfín del río Yangtsé o delfín de China), pero en diciembre de 2006 una extensa búsqueda en el río no reveló signos de delfines y fue declarado funcionalmente extinto. Sin embargo, un ejemplar fue avistado un poco después. Lamentablemente ha desaparecido oficialmente a finales del último trimestre de 2008.
Aunque aún hay un gran número de especies que pueblan el río, todas ellas están potencialmente amenazadas si no se toman medidas con el fin de preservar la riqueza de la fauna.

## Principales ciudades a lo largo del río
Las principales ciudades localizadas en las orillas del río son las siguientes:
- Panzhihua, en Sichuan, sede de la ciudad-prefectura de Panzhihua (aprox. 300 000 hab. en 2004);
- Yibin, en Sichuan, sede de la ciudad-prefectura de Yibin (281 019 hab. en 1999);
- Jiangyang (el núcleo histórico de la gran ciudad de Luzhou) (aproximadamente 625 000 hab. en 2008);
- Chongqing
- Fengdu
- Yichang
- Jingzhou
- Shashi
- Shishou
- Yueyang
- Xianning
- Wuhan
- Ezhou
- Huangshi
- Huanggang
- Chaohu
- Chizhou
- Jiujiang
- Anqing
- Tongling (aprox. 260 000 hab.)
- Wuhu
- Hefei
- Chuzhou
- Maanshan
- Taizhou
- Yangzhou
- Zhenjiang
- Nankín
- Jiangyin
- Nantong
- Shanghái

## Cruces del río
Hasta 1957, no había ningún puente que cruzase el río Yangtzé desde Yibin hasta Shanghái. Durante siglos, los viajeros debieron cruzar el río en transbordadores. En ocasiones, ese cruce era peligroso, como lo demuestra el desastre de Zhong'anlun (15 de octubre de 1945).
El río se presentó como una importante barrera geográfica que divide el norte y el sur de China. En la primera mitad del siglo XX, los viajeros del ferrocarril de Pekín a Cantón y Shanghái tenían que desembarcar, respectivamente, en Hanyang y Pukou, y cruzar el río en ferry de vapor antes de reanudar los viajes en tren desde Wuchang o Nanjing West.
Después de la fundación de la República Popular en 1949, los ingenieros soviéticos ayudaron en el diseño y construcción del puente de Wuhan, un puente de doble uso carretera-ferrocarril, construido entre 1955 y 1957 que fue el primer puente sobre el Yangtsé. El segundo puente sobre el río fue un puente de ferrocarril de vía única construido aguas arriba en Chongqing en 1959. El puente de Nankín, también un puente de carretera-ferrocarril, fue el primer puente que cruzó el curso inferior del río Yangtsé, en Nankín. Fue construido después de la ruptura chino-soviética y no recibió ayuda extranjera. Otros puentes de carretera-ferrocarril fueron construidas en Zhicheng (1971) y Chongqing (1980).
La construcción de puentes se desaceleró en la década de 1980 antes de reanudarse en la década de 1990 y acelerarse en la primera década del siglo XXI. El Puente de Jiujiang fue construido en 1992 como parte del ferrocarril Pekín-Jiujiang. Un segundo puente en Wuhan se completó en 1995. En el año 2005, ya había un total de 56 puentes y un túnel que atravesaban el río Yangtze entre Yibin y Shanghái. Entre estos puentes, en el delta del Yangtzé, se encontraban algunos de los puentes colgantes y puentes atirantados más largos del mundo: el Puente colgante de Jiangyin (1385 m, inaugurado en 1999), el puente Runyang (1490 m, abierto en 2005), el puente Sutong (1088 m, abierto en 2008). El rápido ritmo de construcción de puentes ha continuado y solo la ciudad de Wuhan tiene ahora seis puentes y un túnel que cruzan el Yangtsé.
También se han construido cruzando el río una serie de líneas de alta tensión.

Puentes sobre el Yangtze
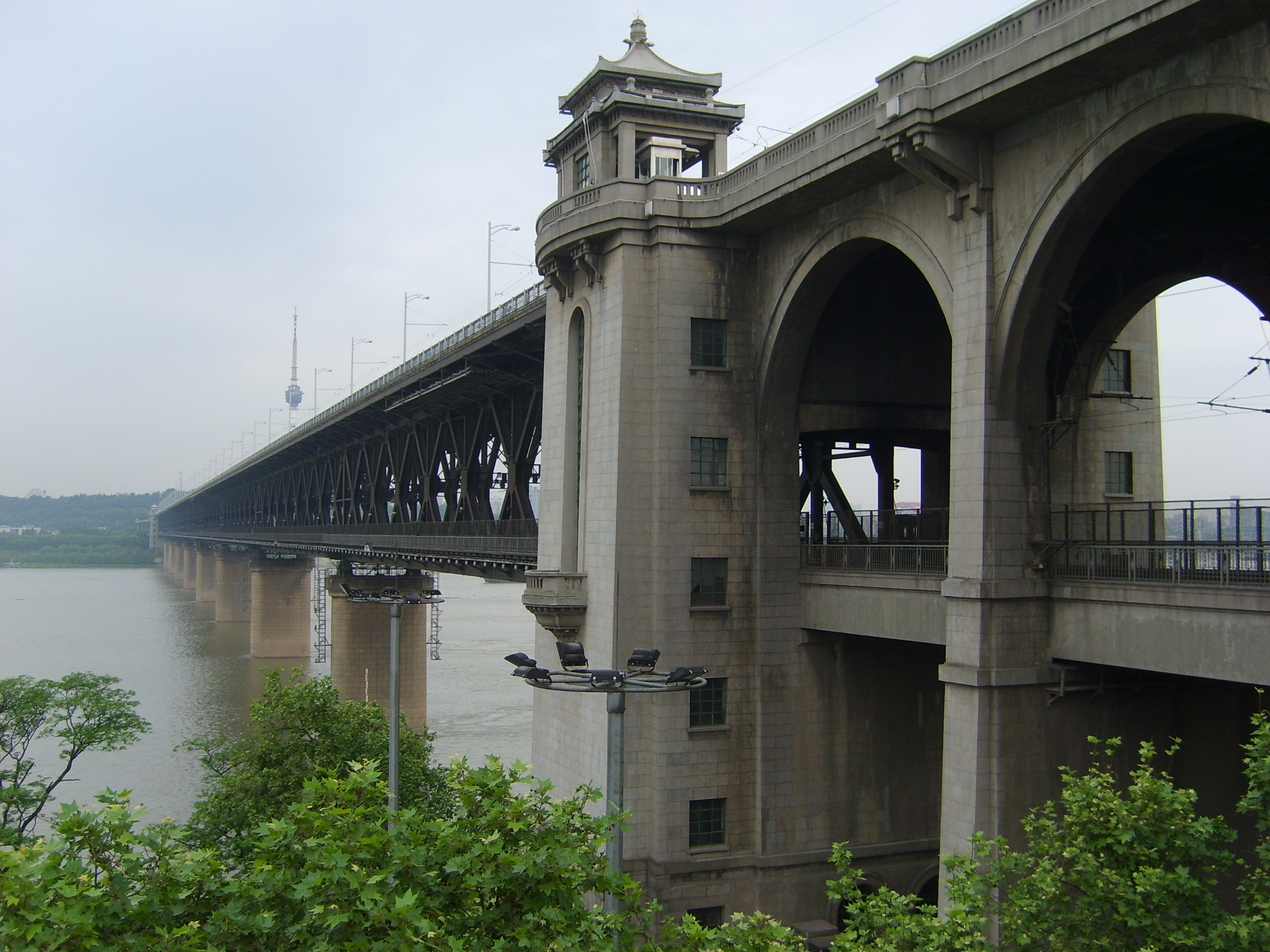
Puente de Wuhan, el primer puente que cruzó el Yangtzé, completado en 1957.
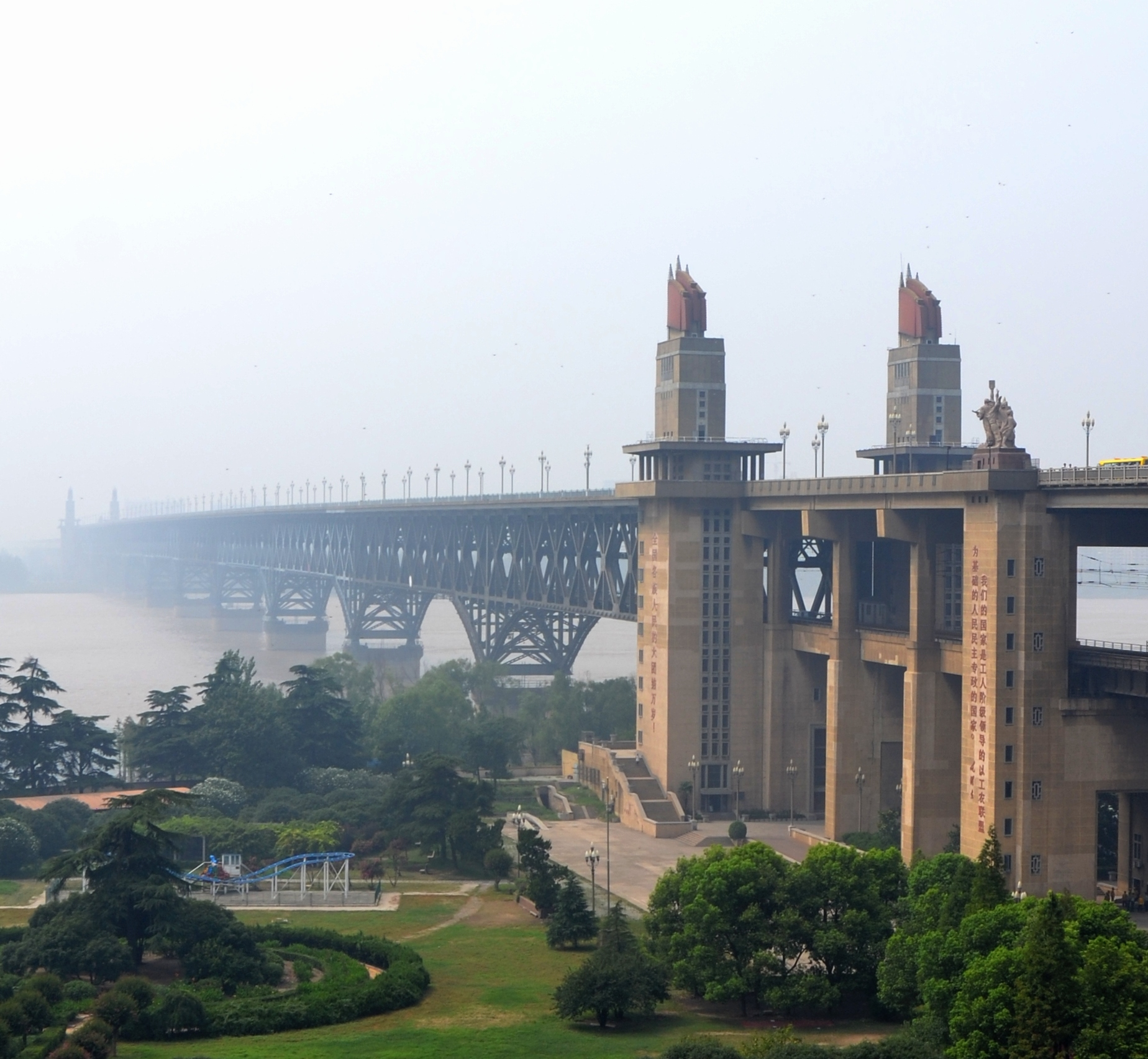
Puente de Nankín, un puente viga, completado en 1968.
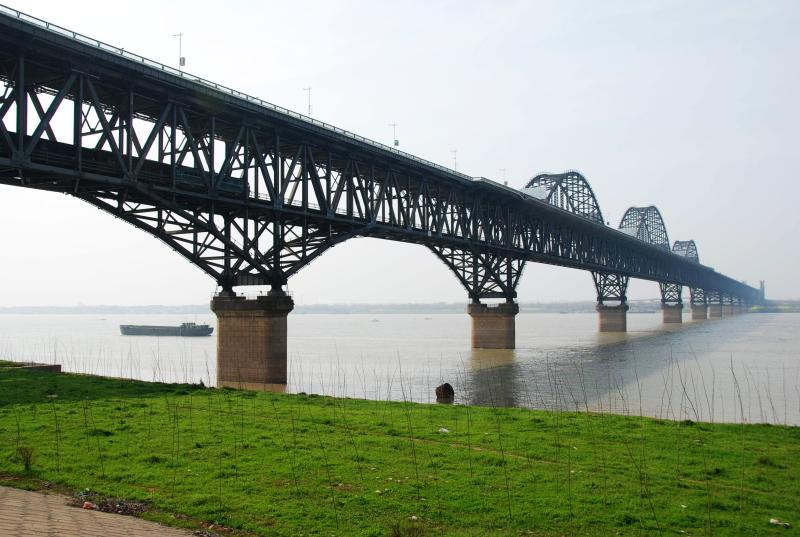
Puente de Jiujiang, un puente de arco, completado en 1992.
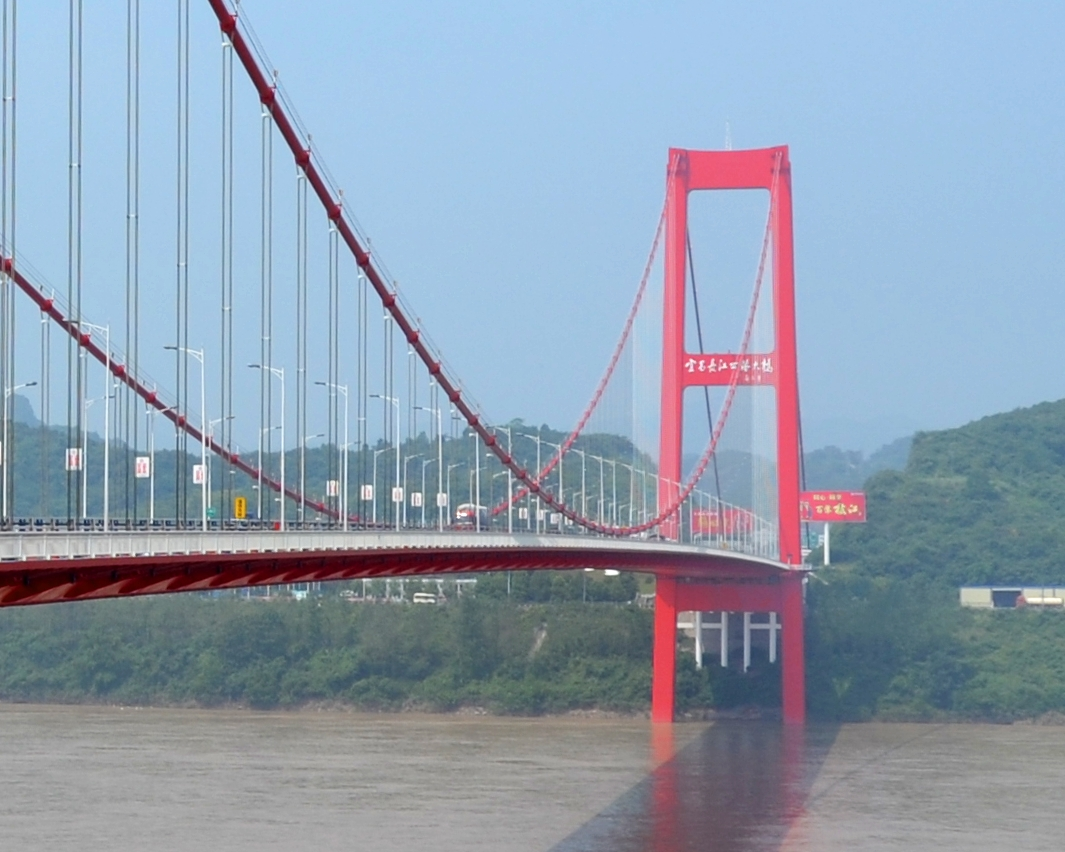
Puente de Yichang, un puente colgante cerca de la esclusa de la presa Gezhouba, completado en 1996.
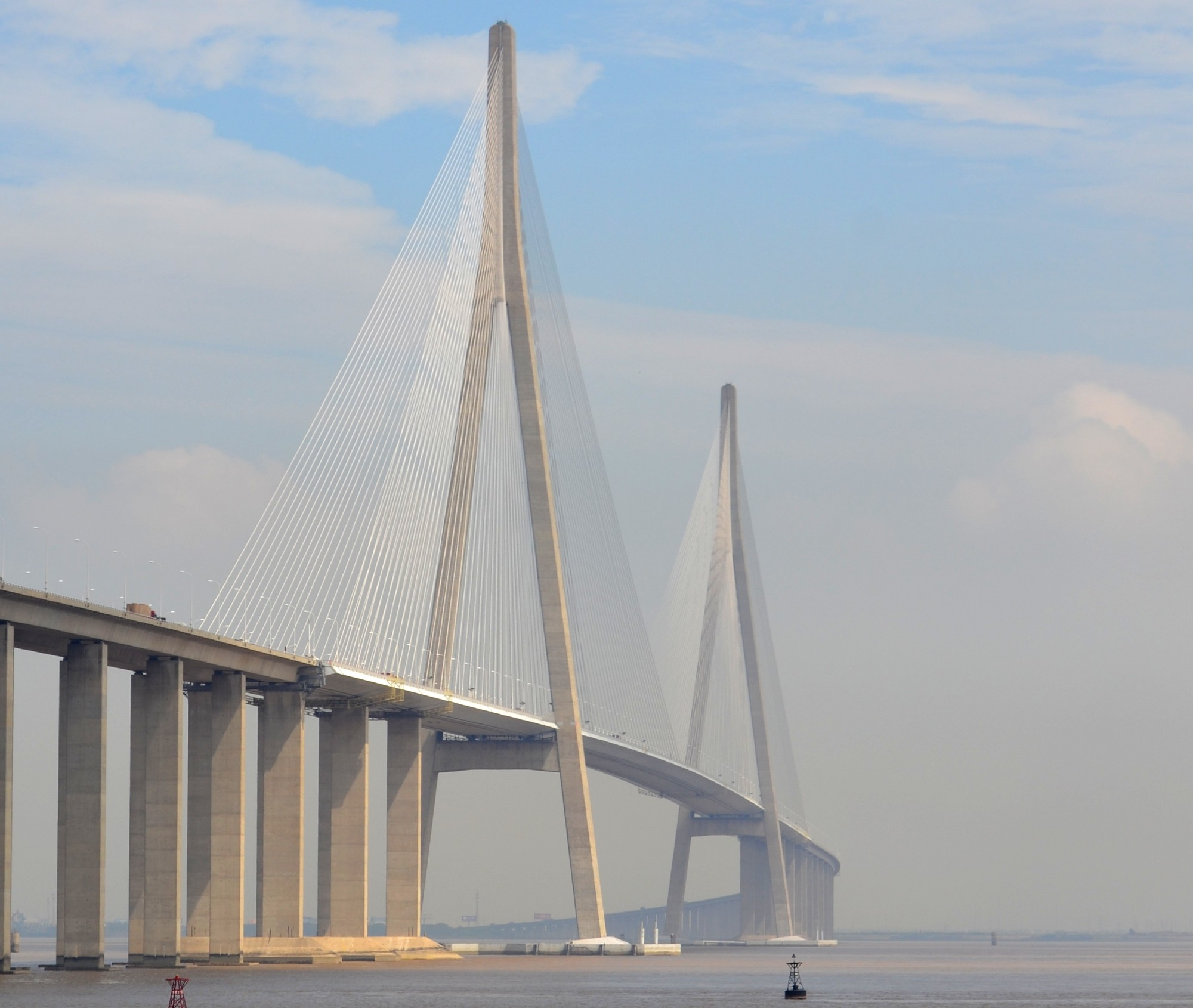
Puente Sutong, entre Nantong y Suzhou, fue uno de los puentes atirantados más largos del mundo cuando fue completado en 2008.
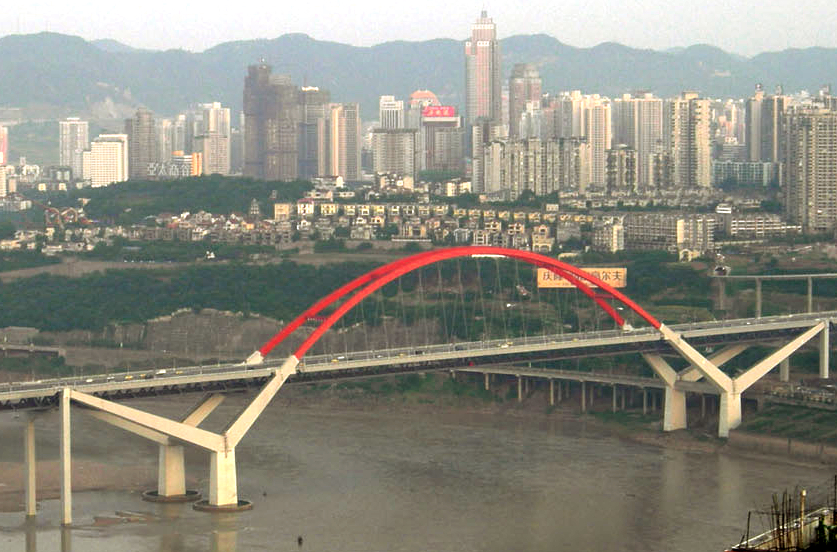
Puente Caiyuanba, un puente de arco en Chongqing, completado en 2007.

## Red hidrográfica
El Yangtsé cuenta con más de 700 afluentes de importancia. Los principales afluentes (enumerados de la fuente a la boca), con los lugares donde se unen al Yangtsé, se recogen en la tabla siguiente.
| Ramal | Ramal | Nombre del afluente                      | Nombre del afluente                          | Nombre del afluente                             | Nombre del afluente                             | Nombre del afluente                             | Nombre del afluente                             | Chino         | Longitud (km) | Cuenca (km²) | Caudal (m³/s) | Desembocadura       | Provincias que atraviesa |                |
| —     | D     | Sistema Jinsha–Tongtian–Tuotuo           | Sistema Jinsha–Tongtian–Tuotuo               | Sistema Jinsha–Tongtian–Tuotuo                  | Sistema Jinsha–Tongtian–Tuotuo                  | Sistema Jinsha–Tongtian–Tuotuo                  | Sistema Jinsha–Tongtian–Tuotuo                  |               |               | 340 000      |               | Yangtsé             |                          | Cabeceras      |
| *     | *     | Jinsha (Chang Jiang)                     | Jinsha (Chang Jiang)                         | Jinsha (Chang Jiang)                            | Jinsha (Chang Jiang)                            | Jinsha (Chang Jiang)                            | Jinsha (Chang Jiang)                            | 长江 - 金沙江 | 2308          | 340 000      | 31 900        | Yangtsé             |                          | Cabeceras      |
| —     | —     |                                          | Río Guan (Guan He o Yokoe)                   | Río Guan (Guan He o Yokoe)                      | Río Guan (Guan He o Yokoe)                      | Río Guan (Guan He o Yokoe)                      | Río Guan (Guan He o Yokoe)                      | 横江          | 305           | 14 780       |               | Río Jisha           |                          | Cabeceras      |
| —     | —     |                                          | Río Niulan (o Kraal)                         | Río Niulan (o Kraal)                            | Río Niulan (o Kraal)                            | Río Niulan (o Kraal)                            | Río Niulan (o Kraal)                            | 牛栏江        | 461           | 13 787       |               | Río Jisha           |                          | Cabeceras      |
| —     | —     |                                          | Río Pudu                                     | Río Pudu                                        | Río Pudu                                        | Río Pudu                                        | Río Pudu                                        | 普渡河        | 294           | 11 200       |               | Río Jisha           |                          | Cabeceras      |
| —     | —     |                                          | Río Yalong                                   | Río Yalong                                      | Río Yalong                                      | Río Yalong                                      | Río Yalong                                      | 雅砻江        | 1323          | 128 444      |               | Río Jisha           | Yunnan                   | Cabeceras      |
| —     | —     |                                          |                                              | Río Xianshui                                    | Río Xianshui                                    | Río Xianshui                                    | Río Xianshui                                    | 鲜水河        | 680           | 19 400       | 194           | Río Yalong          | Sichuan                  | Cabeceras      |
| —     | —     |                                          |                                              | Río Anning                                      | Río Anning                                      | Río Anning                                      | Río Anning                                      | 安寧河        | 320           | 11 000       |               | Río Yalong          |                          | Cabeceras      |
| —     | —     |                                          |                                              | Río Muli (o Litang he, Wuliang, Lequ o Xiaojin) | Río Muli (o Litang he, Wuliang, Lequ o Xiaojin) | Río Muli (o Litang he, Wuliang, Lequ o Xiaojin) | Río Muli (o Litang he, Wuliang, Lequ o Xiaojin) | 理塘河        | 388           | 12 430       | 243           | Río Yalong          | Sichuan                  | Cabeceras      |
| *     | *     |                                          | Río Tongtian                                 | Río Tongtian                                    | Río Tongtian                                    | Río Tongtian                                    | Río Tongtian                                    | 通天河        | 813           | 138 000      |               | Río Jisha           |                          | Cabeceras      |
| —     | —     |                                          |                                              | Río Qumar (o Qu Mar o Chumar)                   | Río Qumar (o Qu Mar o Chumar)                   | Río Qumar (o Qu Mar o Chumar)                   | Río Qumar (o Qu Mar o Chumar)                   | 玛尔          | 527           | 20 800       |               | Río Tongtian        |                          | Cabeceras      |
| *     | *     |                                          |                                              | Río Tuotuo                                      | Río Tuotuo                                      | Río Tuotuo                                      | Río Tuotuo                                      | 沱沱河        | 375           | 17 000       | 32            | Río Tongtian        |                          | Cabeceras      |
| —     | —     |                                          |                                              | Río Danqu                                       | Río Danqu                                       | Río Danqu                                       | Río Danqu                                       | 当 曲         | 352           | 30 220       |               | Río Tongtian        |                          | Cabeceras      |
| I     | —     | Río Min                                  | Río Min                                      | Río Min                                         | Río Min                                         | Río Min                                         | Río Min                                         | 岷江          | 735           | 140 000      |               | Río Jisha           | Sichuan                  | Cabeceras      |
| —     | —     |                                          | Río Dadu                                     | Río Dadu                                        | Río Dadu                                        | Río Dadu                                        | Río Dadu                                        | 大渡河        | 1155          | 92 000       |               | Río Min             |                          | Cabeceras      |
| —     | —     |                                          |                                              | Río Qingyi                                      | Río Qingyi                                      | Río Qingyi                                      | Río Qingyi                                      |               | 284           | 12 897       |               | Río Dadu            |                          | Cabeceras      |
| —     | D     | Río Nanguang                             | Río Nanguang                                 | Río Nanguang                                    | Río Nanguang                                    | Río Nanguang                                    | Río Nanguang                                    |               |               |              |               | Yangtsé             |                          | Curso Superior |
| —     | D     | Río Changning                            | Río Changning                                | Río Changning                                   | Río Changning                                   | Río Changning                                   | Río Changning                                   |               |               |              |               | Yangtsé             |                          | Curso Superior |
| —     | D     | Río Yongning                             | Río Yongning                                 | Río Yongning                                    | Río Yongning                                    | Río Yongning                                    | Río Yongning                                    |               |               |              |               | Yangtsé             |                          | Curso Superior |
| I     | —     | Río Tuo                                  | Río Tuo                                      | Río Tuo                                         | Río Tuo                                         | Río Tuo                                         | Río Tuo                                         | 沱江          | 655           | 27 500       |               | Yangtsé (en Luzhou) | Sichuan                  | Curso Superior |
| —     | D     | Río Chishui                              | Río Chishui                                  | Río Chishui                                     | Río Chishui                                     | Río Chishui                                     | Río Chishui                                     |               | 436           | 20 400       | 430           | Yangtsé             |                          | Curso Superior |
| —     | D     | Río Shangxi                              | Río Shangxi                                  | Río Shangxi                                     | Río Shangxi                                     | Río Shangxi                                     | Río Shangxi                                     |               |               |              |               | Yangtsé             |                          | Curso Superior |
| —     | D     | Río Qijiang                              | Río Qijiang                                  | Río Qijiang                                     | Río Qijiang                                     | Río Qijiang                                     | Río Qijiang                                     |               |               |              |               | Yangtsé             |                          | Curso Superior |
| I     | —     | Río Jialing                              | Río Jialing                                  | Río Jialing                                     | Río Jialing                                     | Río Jialing                                     | Río Jialing                                     | 嘉陵江        | 1119          | 230 000      |               | Yangtsé             | Chongqing                | Curso Superior |
| —     | —     |                                          | Río Fu                                       | Río Fu                                          | Río Fu                                          | Río Fu                                          | Río Fu                                          | 涪江          | 700           | 36 400       | 572           | Río Jialing         |                          | Curso Superior |
| —     | —     |                                          | Río Qu                                       | Río Qu                                          | Río Qu                                          | Río Qu                                          | Río Qu                                          | 渠江          | 720           | 39 200       | 663           | Río Jialing         |                          | Curso Superior |
| —     | —     |                                          | Río Bailong                                  | Río Bailong                                     | Río Bailong                                     | Río Bailong                                     | Río Bailong                                     | 白龙江        | 576           | 31 800       |               | Río Jialing         | Gansu Sichuan            | Curso Superior |
| —     | —     |                                          | Río Baishui                                  | Río Baishui                                     | Río Baishui                                     | Río Baishui                                     | Río Baishui                                     | 白水          |               |              |               | Río Jialing         |                          | Curso Superior |
| —     | D     | Río Wu (junto con el Sancha y el Yachi)  | Río Wu (junto con el Sancha y el Yachi)      | Río Wu (junto con el Sancha y el Yachi)         | Río Wu (junto con el Sancha y el Yachi)         | Río Wu (junto con el Sancha y el Yachi)         | Río Wu (junto con el Sancha y el Yachi)         | 乌江          | 1150          | 80 300       |               | Yangtsé             | Guizhou Chongqing        | Curso Superior |
| I     | —     | Río Pengxi                               | Río Pengxi                                   | Río Pengxi                                      | Río Pengxi                                      | Río Pengxi                                      | Río Pengxi                                      |               |               |              |               | Yangtsé             |                          | Curso Superior |
| I     | —     | Río Tangxi                               | Río Tangxi                                   | Río Tangxi                                      | Río Tangxi                                      | Río Tangxi                                      | Río Tangxi                                      |               |               |              |               | Yangtsé             |                          | Curso Superior |
| I     | —     | Río Meixi                                | Río Meixi                                    | Río Meixi                                       | Río Meixi                                       | Río Meixi                                       | Río Meixi                                       |               |               |              |               | Yangtsé             |                          | Curso Superior |
| I     | —     | Río Shennongxi                           | Río Shennongxi                               | Río Shennongxi                                  | Río Shennongxi                                  | Río Shennongxi                                  | Río Shennongxi                                  |               |               |              |               | Yangtsé             |                          | Curso Superior |
| I     | —     | Río Longmen Xia                          | Río Longmen Xia                              | Río Longmen Xia                                 | Río Longmen Xia                                 | Río Longmen Xia                                 | Río Longmen Xia                                 |               |               |              |               | Yangtsé             |                          | Curso Superior |
| I     | —     | Río Huangbo (o Huangbai)                 | Río Huangbo (o Huangbai)                     | Río Huangbo (o Huangbai)                        | Río Huangbo (o Huangbai)                        | Río Huangbo (o Huangbai)                        | Río Huangbo (o Huangbai)                        |               |               |              |               | Yangtsé             |                          | Curso Superior |
| I     | —     | Río Qingjiang                            | Río Qingjiang                                | Río Qingjiang                                   | Río Qingjiang                                   | Río Qingjiang                                   | Río Qingjiang                                   | 沱江          | 423           | 16 700       |               | Yangtsé             |                          | Curso Superior |
| —     | D     | Lago Dongting                            | Lago Dongting                                | Lago Dongting                                   | Lago Dongting                                   | Lago Dongting                                   | Lago Dongting                                   |               |               | 162 225      |               | Yangtsé             |                          | Curso Medio    |
| —     | —     |                                          | Río Li (o Lishui)                            | Río Li (o Lishui)                               | Río Li (o Lishui)                               | Río Li (o Lishui)                               | Río Li (o Lishui)                               | 澧水          | 388           | 18 500       |               | Lago Dongting       | Hunan                    | Curso Medio    |
| —     | —     |                                          |                                              | Río Loushui                                     | Río Loushui                                     | Río Loushui                                     | Río Loushui                                     | 溇水          | 250           |              |               | Río Li              |                          | Curso Medio    |
| —     | —     |                                          | Río Yuan (incluye al Qingshui) (o Yuanjiang) | Río Yuan (incluye al Qingshui) (o Yuanjiang)    | Río Yuan (incluye al Qingshui) (o Yuanjiang)    | Río Yuan (incluye al Qingshui) (o Yuanjiang)    | Río Yuan (incluye al Qingshui) (o Yuanjiang)    | 沅江          | 1033          | 89 163       |               | Lago Dongting       |                          | Curso Medio    |
| —     | —     |                                          |                                              | Río You (o Youshui)                             | Río You (o Youshui)                             | Río You (o Youshui)                             | Río You (o Youshui)                             | 酉水)         | 477           | 18 350       |               | Río Yuan            |                          | Curso Medio    |
| —     | —     |                                          |                                              | Río Wu (Yuan)                                   | Río Wu (Yuan)                                   | Río Wu (Yuan)                                   | Río Wu (Yuan)                                   | 巫水          | 168           |              |               | Río Yuan            |                          | Curso Medio    |
| —     | —     |                                          | Río Zi (Zijiang)                             | Río Zi (Zijiang)                                | Río Zi (Zijiang)                                | Río Zi (Zijiang)                                | Río Zi (Zijiang)                                | 资江          | 653           | 28 100       |               | Lago Dongting       |                          | Curso Medio    |
| —     | —     |                                          | Río Miluo                                    | Río Miluo                                       | Río Miluo                                       | Río Miluo                                       | Río Miluo                                       | 汨罗江        | 400           | 4053         |               | Lago Dongting       |                          | Curso Medio    |
| —     | —     |                                          | Río Xiang                                    | Río Xiang                                       | Río Xiang                                       | Río Xiang                                       | Río Xiang                                       | 湘江          | 856           | 96 400       |               | Lago Dongting       | Guangxi Hunan            | Curso Medio    |
| —     | —     |                                          |                                              | Río Xiao (Xiaoshui)                             | Río Xiao (Xiaoshui)                             | Río Xiao (Xiaoshui)                             | Río Xiao (Xiaoshui)                             | 瀟水          | 354           | 12 099       |               | Río Xiang           |                          | Curso Medio    |
| —     | —     |                                          |                                              | Río Liuyang                                     | Río Liuyang                                     | Río Liuyang                                     | Río Liuyang                                     | 浏阳河        | 234           | 4665         |               | Río Xiang           |                          | Curso Medio    |
| —     | —     |                                          |                                              | Río Lian                                        | Río Lian                                        | Río Lian                                        | Río Lian                                        | 涟水          | 232           | 7150         |               | Río Xiang           |                          | Curso Medio    |
| —     | —     |                                          |                                              | Río Mi                                          | Río Mi                                          | Río Mi                                          | Río Mi                                          | 洣水          | 296           | 10 305       |               | Río Xiang           |                          | Curso Medio    |
| —     | —     |                                          |                                              | Río Zheng                                       | Río Zheng                                       | Río Zheng                                       | Río Zheng                                       | 蒸水          | 194           | 3470         |               | Río Xiang           |                          | Curso Medio    |
| —     | —     |                                          |                                              | Río Lei                                         | Río Lei                                         | Río Lei                                         | Río Lei                                         | 耒水          | 439           | 11 905       |               | Río Xiang           |                          | Curso Medio    |
| I     | —     | Río Dongjing                             | Río Dongjing                                 | Río Dongjing                                    | Río Dongjing                                    | Río Dongjing                                    | Río Dongjing                                    |               |               |              |               | Río Yangtsé         |                          | Curso Medio    |
| I     | —     | Río Huangsi                              | Río Huangsi                                  | Río Huangsi                                     | Río Huangsi                                     | Río Huangsi                                     | Río Huangsi                                     |               |               |              |               | Río Yangtsé         |                          | Curso Medio    |
| I     | —     | Río Han (Hànshǔi)                        | Río Han (Hànshǔi)                            | Río Han (Hànshǔi)                               | Río Han (Hànshǔi)                               | Río Han (Hànshǔi)                               | Río Han (Hànshǔi)                               | 汉江 - 汉水   | 1532          | 176 000      | 1200          | Río Yangtsé         | Shaanxi Hubei            | Curso Medio    |
| —     | —     |                                          | Río Dan                                      | Río Dan                                         | Río Dan                                         | Río Dan                                         | Río Dan                                         | 丹江          | 443           | 16 810       |               | Río Han             | Shaanxi                  | Curso Medio    |
| —     | —     |                                          | Río Tangbai                                  | Río Tangbai                                     | Río Tangbai                                     | Río Tangbai                                     | Río Tangbai                                     | 唐白河        | 312           | 24 215       |               | Río Han             |                          | Curso Medio    |
| —     | —     |                                          | Río Du                                       | Río Du                                          | Río Du                                          | Río Du                                          | Río Du                                          | 唐白河        | 330           | 12 430       |               | Río Han             |                          | Curso Medio    |
| I     | —     | Río Fushui                               | Río Fushui                                   | Río Fushui                                      | Río Fushui                                      | Río Fushui                                      | Río Fushui                                      | 富水          | 196           |              |               | Yangtsé             | Hubei                    | Curso Medio    |
| —     | D     | Lago Poyang                              | Lago Poyang                                  | Lago Poyang                                     | Lago Poyang                                     | Lago Poyang                                     | Lago Poyang                                     |               |               |              |               | Yangtsé             | Jiangxi                  | Curso inferior |
| —     | —     |                                          | Río Xiushui                                  | Río Xiushui                                     | Río Xiushui                                     | Río Xiushui                                     | Río Xiushui                                     |               | 357           | 14 793       |               | Lago Poyang         |                          | Curso inferior |
| —     | —     |                                          | Río Gan (o Ganjiang)                         | Río Gan (o Ganjiang)                            | Río Gan (o Ganjiang)                            | Río Gan (o Ganjiang)                            | Río Gan (o Ganjiang)                            | 赣江          | 991           | 81 600       |               | Lago Poyang         | Jiangxi                  | Curso inferior |
| —     | —     |                                          |                                              | Río Heshui                                      | Río Heshui                                      | Río Heshui                                      | Río Heshui                                      |               |               |              |               | Río Gan             |                          | Curso inferior |
| —     | —     |                                          |                                              | Río Zhang                                       | Río Zhang                                       | Río Zhang                                       | Río Zhang                                       | 章江          | 466           |              |               | Río Gan             |                          | Curso inferior |
| —     | —     |                                          |                                              | Río Gong                                        | Río Gong                                        | Río Gong                                        | Río Gong                                        | 貢水          | 278           | 26 589       |               | Río Gan             |                          | Curso inferior |
| —     | —     |                                          |                                              |                                                 | Río Meihe                                       | Río Meihe                                       | Río Meihe                                       | 梅河          |               |              |               | Río Gong            |                          | Curso inferior |
| —     | —     |                                          |                                              |                                                 | Río Xiang                                       | Río Xiang                                       | Río Xiang                                       | 湘水          |               |              |               | Río Gong            |                          | Curso inferior |
| —     | —     |                                          | Río Xiu                                      | Río Xiu                                         | Río Xiu                                         | Río Xiu                                         | Río Xiu                                         | 修水          | 357           | 14 793       | 483           | Lago Poyang         | Jiangxi                  | Curso inferior |
| —     | —     |                                          | Río Fu (o Fuhe)                              | Río Fu (o Fuhe)                                 | Río Fu (o Fuhe)                                 | Río Fu (o Fuhe)                                 | Río Fu (o Fuhe)                                 | 抚河          | 312           | 15 800       | 483           | Lago Poyang         | Jiangxi                  | Curso inferior |
| —     | —     |                                          | Río Shun (o Xin)                             | Río Shun (o Xin)                                | Río Shun (o Xin)                                | Río Shun (o Xin)                                | Río Shun (o Xin)                                | 信江          | 360           | 17 600       |               | Lago Poyang         | Jiangxi                  | Curso inferior |
| —     | —     |                                          | Río Xinjiang                                 | Río Xinjiang                                    | Río Xinjiang                                    | Río Xinjiang                                    | Río Xinjiang                                    |               |               |              |               | Lago Poyang         |                          | Curso inferior |
| —     | —     |                                          | Río Raohe                                    | Río Raohe                                       | Río Raohe                                       | Río Raohe                                       | Río Raohe                                       |               | 40            | 15 000       |               | Lago Poyang         |                          | Curso inferior |
| —     | —     |                                          |                                              | Río Changjiang                                  | Río Changjiang                                  | Río Changjiang                                  | Río Changjiang                                  |               | 267           | 7036         | 181           | Río Raohe           |                          | Curso inferior |
| —     | —     |                                          |                                              | Río Le'an                                       | Río Le'an                                       | Río Le'an                                       | Río Le'an                                       |               | 279           | 8456         | 489           | Río Raohe           |                          | Curso inferior |
| I     | —     | Río Huai He-lagos Shaobohu-Gaoyou-Hongze | Río Huai He-lagos Shaobohu-Gaoyou-Hongze     | Río Huai He-lagos Shaobohu-Gaoyou-Hongze        | Río Huai He-lagos Shaobohu-Gaoyou-Hongze        | Río Huai He-lagos Shaobohu-Gaoyou-Hongze        | Río Huai He-lagos Shaobohu-Gaoyou-Hongze        |               | 1100          | 174 000      |               | Yangtsé             |                          | Curso inferior |